# Lista głów państw w latach 50. XX wieku
Lista głów państw w latach 50. XX wieku – lista osób lub instytucji sprawujących urząd głów państw już istniejących lub powstałych w okresie od 1 stycznia 1950 roku do 31 grudnia 1959 roku. Państwa zostały uszeregowane w kolejności alfabetycznej według nazwy krótkiej.

## Lista głów państw
Legenda:

  osoba będąca faktycznym przywódcą państwa
  osoba pełniąca obowiązki głowy państwa
  gubernator generalny
  osoba pełniąca obowiązki gubernatora generalnego
| Imię i nazwisko | Funkcja | Okres sprawowania urzędu | Okres sprawowania urzędu | Uwagi | *               |
| Imię i nazwisko | Funkcja | Od | Do | Uwagi | *               |
| --- | --- | --- | --- | --- | --------------- |
| A | | | | |                 |
| Afganistan – Królestwo Afganistanu | | | | |                 |
| Mohammad Zaher Szah (1914–2007) | król | 8.11.1933 | 17.07.1973 | | [ 1 ]           |
| Albania – Albańska Republika Ludowa | | | | |                 |
| Funkcję głowy państwa pełnił organ kolegialny – Prezydium Zgromadzenia Ludowego. Przewodniczący Prezydium był primus inter pares – sprawował głównie funkcje reprezentacyjne i organizacyjne.                                                                                  | Funkcję głowy państwa pełnił organ kolegialny – Prezydium Zgromadzenia Ludowego. Przewodniczący Prezydium był primus inter pares – sprawował głównie funkcje reprezentacyjne i organizacyjne.                                                                                  | Funkcję głowy państwa pełnił organ kolegialny – Prezydium Zgromadzenia Ludowego. Przewodniczący Prezydium był primus inter pares – sprawował głównie funkcje reprezentacyjne i organizacyjne.                                                                                  | Funkcję głowy państwa pełnił organ kolegialny – Prezydium Zgromadzenia Ludowego. Przewodniczący Prezydium był primus inter pares – sprawował głównie funkcje reprezentacyjne i organizacyjne.                                                                                  | Funkcję głowy państwa pełnił organ kolegialny – Prezydium Zgromadzenia Ludowego. Przewodniczący Prezydium był primus inter pares – sprawował głównie funkcje reprezentacyjne i organizacyjne. | [ 2 ]           |
| Omer Nishani (1887–1954) | przewodniczący Prezydium Zgromadzenia Ludowego | 26.05.1944 | 1.08.1953 | De iure funkcję głowy państwa Albańskiej Republiki Ludowej pełniło kolegialnie Prezydium Zgromadzenia Ludowego. Faktycznym liderem był I sekretarz Albańskiej Partii Pracy. | [ 2 ]           |
| Haxhi Lleshi (1913–1998) | przewodniczący Prezydium Zgromadzenia Ludowego | 1.08.1953 | 22.11.1982 | De iure funkcję głowy państwa Albańskiej Republiki Ludowej pełniło kolegialnie Prezydium Zgromadzenia Ludowego. Faktycznym liderem był I sekretarz Albańskiej Partii Pracy. | [ 2 ]           |
| Enver Hoxha (1908–1985) | I sekretarz Albańskiej Partii Pracy | 20.10.1944 | 11.04.1985 | De iure funkcję głowy państwa Albańskiej Republiki Ludowej pełniło kolegialnie Prezydium Zgromadzenia Ludowego. Faktycznym liderem był I sekretarz Albańskiej Partii Pracy. | [ 2 ]           |
| Andora – Księstwo Andory | | | | |                 |
| Ramón Iglesias i Navarri (1889–1972) | współksiążę episkopalny | 4.04.1943 | 29.04.1969 | Kolegialna głowa państwa. Funkcję tę sprawowali wspólnie dwaj współksiążęta: biskup katalońskiej diecezji Urgel oraz prezydent Francji. | [ 3 ]           |
| Vincent Auriol (1884–1966) | współksiążę francuski | 16.01.1947 | 16.01.1954 | Kolegialna głowa państwa. Funkcję tę sprawowali wspólnie dwaj współksiążęta: biskup katalońskiej diecezji Urgel oraz prezydent Francji. | [ 3 ]           |
| René Coty (1882–1962) | współksiążę francuski | 16.01.1954 | 8.01.1959 | Kolegialna głowa państwa. Funkcję tę sprawowali wspólnie dwaj współksiążęta: biskup katalońskiej diecezji Urgel oraz prezydent Francji. | [ 3 ]           |
| Charles de Gaulle (1890–1970) | współksiążę francuski | 8.01.1959 | 28.04.1969 | Kolegialna głowa państwa. Funkcję tę sprawowali wspólnie dwaj współksiążęta: biskup katalońskiej diecezji Urgel oraz prezydent Francji. | [ 3 ]           |
| Arabia Saudyjska – Królestwo Arabii Saudyjskiej | | | | |                 |
| Abd al-Aziz ibn Su’ud (1875/1880–1953) | król | 23.09.1932 | 9.11.1953 | Po śmierci Abd al-Aziza ibn Su’uda królem Arabii Saudyjskiej został jego najstarszy syn Su’ud ibn Abd al-Aziz Al Su’ud. | [ 4 ]           |
| Su’ud ibn Abd al-Aziz Al Su’ud (1902–1969) | król | 9.11.1953 | 2.11.1964 | Po śmierci Abd al-Aziza ibn Su’uda królem Arabii Saudyjskiej został jego najstarszy syn Su’ud ibn Abd al-Aziz Al Su’ud. | [ 4 ]           |
| Argentyna – Republika Argentyńska | | | | |                 |
| Juan Perón (1895–1974) | prezydent | 4.06.1946 | 19.09.1955 | Juan Perón wybrany został na drugą kadencję w wyborach, które odbyły się 11 listopada 1951 roku. Były to pierwsze bezpośrednie wybory prezydenckie w historii Argentyny. Obalony został 19 września 1955 roku w wyniku zamachu stanu (tzw. Revolución Libertadora), na czele którego stał José Domingo Molina. 23 września 1955 roku generał dywizji Eduardo Lonardi został zaprzysiężony na tymczasowego prezydenta (Presidente provisional de la Nación). Prezydent Lonardi został odsunięty od władzy przez wojskowy zamach stanu, a na czele państwa stanął generał Pedro Eugenio Aramburu. 23 lutego 1958 roku na prezydenta Argentyny wybrany został Arturo Frondizi. Urząd objął 1 maja. | [ 6 ]           |
| Eduardo Lonardi (1896–1956) | tymczasowy prezydent | 23.09.1955 | 13.11.1955 | Juan Perón wybrany został na drugą kadencję w wyborach, które odbyły się 11 listopada 1951 roku. Były to pierwsze bezpośrednie wybory prezydenckie w historii Argentyny. Obalony został 19 września 1955 roku w wyniku zamachu stanu (tzw. Revolución Libertadora), na czele którego stał José Domingo Molina. 23 września 1955 roku generał dywizji Eduardo Lonardi został zaprzysiężony na tymczasowego prezydenta (Presidente provisional de la Nación). Prezydent Lonardi został odsunięty od władzy przez wojskowy zamach stanu, a na czele państwa stanął generał Pedro Eugenio Aramburu. 23 lutego 1958 roku na prezydenta Argentyny wybrany został Arturo Frondizi. Urząd objął 1 maja. | [ 6 ]           |
| Pedro Eugenio Aramburu (1903–1970) | de facto prezydent | 13.11.1955 | 1.05.1958 | Juan Perón wybrany został na drugą kadencję w wyborach, które odbyły się 11 listopada 1951 roku. Były to pierwsze bezpośrednie wybory prezydenckie w historii Argentyny. Obalony został 19 września 1955 roku w wyniku zamachu stanu (tzw. Revolución Libertadora), na czele którego stał José Domingo Molina. 23 września 1955 roku generał dywizji Eduardo Lonardi został zaprzysiężony na tymczasowego prezydenta (Presidente provisional de la Nación). Prezydent Lonardi został odsunięty od władzy przez wojskowy zamach stanu, a na czele państwa stanął generał Pedro Eugenio Aramburu. 23 lutego 1958 roku na prezydenta Argentyny wybrany został Arturo Frondizi. Urząd objął 1 maja. | [ 6 ]           |
| Arturo Frondizi (1908–1995) | prezydent | 1.05.1958 | 29.03.1962 | Juan Perón wybrany został na drugą kadencję w wyborach, które odbyły się 11 listopada 1951 roku. Były to pierwsze bezpośrednie wybory prezydenckie w historii Argentyny. Obalony został 19 września 1955 roku w wyniku zamachu stanu (tzw. Revolución Libertadora), na czele którego stał José Domingo Molina. 23 września 1955 roku generał dywizji Eduardo Lonardi został zaprzysiężony na tymczasowego prezydenta (Presidente provisional de la Nación). Prezydent Lonardi został odsunięty od władzy przez wojskowy zamach stanu, a na czele państwa stanął generał Pedro Eugenio Aramburu. 23 lutego 1958 roku na prezydenta Argentyny wybrany został Arturo Frondizi. Urząd objął 1 maja. | [ 6 ]           |
| Australia – Związek Australijski | | | | |                 |
| Commonwealth realm – głową państwa był brytyjski monarcha, którego na miejscu reprezentował gubernator generalny. | Commonwealth realm – głową państwa był brytyjski monarcha, którego na miejscu reprezentował gubernator generalny. | Commonwealth realm – głową państwa był brytyjski monarcha, którego na miejscu reprezentował gubernator generalny. | Commonwealth realm – głową państwa był brytyjski monarcha, którego na miejscu reprezentował gubernator generalny. | Commonwealth realm – głową państwa był brytyjski monarcha, którego na miejscu reprezentował gubernator generalny. | [ 7 ]           |
| William McKell (1891–1985) | gubernator generalny | 11.03.1947 | 8.05.1953 | | [ 7 ]           |
| William Slim (1891–1970) | gubernator generalny | 8.05.1953 | 2.02.1960 | | [ 7 ]           |
| Austria – Republika Austrii | | | | |                 |
| Karl Renner (1870–1950) | prezydent | 29.04.1945 | 31.12.1950 | Karl Renner oraz Theodor Körner zmarli w trakcie kadencji. Po ich śmierci pełniącymi obowiązki głowy państwa do czasu nowych wyborów byli kanclerze – odpowiednio Leopold Figl oraz Julius Raab. | [ 8 ]           |
| Leopold Figl (1902–1965) | p.o. prezydenta | 31.12.1950 | 21.06.1951 | Karl Renner oraz Theodor Körner zmarli w trakcie kadencji. Po ich śmierci pełniącymi obowiązki głowy państwa do czasu nowych wyborów byli kanclerze – odpowiednio Leopold Figl oraz Julius Raab. | [ 8 ]           |
| Theodor Körner (1873–1957) | prezydent | 21.06.1951 | 4.01.1957 | Karl Renner oraz Theodor Körner zmarli w trakcie kadencji. Po ich śmierci pełniącymi obowiązki głowy państwa do czasu nowych wyborów byli kanclerze – odpowiednio Leopold Figl oraz Julius Raab. | [ 8 ]           |
| Julius Raab (1891–1964) | p.o. prezydenta | 4.01.1957 | 22.01.1957 | Karl Renner oraz Theodor Körner zmarli w trakcie kadencji. Po ich śmierci pełniącymi obowiązki głowy państwa do czasu nowych wyborów byli kanclerze – odpowiednio Leopold Figl oraz Julius Raab. | [ 8 ]           |
| Adolf Schärf (1890–1965) | prezydent | 22.05.1957 | 28.02.1965 | Karl Renner oraz Theodor Körner zmarli w trakcie kadencji. Po ich śmierci pełniącymi obowiązki głowy państwa do czasu nowych wyborów byli kanclerze – odpowiednio Leopold Figl oraz Julius Raab. | [ 8 ]           |
| B | | | | |                 |
| Belgia – Królestwo Belgii | | | | |                 |
| Leopold III (1901–1983) | król | 17.02.1934 | 16.07.1951 | Od 1944 roku Leopold III przebywał na wygnaniu. Po wyzwoleniu Belgii przez wojska alianckie z powodu "niemożności panowania" króla jego obowiązki wykonywał jego brat – książę Karol, hrabia Flandrii. 12 marca 1950 roku odbyło się referendum, w którym 57,68% biorących w nim udział opowiedziało się za powrotem króla do kraju i przywróceniem obowiązków monarchy. 22 lipca Leopold III powrócił do Brukseli. Doprowadziło to do licznych protestów i strajku generalnego. 1 sierpnia Leopold III postanowił przekazać królewskie uprawnienia swojemu synowi Baldwinowi. Formalnie stało się to 11 sierpnia. 16 lipca 1951 roku Leopold III abdykował, a dzień później książę regent Baldwin złożył przysięgę konstytucyjną, zostając piątym królem Belgów. | [ 11 ]          |
| Karol (1903–1983) | książę regent | 21.09.1944 | 20.07.1950 | Od 1944 roku Leopold III przebywał na wygnaniu. Po wyzwoleniu Belgii przez wojska alianckie z powodu "niemożności panowania" króla jego obowiązki wykonywał jego brat – książę Karol, hrabia Flandrii. 12 marca 1950 roku odbyło się referendum, w którym 57,68% biorących w nim udział opowiedziało się za powrotem króla do kraju i przywróceniem obowiązków monarchy. 22 lipca Leopold III powrócił do Brukseli. Doprowadziło to do licznych protestów i strajku generalnego. 1 sierpnia Leopold III postanowił przekazać królewskie uprawnienia swojemu synowi Baldwinowi. Formalnie stało się to 11 sierpnia. 16 lipca 1951 roku Leopold III abdykował, a dzień później książę regent Baldwin złożył przysięgę konstytucyjną, zostając piątym królem Belgów. | [ 11 ]          |
| Baldwin (1930–1993) | książę regent | 11.08.1950 | 16.07.1951 | Od 1944 roku Leopold III przebywał na wygnaniu. Po wyzwoleniu Belgii przez wojska alianckie z powodu "niemożności panowania" króla jego obowiązki wykonywał jego brat – książę Karol, hrabia Flandrii. 12 marca 1950 roku odbyło się referendum, w którym 57,68% biorących w nim udział opowiedziało się za powrotem króla do kraju i przywróceniem obowiązków monarchy. 22 lipca Leopold III powrócił do Brukseli. Doprowadziło to do licznych protestów i strajku generalnego. 1 sierpnia Leopold III postanowił przekazać królewskie uprawnienia swojemu synowi Baldwinowi. Formalnie stało się to 11 sierpnia. 16 lipca 1951 roku Leopold III abdykował, a dzień później książę regent Baldwin złożył przysięgę konstytucyjną, zostając piątym królem Belgów. | [ 11 ]          |
| Baldwin I (1930–1993) | król | 17.07.1951 | 31.07.1993 | Od 1944 roku Leopold III przebywał na wygnaniu. Po wyzwoleniu Belgii przez wojska alianckie z powodu "niemożności panowania" króla jego obowiązki wykonywał jego brat – książę Karol, hrabia Flandrii. 12 marca 1950 roku odbyło się referendum, w którym 57,68% biorących w nim udział opowiedziało się za powrotem króla do kraju i przywróceniem obowiązków monarchy. 22 lipca Leopold III powrócił do Brukseli. Doprowadziło to do licznych protestów i strajku generalnego. 1 sierpnia Leopold III postanowił przekazać królewskie uprawnienia swojemu synowi Baldwinowi. Formalnie stało się to 11 sierpnia. 16 lipca 1951 roku Leopold III abdykował, a dzień później książę regent Baldwin złożył przysięgę konstytucyjną, zostając piątym królem Belgów. | [ 11 ]          |
| Bhutan – Królestwo Bhutanu | | | | |                 |
| Jigme (1905–1952) | król | 26.08.1926 | 30.03.1952 | Po śmierci króla Jigme następcą tronu został jego syn Jigme Dorji. | [ 12 ]          |
| Jigme Dorji (1929–1972) | król | 30.03.1952 | 21.07.1972 | Po śmierci króla Jigme następcą tronu został jego syn Jigme Dorji. | [ 12 ]          |
| Birma – Związek Birmański | | | | |                 |
| Sao Shwe Thaik (1894–1962) | prezydent | 4.01.1948 | 13.03.1952 | Ba U został wybrany na prezydenta przez parlament 12 marca 1952 roku. Następnego dnia złożył przysięgę i objął urząd. Win Maung został wybrany na prezydenta przez parlament 11 marca 1957 roku, a jego inauguracja nastąpiła 13 marca 1957 roku. | [ 15 ]          |
| Ba U (1887–1963) | prezydent | 13.03.1952 | 13.03.1957 | Ba U został wybrany na prezydenta przez parlament 12 marca 1952 roku. Następnego dnia złożył przysięgę i objął urząd. Win Maung został wybrany na prezydenta przez parlament 11 marca 1957 roku, a jego inauguracja nastąpiła 13 marca 1957 roku. | [ 15 ]          |
| Win Maung (1916–1989) | prezydent | 13.03.1957 | 2.03.1962 | Ba U został wybrany na prezydenta przez parlament 12 marca 1952 roku. Następnego dnia złożył przysięgę i objął urząd. Win Maung został wybrany na prezydenta przez parlament 11 marca 1957 roku, a jego inauguracja nastąpiła 13 marca 1957 roku. | [ 15 ]          |
| Boliwia – Republika Boliwii | | | | |                 |
| Mamerto Urriolagoitía (1895–1974) | prezydent | 24.10.1949 | 16.05.1951 | 6 maja 1951 roku odbyły się wybory prezydenckie, w których zwyciężył kandydat Rewolucyjnego Ruchu Nacjonalistycznego Víctor Paz Estenssoro, zdobywając 42,92% głosów. Rząd Mamerto Urriolagoitíi nie uznał wyników wyborów i przekazał władzę dowódcy boliwijskiej armii generałowi Hugo Balliviánowi. Hugo Ballivián stanął na czele rządu jako Prezydent Rządu Wojskowego Junty (Presidente de la Junta Militar de Gobierno). Wojskowy rząd uznany został m.in. przez Argentynę, Brazylię, Chile, Hiszpanię, Kolumbię, Peru oraz Stany Zjednoczone. Paz Estenssoro udał się na wygnanie do Argentyny. W dniach 9-11 kwietnia 1952 roku doszło do rewolucji, w wyniku której upadł rząd Balliviána. Od 11 do 16 kwietnia 1952 roku obowiązki prezydenta wykonywał Hernán Siles Zuazo, a następnie zgodnie z wynikami wyborów z 1951 roku przekazał urząd Paz Estenssoro, który powrócił z wygnania. Siles Zuazo objął natomiast funkcję wiceprezydenta. 17 czerwca 1956 roku zorganizowane zostały wybory prezydenckie, w których zwyciężył Hernán Siles Zuazo (84,45%), pokonując kandydata Boliwijskiej Falangi Socjalistycznej Óscara Únzagę (13,99%). | [ 21 ]          |
| Hugo Ballivián (1901–1993) | prezydent | 16.05.1951 | 11.04.1952 | 6 maja 1951 roku odbyły się wybory prezydenckie, w których zwyciężył kandydat Rewolucyjnego Ruchu Nacjonalistycznego Víctor Paz Estenssoro, zdobywając 42,92% głosów. Rząd Mamerto Urriolagoitíi nie uznał wyników wyborów i przekazał władzę dowódcy boliwijskiej armii generałowi Hugo Balliviánowi. Hugo Ballivián stanął na czele rządu jako Prezydent Rządu Wojskowego Junty (Presidente de la Junta Militar de Gobierno). Wojskowy rząd uznany został m.in. przez Argentynę, Brazylię, Chile, Hiszpanię, Kolumbię, Peru oraz Stany Zjednoczone. Paz Estenssoro udał się na wygnanie do Argentyny. W dniach 9-11 kwietnia 1952 roku doszło do rewolucji, w wyniku której upadł rząd Balliviána. Od 11 do 16 kwietnia 1952 roku obowiązki prezydenta wykonywał Hernán Siles Zuazo, a następnie zgodnie z wynikami wyborów z 1951 roku przekazał urząd Paz Estenssoro, który powrócił z wygnania. Siles Zuazo objął natomiast funkcję wiceprezydenta. 17 czerwca 1956 roku zorganizowane zostały wybory prezydenckie, w których zwyciężył Hernán Siles Zuazo (84,45%), pokonując kandydata Boliwijskiej Falangi Socjalistycznej Óscara Únzagę (13,99%). | [ 21 ]          |
| Hernán Siles Zuazo (1914–1996) | p.o. prezydenta | 11.04.1952 | 16.04.1952 | 6 maja 1951 roku odbyły się wybory prezydenckie, w których zwyciężył kandydat Rewolucyjnego Ruchu Nacjonalistycznego Víctor Paz Estenssoro, zdobywając 42,92% głosów. Rząd Mamerto Urriolagoitíi nie uznał wyników wyborów i przekazał władzę dowódcy boliwijskiej armii generałowi Hugo Balliviánowi. Hugo Ballivián stanął na czele rządu jako Prezydent Rządu Wojskowego Junty (Presidente de la Junta Militar de Gobierno). Wojskowy rząd uznany został m.in. przez Argentynę, Brazylię, Chile, Hiszpanię, Kolumbię, Peru oraz Stany Zjednoczone. Paz Estenssoro udał się na wygnanie do Argentyny. W dniach 9-11 kwietnia 1952 roku doszło do rewolucji, w wyniku której upadł rząd Balliviána. Od 11 do 16 kwietnia 1952 roku obowiązki prezydenta wykonywał Hernán Siles Zuazo, a następnie zgodnie z wynikami wyborów z 1951 roku przekazał urząd Paz Estenssoro, który powrócił z wygnania. Siles Zuazo objął natomiast funkcję wiceprezydenta. 17 czerwca 1956 roku zorganizowane zostały wybory prezydenckie, w których zwyciężył Hernán Siles Zuazo (84,45%), pokonując kandydata Boliwijskiej Falangi Socjalistycznej Óscara Únzagę (13,99%). | [ 21 ]          |
| Víctor Paz Estenssoro (1907–2001) | prezydent | 16.04.1952 | 6.08.1956 | 6 maja 1951 roku odbyły się wybory prezydenckie, w których zwyciężył kandydat Rewolucyjnego Ruchu Nacjonalistycznego Víctor Paz Estenssoro, zdobywając 42,92% głosów. Rząd Mamerto Urriolagoitíi nie uznał wyników wyborów i przekazał władzę dowódcy boliwijskiej armii generałowi Hugo Balliviánowi. Hugo Ballivián stanął na czele rządu jako Prezydent Rządu Wojskowego Junty (Presidente de la Junta Militar de Gobierno). Wojskowy rząd uznany został m.in. przez Argentynę, Brazylię, Chile, Hiszpanię, Kolumbię, Peru oraz Stany Zjednoczone. Paz Estenssoro udał się na wygnanie do Argentyny. W dniach 9-11 kwietnia 1952 roku doszło do rewolucji, w wyniku której upadł rząd Balliviána. Od 11 do 16 kwietnia 1952 roku obowiązki prezydenta wykonywał Hernán Siles Zuazo, a następnie zgodnie z wynikami wyborów z 1951 roku przekazał urząd Paz Estenssoro, który powrócił z wygnania. Siles Zuazo objął natomiast funkcję wiceprezydenta. 17 czerwca 1956 roku zorganizowane zostały wybory prezydenckie, w których zwyciężył Hernán Siles Zuazo (84,45%), pokonując kandydata Boliwijskiej Falangi Socjalistycznej Óscara Únzagę (13,99%). | [ 21 ]          |
| Hernán Siles Zuazo (1914–1996) | prezydent | 6.08.1956 | 6.08.1960 | 6 maja 1951 roku odbyły się wybory prezydenckie, w których zwyciężył kandydat Rewolucyjnego Ruchu Nacjonalistycznego Víctor Paz Estenssoro, zdobywając 42,92% głosów. Rząd Mamerto Urriolagoitíi nie uznał wyników wyborów i przekazał władzę dowódcy boliwijskiej armii generałowi Hugo Balliviánowi. Hugo Ballivián stanął na czele rządu jako Prezydent Rządu Wojskowego Junty (Presidente de la Junta Militar de Gobierno). Wojskowy rząd uznany został m.in. przez Argentynę, Brazylię, Chile, Hiszpanię, Kolumbię, Peru oraz Stany Zjednoczone. Paz Estenssoro udał się na wygnanie do Argentyny. W dniach 9-11 kwietnia 1952 roku doszło do rewolucji, w wyniku której upadł rząd Balliviána. Od 11 do 16 kwietnia 1952 roku obowiązki prezydenta wykonywał Hernán Siles Zuazo, a następnie zgodnie z wynikami wyborów z 1951 roku przekazał urząd Paz Estenssoro, który powrócił z wygnania. Siles Zuazo objął natomiast funkcję wiceprezydenta. 17 czerwca 1956 roku zorganizowane zostały wybory prezydenckie, w których zwyciężył Hernán Siles Zuazo (84,45%), pokonując kandydata Boliwijskiej Falangi Socjalistycznej Óscara Únzagę (13,99%). | [ 21 ]          |
| Brazylia – Stany Zjednoczone Brazylii | | | | |                 |
| Eurico Gaspar Dutra (1883–1974) | prezydent | 31.01.1946 | 31.01.1951 | Getúlio Vargas wybrany został na prezydenta w wyborach, które odbyły się 3 października 1950 roku, uzyskując 48,73% głosów. Urząd objął 31 stycznia 1951 roku. 24 sierpnia 1954 roku Vargas popełnił samobójstwo, a na prezydenta zaprzysiężony został dotychczasowy wiceprezydent João Café Filho. 3 października 1955 roku przeprowadzone zostały wybory prezydenckie, w których zwyciężył Juscelino Kubitschek, zdobywając 35,68% głosów. 3 listopada 1955 roku Filho doznał zawału serca i został uznany za tymczasowo niezdolnego do sprawowania urzędu prezydenta. W związku z brakiem wiceprezydenta obowiązki prezydenta 8 listopada przejął przewodniczący Izby Deputowanych Carlos Coimbra da Luz. 11 listopada doszło do zamachu stanu, na którego czele stanął minister obrony Henrique Teixeira Lott. Jednym z powodów podjęcia takich działań było podejrzenie, że Luz dąży do uniemożliwienia objęcia urzędu przez Kubitscheka. Równocześnie do działań wojskowych inicjatywę podjął również Kongres Narodowy, który uchwalił w obu izbach odsunięcie Luza od sprawowania urzędu i tymczasowe przekazanie obowiązków prezydenta wiceprzewodniczącemu Senatu Nereu Ramosowi. 22 listopada obie izby Kongresu Narodowego przeprowadziły procedurę impeachmentu także wobec Filho, który chciał powrócić na urząd prezydenta. Powodem było podejrzenie o współudział w spisku przeciwko Kubitschekowi. 14 grudnia decyzję Kongresu potwierdził Federalny Sąd Najwyższy. Kubitschek został zaprzysiężony 31 stycznia 1956 roku. | [ 28 ]          |
| Getúlio Vargas (1882–1954) | prezydent | 31.01.1951 | 24.08.1954 | Getúlio Vargas wybrany został na prezydenta w wyborach, które odbyły się 3 października 1950 roku, uzyskując 48,73% głosów. Urząd objął 31 stycznia 1951 roku. 24 sierpnia 1954 roku Vargas popełnił samobójstwo, a na prezydenta zaprzysiężony został dotychczasowy wiceprezydent João Café Filho. 3 października 1955 roku przeprowadzone zostały wybory prezydenckie, w których zwyciężył Juscelino Kubitschek, zdobywając 35,68% głosów. 3 listopada 1955 roku Filho doznał zawału serca i został uznany za tymczasowo niezdolnego do sprawowania urzędu prezydenta. W związku z brakiem wiceprezydenta obowiązki prezydenta 8 listopada przejął przewodniczący Izby Deputowanych Carlos Coimbra da Luz. 11 listopada doszło do zamachu stanu, na którego czele stanął minister obrony Henrique Teixeira Lott. Jednym z powodów podjęcia takich działań było podejrzenie, że Luz dąży do uniemożliwienia objęcia urzędu przez Kubitscheka. Równocześnie do działań wojskowych inicjatywę podjął również Kongres Narodowy, który uchwalił w obu izbach odsunięcie Luza od sprawowania urzędu i tymczasowe przekazanie obowiązków prezydenta wiceprzewodniczącemu Senatu Nereu Ramosowi. 22 listopada obie izby Kongresu Narodowego przeprowadziły procedurę impeachmentu także wobec Filho, który chciał powrócić na urząd prezydenta. Powodem było podejrzenie o współudział w spisku przeciwko Kubitschekowi. 14 grudnia decyzję Kongresu potwierdził Federalny Sąd Najwyższy. Kubitschek został zaprzysiężony 31 stycznia 1956 roku. | [ 28 ]          |
| João Café Filho (1899–1970) | prezydent | 24.08.1954 | 22.11.1955 | Getúlio Vargas wybrany został na prezydenta w wyborach, które odbyły się 3 października 1950 roku, uzyskując 48,73% głosów. Urząd objął 31 stycznia 1951 roku. 24 sierpnia 1954 roku Vargas popełnił samobójstwo, a na prezydenta zaprzysiężony został dotychczasowy wiceprezydent João Café Filho. 3 października 1955 roku przeprowadzone zostały wybory prezydenckie, w których zwyciężył Juscelino Kubitschek, zdobywając 35,68% głosów. 3 listopada 1955 roku Filho doznał zawału serca i został uznany za tymczasowo niezdolnego do sprawowania urzędu prezydenta. W związku z brakiem wiceprezydenta obowiązki prezydenta 8 listopada przejął przewodniczący Izby Deputowanych Carlos Coimbra da Luz. 11 listopada doszło do zamachu stanu, na którego czele stanął minister obrony Henrique Teixeira Lott. Jednym z powodów podjęcia takich działań było podejrzenie, że Luz dąży do uniemożliwienia objęcia urzędu przez Kubitscheka. Równocześnie do działań wojskowych inicjatywę podjął również Kongres Narodowy, który uchwalił w obu izbach odsunięcie Luza od sprawowania urzędu i tymczasowe przekazanie obowiązków prezydenta wiceprzewodniczącemu Senatu Nereu Ramosowi. 22 listopada obie izby Kongresu Narodowego przeprowadziły procedurę impeachmentu także wobec Filho, który chciał powrócić na urząd prezydenta. Powodem było podejrzenie o współudział w spisku przeciwko Kubitschekowi. 14 grudnia decyzję Kongresu potwierdził Federalny Sąd Najwyższy. Kubitschek został zaprzysiężony 31 stycznia 1956 roku. | [ 28 ]          |
| Carlos Coimbra da Luz (1894–1961) | p.o. prezydenta | 8.11.1955 | 11.11.1955 | Getúlio Vargas wybrany został na prezydenta w wyborach, które odbyły się 3 października 1950 roku, uzyskując 48,73% głosów. Urząd objął 31 stycznia 1951 roku. 24 sierpnia 1954 roku Vargas popełnił samobójstwo, a na prezydenta zaprzysiężony został dotychczasowy wiceprezydent João Café Filho. 3 października 1955 roku przeprowadzone zostały wybory prezydenckie, w których zwyciężył Juscelino Kubitschek, zdobywając 35,68% głosów. 3 listopada 1955 roku Filho doznał zawału serca i został uznany za tymczasowo niezdolnego do sprawowania urzędu prezydenta. W związku z brakiem wiceprezydenta obowiązki prezydenta 8 listopada przejął przewodniczący Izby Deputowanych Carlos Coimbra da Luz. 11 listopada doszło do zamachu stanu, na którego czele stanął minister obrony Henrique Teixeira Lott. Jednym z powodów podjęcia takich działań było podejrzenie, że Luz dąży do uniemożliwienia objęcia urzędu przez Kubitscheka. Równocześnie do działań wojskowych inicjatywę podjął również Kongres Narodowy, który uchwalił w obu izbach odsunięcie Luza od sprawowania urzędu i tymczasowe przekazanie obowiązków prezydenta wiceprzewodniczącemu Senatu Nereu Ramosowi. 22 listopada obie izby Kongresu Narodowego przeprowadziły procedurę impeachmentu także wobec Filho, który chciał powrócić na urząd prezydenta. Powodem było podejrzenie o współudział w spisku przeciwko Kubitschekowi. 14 grudnia decyzję Kongresu potwierdził Federalny Sąd Najwyższy. Kubitschek został zaprzysiężony 31 stycznia 1956 roku. | [ 28 ]          |
| Nereu Ramos (1888–1958) | p.o. prezydenta | 11.11.1955 | 31.01.1956 | Getúlio Vargas wybrany został na prezydenta w wyborach, które odbyły się 3 października 1950 roku, uzyskując 48,73% głosów. Urząd objął 31 stycznia 1951 roku. 24 sierpnia 1954 roku Vargas popełnił samobójstwo, a na prezydenta zaprzysiężony został dotychczasowy wiceprezydent João Café Filho. 3 października 1955 roku przeprowadzone zostały wybory prezydenckie, w których zwyciężył Juscelino Kubitschek, zdobywając 35,68% głosów. 3 listopada 1955 roku Filho doznał zawału serca i został uznany za tymczasowo niezdolnego do sprawowania urzędu prezydenta. W związku z brakiem wiceprezydenta obowiązki prezydenta 8 listopada przejął przewodniczący Izby Deputowanych Carlos Coimbra da Luz. 11 listopada doszło do zamachu stanu, na którego czele stanął minister obrony Henrique Teixeira Lott. Jednym z powodów podjęcia takich działań było podejrzenie, że Luz dąży do uniemożliwienia objęcia urzędu przez Kubitscheka. Równocześnie do działań wojskowych inicjatywę podjął również Kongres Narodowy, który uchwalił w obu izbach odsunięcie Luza od sprawowania urzędu i tymczasowe przekazanie obowiązków prezydenta wiceprzewodniczącemu Senatu Nereu Ramosowi. 22 listopada obie izby Kongresu Narodowego przeprowadziły procedurę impeachmentu także wobec Filho, który chciał powrócić na urząd prezydenta. Powodem było podejrzenie o współudział w spisku przeciwko Kubitschekowi. 14 grudnia decyzję Kongresu potwierdził Federalny Sąd Najwyższy. Kubitschek został zaprzysiężony 31 stycznia 1956 roku. | [ 28 ]          |
| Juscelino Kubitschek (1902–1976) | prezydent | 31.01.1956 | 31.01.1961 | Getúlio Vargas wybrany został na prezydenta w wyborach, które odbyły się 3 października 1950 roku, uzyskując 48,73% głosów. Urząd objął 31 stycznia 1951 roku. 24 sierpnia 1954 roku Vargas popełnił samobójstwo, a na prezydenta zaprzysiężony został dotychczasowy wiceprezydent João Café Filho. 3 października 1955 roku przeprowadzone zostały wybory prezydenckie, w których zwyciężył Juscelino Kubitschek, zdobywając 35,68% głosów. 3 listopada 1955 roku Filho doznał zawału serca i został uznany za tymczasowo niezdolnego do sprawowania urzędu prezydenta. W związku z brakiem wiceprezydenta obowiązki prezydenta 8 listopada przejął przewodniczący Izby Deputowanych Carlos Coimbra da Luz. 11 listopada doszło do zamachu stanu, na którego czele stanął minister obrony Henrique Teixeira Lott. Jednym z powodów podjęcia takich działań było podejrzenie, że Luz dąży do uniemożliwienia objęcia urzędu przez Kubitscheka. Równocześnie do działań wojskowych inicjatywę podjął również Kongres Narodowy, który uchwalił w obu izbach odsunięcie Luza od sprawowania urzędu i tymczasowe przekazanie obowiązków prezydenta wiceprzewodniczącemu Senatu Nereu Ramosowi. 22 listopada obie izby Kongresu Narodowego przeprowadziły procedurę impeachmentu także wobec Filho, który chciał powrócić na urząd prezydenta. Powodem było podejrzenie o współudział w spisku przeciwko Kubitschekowi. 14 grudnia decyzję Kongresu potwierdził Federalny Sąd Najwyższy. Kubitschek został zaprzysiężony 31 stycznia 1956 roku. | [ 28 ]          |
| Bułgaria – Ludowa Republika Bułgarii | | | | |                 |
| Funkcję głowy państwa pełnił organ kolegialny – Prezydium Zgromadzenia Narodowego. Przewodniczący Prezydium był primus inter pares – sprawował głównie funkcje reprezentacyjne i organizacyjne.                                                                                | Funkcję głowy państwa pełnił organ kolegialny – Prezydium Zgromadzenia Narodowego. Przewodniczący Prezydium był primus inter pares – sprawował głównie funkcje reprezentacyjne i organizacyjne.                                                                                | Funkcję głowy państwa pełnił organ kolegialny – Prezydium Zgromadzenia Narodowego. Przewodniczący Prezydium był primus inter pares – sprawował głównie funkcje reprezentacyjne i organizacyjne.                                                                                | Funkcję głowy państwa pełnił organ kolegialny – Prezydium Zgromadzenia Narodowego. Przewodniczący Prezydium był primus inter pares – sprawował głównie funkcje reprezentacyjne i organizacyjne.                                                                                | Funkcję głowy państwa pełnił organ kolegialny – Prezydium Zgromadzenia Narodowego. Przewodniczący Prezydium był primus inter pares – sprawował głównie funkcje reprezentacyjne i organizacyjne. | [ 30 ]          |
| Minczo Nejczew (1887–1956) | przewodniczący Prezydium Zgromadzenia Narodowego | 9.12.1947 | 27.05.1950 | De iure funkcję głowy państwa Ludowej Republiki Bułgarii pełniło kolegialnie Prezydium Zgromadzenia Narodowego. Faktycznym liderem był sekretarz generalny (pierwszy sekretarz) Komitetu Centralnego Bułgarskiej Partii Komunistycznej. Po odwołaniu ze stanowiska sekretarza generalnego Czerwenkowa do czasu wyboru Żiwkowa na czele partii stał sekretariat w składzie: Todor Żiwkow, Dimityr Ganew oraz Enczo Stajkow. 4 marca 1954 roku Żiwkow wybrany został na pierwszego sekretarza KC Bułgarskiej Partii Komunistycznej. | [ 30 ]          |
| Georgi Damjanow (1892–1958) | przewodniczący Prezydium Zgromadzenia Narodowego | 27.05.1950 | 27.11.1958 | De iure funkcję głowy państwa Ludowej Republiki Bułgarii pełniło kolegialnie Prezydium Zgromadzenia Narodowego. Faktycznym liderem był sekretarz generalny (pierwszy sekretarz) Komitetu Centralnego Bułgarskiej Partii Komunistycznej. Po odwołaniu ze stanowiska sekretarza generalnego Czerwenkowa do czasu wyboru Żiwkowa na czele partii stał sekretariat w składzie: Todor Żiwkow, Dimityr Ganew oraz Enczo Stajkow. 4 marca 1954 roku Żiwkow wybrany został na pierwszego sekretarza KC Bułgarskiej Partii Komunistycznej. | [ 30 ]          |
| Georgi Kulisew (1885–1974) Nikołaj Georgiew (1906–1988) | przewodniczący Prezydium Zgromadzenia Narodowego | 27.11.1958 | 30.11.1958 | De iure funkcję głowy państwa Ludowej Republiki Bułgarii pełniło kolegialnie Prezydium Zgromadzenia Narodowego. Faktycznym liderem był sekretarz generalny (pierwszy sekretarz) Komitetu Centralnego Bułgarskiej Partii Komunistycznej. Po odwołaniu ze stanowiska sekretarza generalnego Czerwenkowa do czasu wyboru Żiwkowa na czele partii stał sekretariat w składzie: Todor Żiwkow, Dimityr Ganew oraz Enczo Stajkow. 4 marca 1954 roku Żiwkow wybrany został na pierwszego sekretarza KC Bułgarskiej Partii Komunistycznej. | [ 30 ]          |
| Dimityr Ganew (1898–1964) | przewodniczący Prezydium Zgromadzenia Narodowego | 30.11.1958 | 20.04.1964 | De iure funkcję głowy państwa Ludowej Republiki Bułgarii pełniło kolegialnie Prezydium Zgromadzenia Narodowego. Faktycznym liderem był sekretarz generalny (pierwszy sekretarz) Komitetu Centralnego Bułgarskiej Partii Komunistycznej. Po odwołaniu ze stanowiska sekretarza generalnego Czerwenkowa do czasu wyboru Żiwkowa na czele partii stał sekretariat w składzie: Todor Żiwkow, Dimityr Ganew oraz Enczo Stajkow. 4 marca 1954 roku Żiwkow wybrany został na pierwszego sekretarza KC Bułgarskiej Partii Komunistycznej. | [ 30 ]          |
| Wyłko Czerwenkow (1900–1980) | sekretarz generalny/I sekretarz Komitetu Centralnego Bułgarskiej Partii Komunistycznej | 8.11.1949 | 26.01.1954 | De iure funkcję głowy państwa Ludowej Republiki Bułgarii pełniło kolegialnie Prezydium Zgromadzenia Narodowego. Faktycznym liderem był sekretarz generalny (pierwszy sekretarz) Komitetu Centralnego Bułgarskiej Partii Komunistycznej. Po odwołaniu ze stanowiska sekretarza generalnego Czerwenkowa do czasu wyboru Żiwkowa na czele partii stał sekretariat w składzie: Todor Żiwkow, Dimityr Ganew oraz Enczo Stajkow. 4 marca 1954 roku Żiwkow wybrany został na pierwszego sekretarza KC Bułgarskiej Partii Komunistycznej. | [ 30 ]          |
| Todor Żiwkow (1911–1998) | sekretarz generalny/I sekretarz Komitetu Centralnego Bułgarskiej Partii Komunistycznej | 4.03.1954 | 10.11.1989 | De iure funkcję głowy państwa Ludowej Republiki Bułgarii pełniło kolegialnie Prezydium Zgromadzenia Narodowego. Faktycznym liderem był sekretarz generalny (pierwszy sekretarz) Komitetu Centralnego Bułgarskiej Partii Komunistycznej. Po odwołaniu ze stanowiska sekretarza generalnego Czerwenkowa do czasu wyboru Żiwkowa na czele partii stał sekretariat w składzie: Todor Żiwkow, Dimityr Ganew oraz Enczo Stajkow. 4 marca 1954 roku Żiwkow wybrany został na pierwszego sekretarza KC Bułgarskiej Partii Komunistycznej. | [ 30 ]          |
| C | | | | |                 |
| Cejlon | | | | |                 |
| Commonwealth realm – głową państwa był brytyjski monarcha, którego na miejscu reprezentował gubernator generalny. | Commonwealth realm – głową państwa był brytyjski monarcha, którego na miejscu reprezentował gubernator generalny. | Commonwealth realm – głową państwa był brytyjski monarcha, którego na miejscu reprezentował gubernator generalny. | Commonwealth realm – głową państwa był brytyjski monarcha, którego na miejscu reprezentował gubernator generalny. | Commonwealth realm – głową państwa był brytyjski monarcha, którego na miejscu reprezentował gubernator generalny. | [ 33 ]          |
| Herwald Ramsbotham (1887–1971) | gubernator generalny | 6.07.1949 | 17.07.1954 | | [ 33 ]          |
| Oliver Ernest Goonetilleke (1892–1978) | gubernator generalny | 17.07.1954 | 2.03.1962 | | [ 33 ]          |
| Chile – Republika Chile | | | | |                 |
| Gabriel González Videla (1898–1980) | prezydent | 3.11.1946 | 3.11.1952 | W wyborach z 4 września 1952 roku żaden z kandydatów nie uzyskał bezwzględnej większości, a w głosowaniu Kongresu, które odbyło się 24 października, zwyciężył Carlos Ibáñez del Campo, pokonując Arturo Matte Larraína. W wyborach z 4 września 1958 roku natomiast najwięcej głosów otrzymali Jorge Alessandri (31,56%) oraz Salvador Allende (28,85%), a w głosowaniu Kongresu z 24 października na prezydenta wybrany został Alessandri stosunkiem głosów 147 do 26. | [ 36 ]          |
| Carlos Ibáñez del Campo (1877–1960) | prezydent | 3.11.1952 | 3.11.1958 | W wyborach z 4 września 1952 roku żaden z kandydatów nie uzyskał bezwzględnej większości, a w głosowaniu Kongresu, które odbyło się 24 października, zwyciężył Carlos Ibáñez del Campo, pokonując Arturo Matte Larraína. W wyborach z 4 września 1958 roku natomiast najwięcej głosów otrzymali Jorge Alessandri (31,56%) oraz Salvador Allende (28,85%), a w głosowaniu Kongresu z 24 października na prezydenta wybrany został Alessandri stosunkiem głosów 147 do 26. | [ 36 ]          |
| Jorge Alessandri (1896–1986) | prezydent | 3.11.1958 | 3.11.1964 | W wyborach z 4 września 1952 roku żaden z kandydatów nie uzyskał bezwzględnej większości, a w głosowaniu Kongresu, które odbyło się 24 października, zwyciężył Carlos Ibáñez del Campo, pokonując Arturo Matte Larraína. W wyborach z 4 września 1958 roku natomiast najwięcej głosów otrzymali Jorge Alessandri (31,56%) oraz Salvador Allende (28,85%), a w głosowaniu Kongresu z 24 października na prezydenta wybrany został Alessandri stosunkiem głosów 147 do 26. | [ 36 ]          |
| Chiny – Chińska Republika Ludowa | | | | |                 |
| Mao Zedong (1893–1976) | przewodniczący Komunistycznej Partii Chin | 8.01.1935 | 9.09.1976 | Od ogłoszenia przez Chińską Republikę Ludową niepodległości (tj. od 1 października 1949 roku) funkcję kolegialnej głowy państwa pełnił Komitet Centralnego Rządu Ludowego, na czele którego stał przewodniczący. W konstytucji z 1954 roku ustanowiono urząd przewodniczącego Chińskiej Republiki Ludowej i nadano mu kompetencje głowy państwa. 27 września 1954 roku na pierwszego przewodniczącego wybrany został Mao Zedong. Mao zdecydował, że nie będzie ubiegał się o kolejną kadencję przewodniczącego, a na jego następcę 27 kwietnia 1959 roku wybrany został Liu Shaoqi. Mao zachował jednak inne wysokie stanowiska, w tym przewodniczącego Komunistycznej Partii Chin i Centralnej Komisji Wojskowej. | [ 38 ]          |
| Mao Zedong (1893–1976) | przewodniczący Centralnego Rządu Ludowego | 1.10.1949 | 27.09.1954 | Od ogłoszenia przez Chińską Republikę Ludową niepodległości (tj. od 1 października 1949 roku) funkcję kolegialnej głowy państwa pełnił Komitet Centralnego Rządu Ludowego, na czele którego stał przewodniczący. W konstytucji z 1954 roku ustanowiono urząd przewodniczącego Chińskiej Republiki Ludowej i nadano mu kompetencje głowy państwa. 27 września 1954 roku na pierwszego przewodniczącego wybrany został Mao Zedong. Mao zdecydował, że nie będzie ubiegał się o kolejną kadencję przewodniczącego, a na jego następcę 27 kwietnia 1959 roku wybrany został Liu Shaoqi. Mao zachował jednak inne wysokie stanowiska, w tym przewodniczącego Komunistycznej Partii Chin i Centralnej Komisji Wojskowej. | [ 38 ]          |
| Mao Zedong (1893–1976) | przewodniczący Chińskiej Republiki Ludowej | 27.09.1954 | 27.04.1959 | Od ogłoszenia przez Chińską Republikę Ludową niepodległości (tj. od 1 października 1949 roku) funkcję kolegialnej głowy państwa pełnił Komitet Centralnego Rządu Ludowego, na czele którego stał przewodniczący. W konstytucji z 1954 roku ustanowiono urząd przewodniczącego Chińskiej Republiki Ludowej i nadano mu kompetencje głowy państwa. 27 września 1954 roku na pierwszego przewodniczącego wybrany został Mao Zedong. Mao zdecydował, że nie będzie ubiegał się o kolejną kadencję przewodniczącego, a na jego następcę 27 kwietnia 1959 roku wybrany został Liu Shaoqi. Mao zachował jednak inne wysokie stanowiska, w tym przewodniczącego Komunistycznej Partii Chin i Centralnej Komisji Wojskowej. | [ 38 ]          |
| Liu Shaoqi (1898–1969) | przewodniczący Chińskiej Republiki Ludowej | 27.04.1959 | 31.10.1968 | Od ogłoszenia przez Chińską Republikę Ludową niepodległości (tj. od 1 października 1949 roku) funkcję kolegialnej głowy państwa pełnił Komitet Centralnego Rządu Ludowego, na czele którego stał przewodniczący. W konstytucji z 1954 roku ustanowiono urząd przewodniczącego Chińskiej Republiki Ludowej i nadano mu kompetencje głowy państwa. 27 września 1954 roku na pierwszego przewodniczącego wybrany został Mao Zedong. Mao zdecydował, że nie będzie ubiegał się o kolejną kadencję przewodniczącego, a na jego następcę 27 kwietnia 1959 roku wybrany został Liu Shaoqi. Mao zachował jednak inne wysokie stanowiska, w tym przewodniczącego Komunistycznej Partii Chin i Centralnej Komisji Wojskowej. | [ 38 ]          |
| Republika Chińska | | | | |                 |
| Li Zongren (1890–1969) | prezydent | 21.01.1949 | 1.03.1950 | 21 stycznia 1949 roku po rezygnacji Czang Kaj-szeka Li Zongren przejął wykonywanie obowiązków prezydenta jako wiceprezydent. Czang Kaj-szek ponownie objął urząd prezydenta 1 marca 1950 roku. 22 marca 1954 roku Zgromadzenie Narodowe wybrało Czang Kaj-szeka na kolejną kadencję. | [ 40 ]          |
| Czang Kaj-szek (1887–1975) | prezydent | 1.03.1950 | 5.04.1975 | 21 stycznia 1949 roku po rezygnacji Czang Kaj-szeka Li Zongren przejął wykonywanie obowiązków prezydenta jako wiceprezydent. Czang Kaj-szek ponownie objął urząd prezydenta 1 marca 1950 roku. 22 marca 1954 roku Zgromadzenie Narodowe wybrało Czang Kaj-szeka na kolejną kadencję. | [ 40 ]          |
| Czechosłowacja – Republika Czechosłowacka | | | | |                 |
| Klement Gottwald (1896–1953) | prezydent | 14.06.1948 | 14.03.1953 | De iure funkcję głowy państwa pełnił prezydent. Faktycznym liderem był przewodniczący, a następnie pierwszy sekretarz Komitetu Centralnego Komunistycznej Partii Czechosłowacji. Po śmierci Klementa Gottwalda 14 marca 1953 roku obowiązki prezydenta jako premier wykonywał Antonín Zápotocký, a następnie 21 marca został wybrany przez Zgromadzenie Narodowe na prezydenta. Zápotocký zmarł 13 listopada 1957 roku. Tymczasowo obowiązki prezydenta wykonywał premier Viliam Široký. 19 listopada 1957 roku Zgromadzenie Narodowe na nowego prezydenta wybrało Antonína Novotnego. | [ 43 ]          |
| Antonín Zápotocký (1884–1957) | p.o. prezydenta | 14.03.1953 | 21.03.1953 | De iure funkcję głowy państwa pełnił prezydent. Faktycznym liderem był przewodniczący, a następnie pierwszy sekretarz Komitetu Centralnego Komunistycznej Partii Czechosłowacji. Po śmierci Klementa Gottwalda 14 marca 1953 roku obowiązki prezydenta jako premier wykonywał Antonín Zápotocký, a następnie 21 marca został wybrany przez Zgromadzenie Narodowe na prezydenta. Zápotocký zmarł 13 listopada 1957 roku. Tymczasowo obowiązki prezydenta wykonywał premier Viliam Široký. 19 listopada 1957 roku Zgromadzenie Narodowe na nowego prezydenta wybrało Antonína Novotnego. | [ 43 ]          |
| Antonín Zápotocký (1884–1957) | prezydent | 21.03.1953 | 13.11.1957 | De iure funkcję głowy państwa pełnił prezydent. Faktycznym liderem był przewodniczący, a następnie pierwszy sekretarz Komitetu Centralnego Komunistycznej Partii Czechosłowacji. Po śmierci Klementa Gottwalda 14 marca 1953 roku obowiązki prezydenta jako premier wykonywał Antonín Zápotocký, a następnie 21 marca został wybrany przez Zgromadzenie Narodowe na prezydenta. Zápotocký zmarł 13 listopada 1957 roku. Tymczasowo obowiązki prezydenta wykonywał premier Viliam Široký. 19 listopada 1957 roku Zgromadzenie Narodowe na nowego prezydenta wybrało Antonína Novotnego. | [ 43 ]          |
| Viliam Široký (1902–1971) | p.o. prezydenta | 13.11.1957 | 19.11.1957 | De iure funkcję głowy państwa pełnił prezydent. Faktycznym liderem był przewodniczący, a następnie pierwszy sekretarz Komitetu Centralnego Komunistycznej Partii Czechosłowacji. Po śmierci Klementa Gottwalda 14 marca 1953 roku obowiązki prezydenta jako premier wykonywał Antonín Zápotocký, a następnie 21 marca został wybrany przez Zgromadzenie Narodowe na prezydenta. Zápotocký zmarł 13 listopada 1957 roku. Tymczasowo obowiązki prezydenta wykonywał premier Viliam Široký. 19 listopada 1957 roku Zgromadzenie Narodowe na nowego prezydenta wybrało Antonína Novotnego. | [ 43 ]          |
| Antonín Novotný (1904–1975) | prezydent | 19.11.1957 | 22.03.1968 | De iure funkcję głowy państwa pełnił prezydent. Faktycznym liderem był przewodniczący, a następnie pierwszy sekretarz Komitetu Centralnego Komunistycznej Partii Czechosłowacji. Po śmierci Klementa Gottwalda 14 marca 1953 roku obowiązki prezydenta jako premier wykonywał Antonín Zápotocký, a następnie 21 marca został wybrany przez Zgromadzenie Narodowe na prezydenta. Zápotocký zmarł 13 listopada 1957 roku. Tymczasowo obowiązki prezydenta wykonywał premier Viliam Široký. 19 listopada 1957 roku Zgromadzenie Narodowe na nowego prezydenta wybrało Antonína Novotnego. | [ 43 ]          |
| Klement Gottwald | przewodniczący Komunistycznej Partii Czechosłowacji | 1945 | 14.03.1953 | De iure funkcję głowy państwa pełnił prezydent. Faktycznym liderem był przewodniczący, a następnie pierwszy sekretarz Komitetu Centralnego Komunistycznej Partii Czechosłowacji. Po śmierci Klementa Gottwalda 14 marca 1953 roku obowiązki prezydenta jako premier wykonywał Antonín Zápotocký, a następnie 21 marca został wybrany przez Zgromadzenie Narodowe na prezydenta. Zápotocký zmarł 13 listopada 1957 roku. Tymczasowo obowiązki prezydenta wykonywał premier Viliam Široký. 19 listopada 1957 roku Zgromadzenie Narodowe na nowego prezydenta wybrało Antonína Novotnego. | [ 43 ]          |
| Antonín Novotný | I sekretarz Komitetu Centralnego Komunistycznej Partii Czechosłowacji | 11.09.1953 | 5.01.1968 | De iure funkcję głowy państwa pełnił prezydent. Faktycznym liderem był przewodniczący, a następnie pierwszy sekretarz Komitetu Centralnego Komunistycznej Partii Czechosłowacji. Po śmierci Klementa Gottwalda 14 marca 1953 roku obowiązki prezydenta jako premier wykonywał Antonín Zápotocký, a następnie 21 marca został wybrany przez Zgromadzenie Narodowe na prezydenta. Zápotocký zmarł 13 listopada 1957 roku. Tymczasowo obowiązki prezydenta wykonywał premier Viliam Široký. 19 listopada 1957 roku Zgromadzenie Narodowe na nowego prezydenta wybrało Antonína Novotnego. | [ 43 ]          |
| D | | | | |                 |
| Dania – Królestwo Danii | | | | |                 |
| Fryderyk IX (1899–1972) | król | 20.04.1947 | 14.01.1972 | | [ 44 ]          |
| Dominikana – Republika Dominikańska | | | | |                 |
| Rafael Trujillo (1891–1961) | prezydent | 18.05.1942 | 16.08.1952 | Rafael Trujillo zrezygnował ze stanowiska prezydenta w 1952 roku i namaścił na następcę swojego brata Héctora. Héctor Trujillo formalnie wybrany został na prezydenta w wyborach z 16 maja 1952 roku (był jedynym kandydatem), a urząd objął 16 sierpnia. De facto Rafael zachował absolutną kontrolę nad państwem, a rola prezydenta była marionetkowa. | [ 46 ]          |
| Héctor Trujillo (1908–2002) | prezydent | 16.08.1952 | 3.08.1960 | Rafael Trujillo zrezygnował ze stanowiska prezydenta w 1952 roku i namaścił na następcę swojego brata Héctora. Héctor Trujillo formalnie wybrany został na prezydenta w wyborach z 16 maja 1952 roku (był jedynym kandydatem), a urząd objął 16 sierpnia. De facto Rafael zachował absolutną kontrolę nad państwem, a rola prezydenta była marionetkowa. | [ 46 ]          |
| E | | | | |                 |
| Egipt – Królestwo Egiptu / Republika Egiptu | | | | |                 |
| Faruk I (1920–1965) | król | 28.04.1936 | 26.07.1952 | 23 lipca 1952 roku Wolni Oficerowie pod wodzą Muhammada Nadżiba przeprowadzili wojskowy zamach stanu, który zapoczątkował egipską rewolucję. 26 lipca król Faruk I został zmuszony do abdykacji na rzecz następcy tronu i opuszczenia Egiptu. Rada Dowództwa Rewolucyjnego, która przejęła faktyczną władzę, ogłosiła, że nieletni syn Faruka – Fu’ad został królem Egiptu i Sudanu. W jego imieniu występował organ regencyjny, a następnie regent. Monarchia została formalnie zniesiona 18 czerwca 1953 roku, a Egipt z prezydentem Nadżibem na czele stał się republiką. W trakcie prezydentury Nadżiba narastał jego konflikt z Naserem. 25 lutego 1954 roku, pod naciskiem Rady Dowództwa Rewolucyjnego, Nadżib zrezygnował z funkcji prezydenta, jednak po masowych demonstracjach 27 lutego został przywrócony na to stanowisko. 14 listopada 1954 roku Rada Dowództwa Rewolucyjnego usunęła Nadżiba ze wszystkich stanowisk w związku z podejrzeniem o współpracę z Bractwem Muzułmańskim. Uprawnienia prezydenta przejęła po raz kolejny Rada pod przywództwem Nasera. 23 czerwca 1956 roku w referendum Naser został zatwierdzony na nowego prezydenta. 21 lutego 1958 roku w Egipcie i Syrii przeprowadzone zostało referendum, w którym obywatele obu państw wyrazili zgodę na zjednoczenie i utworzenie Zjednoczonej Republiki Arabskiej. Następnego dnia Naser został ogłoszony pierwszym prezydentem nowego państwa. | [ 48 ]          |
| Fu’ad II (1952–) | król | 26.07.1952 | 18.06.1953 | 23 lipca 1952 roku Wolni Oficerowie pod wodzą Muhammada Nadżiba przeprowadzili wojskowy zamach stanu, który zapoczątkował egipską rewolucję. 26 lipca król Faruk I został zmuszony do abdykacji na rzecz następcy tronu i opuszczenia Egiptu. Rada Dowództwa Rewolucyjnego, która przejęła faktyczną władzę, ogłosiła, że nieletni syn Faruka – Fu’ad został królem Egiptu i Sudanu. W jego imieniu występował organ regencyjny, a następnie regent. Monarchia została formalnie zniesiona 18 czerwca 1953 roku, a Egipt z prezydentem Nadżibem na czele stał się republiką. W trakcie prezydentury Nadżiba narastał jego konflikt z Naserem. 25 lutego 1954 roku, pod naciskiem Rady Dowództwa Rewolucyjnego, Nadżib zrezygnował z funkcji prezydenta, jednak po masowych demonstracjach 27 lutego został przywrócony na to stanowisko. 14 listopada 1954 roku Rada Dowództwa Rewolucyjnego usunęła Nadżiba ze wszystkich stanowisk w związku z podejrzeniem o współpracę z Bractwem Muzułmańskim. Uprawnienia prezydenta przejęła po raz kolejny Rada pod przywództwem Nasera. 23 czerwca 1956 roku w referendum Naser został zatwierdzony na nowego prezydenta. 21 lutego 1958 roku w Egipcie i Syrii przeprowadzone zostało referendum, w którym obywatele obu państw wyrazili zgodę na zjednoczenie i utworzenie Zjednoczonej Republiki Arabskiej. Następnego dnia Naser został ogłoszony pierwszym prezydentem nowego państwa. | [ 48 ]          |
| Muhammad Abdel Moneim | przewodniczący organu regencyjnego | 2.08.1952 | 7.09.1952 | 23 lipca 1952 roku Wolni Oficerowie pod wodzą Muhammada Nadżiba przeprowadzili wojskowy zamach stanu, który zapoczątkował egipską rewolucję. 26 lipca król Faruk I został zmuszony do abdykacji na rzecz następcy tronu i opuszczenia Egiptu. Rada Dowództwa Rewolucyjnego, która przejęła faktyczną władzę, ogłosiła, że nieletni syn Faruka – Fu’ad został królem Egiptu i Sudanu. W jego imieniu występował organ regencyjny, a następnie regent. Monarchia została formalnie zniesiona 18 czerwca 1953 roku, a Egipt z prezydentem Nadżibem na czele stał się republiką. W trakcie prezydentury Nadżiba narastał jego konflikt z Naserem. 25 lutego 1954 roku, pod naciskiem Rady Dowództwa Rewolucyjnego, Nadżib zrezygnował z funkcji prezydenta, jednak po masowych demonstracjach 27 lutego został przywrócony na to stanowisko. 14 listopada 1954 roku Rada Dowództwa Rewolucyjnego usunęła Nadżiba ze wszystkich stanowisk w związku z podejrzeniem o współpracę z Bractwem Muzułmańskim. Uprawnienia prezydenta przejęła po raz kolejny Rada pod przywództwem Nasera. 23 czerwca 1956 roku w referendum Naser został zatwierdzony na nowego prezydenta. 21 lutego 1958 roku w Egipcie i Syrii przeprowadzone zostało referendum, w którym obywatele obu państw wyrazili zgodę na zjednoczenie i utworzenie Zjednoczonej Republiki Arabskiej. Następnego dnia Naser został ogłoszony pierwszym prezydentem nowego państwa. | [ 48 ]          |
| Muhammad Abdel Moneim | regent | 7.09.1952 | 18.06.1953 | 23 lipca 1952 roku Wolni Oficerowie pod wodzą Muhammada Nadżiba przeprowadzili wojskowy zamach stanu, który zapoczątkował egipską rewolucję. 26 lipca król Faruk I został zmuszony do abdykacji na rzecz następcy tronu i opuszczenia Egiptu. Rada Dowództwa Rewolucyjnego, która przejęła faktyczną władzę, ogłosiła, że nieletni syn Faruka – Fu’ad został królem Egiptu i Sudanu. W jego imieniu występował organ regencyjny, a następnie regent. Monarchia została formalnie zniesiona 18 czerwca 1953 roku, a Egipt z prezydentem Nadżibem na czele stał się republiką. W trakcie prezydentury Nadżiba narastał jego konflikt z Naserem. 25 lutego 1954 roku, pod naciskiem Rady Dowództwa Rewolucyjnego, Nadżib zrezygnował z funkcji prezydenta, jednak po masowych demonstracjach 27 lutego został przywrócony na to stanowisko. 14 listopada 1954 roku Rada Dowództwa Rewolucyjnego usunęła Nadżiba ze wszystkich stanowisk w związku z podejrzeniem o współpracę z Bractwem Muzułmańskim. Uprawnienia prezydenta przejęła po raz kolejny Rada pod przywództwem Nasera. 23 czerwca 1956 roku w referendum Naser został zatwierdzony na nowego prezydenta. 21 lutego 1958 roku w Egipcie i Syrii przeprowadzone zostało referendum, w którym obywatele obu państw wyrazili zgodę na zjednoczenie i utworzenie Zjednoczonej Republiki Arabskiej. Następnego dnia Naser został ogłoszony pierwszym prezydentem nowego państwa. | [ 48 ]          |
| Muhammad Nadżib (1901–1984) | prezydent | 18.06.1953 | 25.02.1954 | 23 lipca 1952 roku Wolni Oficerowie pod wodzą Muhammada Nadżiba przeprowadzili wojskowy zamach stanu, który zapoczątkował egipską rewolucję. 26 lipca król Faruk I został zmuszony do abdykacji na rzecz następcy tronu i opuszczenia Egiptu. Rada Dowództwa Rewolucyjnego, która przejęła faktyczną władzę, ogłosiła, że nieletni syn Faruka – Fu’ad został królem Egiptu i Sudanu. W jego imieniu występował organ regencyjny, a następnie regent. Monarchia została formalnie zniesiona 18 czerwca 1953 roku, a Egipt z prezydentem Nadżibem na czele stał się republiką. W trakcie prezydentury Nadżiba narastał jego konflikt z Naserem. 25 lutego 1954 roku, pod naciskiem Rady Dowództwa Rewolucyjnego, Nadżib zrezygnował z funkcji prezydenta, jednak po masowych demonstracjach 27 lutego został przywrócony na to stanowisko. 14 listopada 1954 roku Rada Dowództwa Rewolucyjnego usunęła Nadżiba ze wszystkich stanowisk w związku z podejrzeniem o współpracę z Bractwem Muzułmańskim. Uprawnienia prezydenta przejęła po raz kolejny Rada pod przywództwem Nasera. 23 czerwca 1956 roku w referendum Naser został zatwierdzony na nowego prezydenta. 21 lutego 1958 roku w Egipcie i Syrii przeprowadzone zostało referendum, w którym obywatele obu państw wyrazili zgodę na zjednoczenie i utworzenie Zjednoczonej Republiki Arabskiej. Następnego dnia Naser został ogłoszony pierwszym prezydentem nowego państwa. | [ 48 ]          |
| Rada Dowództwa Rewolucyjnego | — | 25.02.1954 | 27.02.1954 | 23 lipca 1952 roku Wolni Oficerowie pod wodzą Muhammada Nadżiba przeprowadzili wojskowy zamach stanu, który zapoczątkował egipską rewolucję. 26 lipca król Faruk I został zmuszony do abdykacji na rzecz następcy tronu i opuszczenia Egiptu. Rada Dowództwa Rewolucyjnego, która przejęła faktyczną władzę, ogłosiła, że nieletni syn Faruka – Fu’ad został królem Egiptu i Sudanu. W jego imieniu występował organ regencyjny, a następnie regent. Monarchia została formalnie zniesiona 18 czerwca 1953 roku, a Egipt z prezydentem Nadżibem na czele stał się republiką. W trakcie prezydentury Nadżiba narastał jego konflikt z Naserem. 25 lutego 1954 roku, pod naciskiem Rady Dowództwa Rewolucyjnego, Nadżib zrezygnował z funkcji prezydenta, jednak po masowych demonstracjach 27 lutego został przywrócony na to stanowisko. 14 listopada 1954 roku Rada Dowództwa Rewolucyjnego usunęła Nadżiba ze wszystkich stanowisk w związku z podejrzeniem o współpracę z Bractwem Muzułmańskim. Uprawnienia prezydenta przejęła po raz kolejny Rada pod przywództwem Nasera. 23 czerwca 1956 roku w referendum Naser został zatwierdzony na nowego prezydenta. 21 lutego 1958 roku w Egipcie i Syrii przeprowadzone zostało referendum, w którym obywatele obu państw wyrazili zgodę na zjednoczenie i utworzenie Zjednoczonej Republiki Arabskiej. Następnego dnia Naser został ogłoszony pierwszym prezydentem nowego państwa. | [ 48 ]          |
| Muhammad Nadżib | prezydent | 27.02.1953 | 14.11.1954 | 23 lipca 1952 roku Wolni Oficerowie pod wodzą Muhammada Nadżiba przeprowadzili wojskowy zamach stanu, który zapoczątkował egipską rewolucję. 26 lipca król Faruk I został zmuszony do abdykacji na rzecz następcy tronu i opuszczenia Egiptu. Rada Dowództwa Rewolucyjnego, która przejęła faktyczną władzę, ogłosiła, że nieletni syn Faruka – Fu’ad został królem Egiptu i Sudanu. W jego imieniu występował organ regencyjny, a następnie regent. Monarchia została formalnie zniesiona 18 czerwca 1953 roku, a Egipt z prezydentem Nadżibem na czele stał się republiką. W trakcie prezydentury Nadżiba narastał jego konflikt z Naserem. 25 lutego 1954 roku, pod naciskiem Rady Dowództwa Rewolucyjnego, Nadżib zrezygnował z funkcji prezydenta, jednak po masowych demonstracjach 27 lutego został przywrócony na to stanowisko. 14 listopada 1954 roku Rada Dowództwa Rewolucyjnego usunęła Nadżiba ze wszystkich stanowisk w związku z podejrzeniem o współpracę z Bractwem Muzułmańskim. Uprawnienia prezydenta przejęła po raz kolejny Rada pod przywództwem Nasera. 23 czerwca 1956 roku w referendum Naser został zatwierdzony na nowego prezydenta. 21 lutego 1958 roku w Egipcie i Syrii przeprowadzone zostało referendum, w którym obywatele obu państw wyrazili zgodę na zjednoczenie i utworzenie Zjednoczonej Republiki Arabskiej. Następnego dnia Naser został ogłoszony pierwszym prezydentem nowego państwa. | [ 48 ]          |
| Rada Dowództwa Rewolucyjnego | — | 14.11.1954 | 23.06.1956 | 23 lipca 1952 roku Wolni Oficerowie pod wodzą Muhammada Nadżiba przeprowadzili wojskowy zamach stanu, który zapoczątkował egipską rewolucję. 26 lipca król Faruk I został zmuszony do abdykacji na rzecz następcy tronu i opuszczenia Egiptu. Rada Dowództwa Rewolucyjnego, która przejęła faktyczną władzę, ogłosiła, że nieletni syn Faruka – Fu’ad został królem Egiptu i Sudanu. W jego imieniu występował organ regencyjny, a następnie regent. Monarchia została formalnie zniesiona 18 czerwca 1953 roku, a Egipt z prezydentem Nadżibem na czele stał się republiką. W trakcie prezydentury Nadżiba narastał jego konflikt z Naserem. 25 lutego 1954 roku, pod naciskiem Rady Dowództwa Rewolucyjnego, Nadżib zrezygnował z funkcji prezydenta, jednak po masowych demonstracjach 27 lutego został przywrócony na to stanowisko. 14 listopada 1954 roku Rada Dowództwa Rewolucyjnego usunęła Nadżiba ze wszystkich stanowisk w związku z podejrzeniem o współpracę z Bractwem Muzułmańskim. Uprawnienia prezydenta przejęła po raz kolejny Rada pod przywództwem Nasera. 23 czerwca 1956 roku w referendum Naser został zatwierdzony na nowego prezydenta. 21 lutego 1958 roku w Egipcie i Syrii przeprowadzone zostało referendum, w którym obywatele obu państw wyrazili zgodę na zjednoczenie i utworzenie Zjednoczonej Republiki Arabskiej. Następnego dnia Naser został ogłoszony pierwszym prezydentem nowego państwa. | [ 48 ]          |
| Gamal Abdel Naser (1918–1970) | prezydent | 23.06.1956 | 22.02.1958 | 23 lipca 1952 roku Wolni Oficerowie pod wodzą Muhammada Nadżiba przeprowadzili wojskowy zamach stanu, który zapoczątkował egipską rewolucję. 26 lipca król Faruk I został zmuszony do abdykacji na rzecz następcy tronu i opuszczenia Egiptu. Rada Dowództwa Rewolucyjnego, która przejęła faktyczną władzę, ogłosiła, że nieletni syn Faruka – Fu’ad został królem Egiptu i Sudanu. W jego imieniu występował organ regencyjny, a następnie regent. Monarchia została formalnie zniesiona 18 czerwca 1953 roku, a Egipt z prezydentem Nadżibem na czele stał się republiką. W trakcie prezydentury Nadżiba narastał jego konflikt z Naserem. 25 lutego 1954 roku, pod naciskiem Rady Dowództwa Rewolucyjnego, Nadżib zrezygnował z funkcji prezydenta, jednak po masowych demonstracjach 27 lutego został przywrócony na to stanowisko. 14 listopada 1954 roku Rada Dowództwa Rewolucyjnego usunęła Nadżiba ze wszystkich stanowisk w związku z podejrzeniem o współpracę z Bractwem Muzułmańskim. Uprawnienia prezydenta przejęła po raz kolejny Rada pod przywództwem Nasera. 23 czerwca 1956 roku w referendum Naser został zatwierdzony na nowego prezydenta. 21 lutego 1958 roku w Egipcie i Syrii przeprowadzone zostało referendum, w którym obywatele obu państw wyrazili zgodę na zjednoczenie i utworzenie Zjednoczonej Republiki Arabskiej. Następnego dnia Naser został ogłoszony pierwszym prezydentem nowego państwa. | [ 48 ]          |
| Ekwador – Republika Ekwadoru | | | | |                 |
| Galo Plaza (1906–1987) | prezydent | 1.09.1948 | 31.08.1952 | José María Velasco Ibarra wybrany został na prezydenta 1 czerwca 1952 roku, pokonując Ruperto Alarcona Falconiego. Urząd objął 1 września. Camilo Ponce Enríquez wygrał wybory prezydenckie 3 czerwca 1956 roku, zdobywając najmniejszą liczbę głosów w historii tych wyborów w Ekwadorze (29,02%). Urząd objął 1 września. | [ 51 ]          |
| José María Velasco Ibarra (1893–1979) | prezydent | 1.09.1952 | 31.08.1956 | José María Velasco Ibarra wybrany został na prezydenta 1 czerwca 1952 roku, pokonując Ruperto Alarcona Falconiego. Urząd objął 1 września. Camilo Ponce Enríquez wygrał wybory prezydenckie 3 czerwca 1956 roku, zdobywając najmniejszą liczbę głosów w historii tych wyborów w Ekwadorze (29,02%). Urząd objął 1 września. | [ 51 ]          |
| Camilo Ponce Enríquez (1912–1976) | prezydent | 1.09.1956 | 31.08.1960 | José María Velasco Ibarra wybrany został na prezydenta 1 czerwca 1952 roku, pokonując Ruperto Alarcona Falconiego. Urząd objął 1 września. Camilo Ponce Enríquez wygrał wybory prezydenckie 3 czerwca 1956 roku, zdobywając najmniejszą liczbę głosów w historii tych wyborów w Ekwadorze (29,02%). Urząd objął 1 września. | [ 51 ]          |
| Etiopia – Cesarstwo Etiopii | | | | |                 |
| Hajle Syllasje I (1892–1975) | cesarz | 2.04.1930 | 12.09.1974 | | [ 52 ]          |
| F | | | | |                 |
| Wspólnota Filipin – Republika Filipin | | | | |                 |
| Elpidio Quirino (1890–1956) | prezydent | 17.04.1948 | 30.12.1953 | Ramon Magsaysay wygrał wybory prezydenckie 10 listopada 1953 roku. Urząd objął 30 grudnia. Zginął 17 marca 1957 roku w katastrofie lotniczej. Następnego dnia wiceprezydent Carlos P. Garcia złożył przysięgę prezydencką. 12 listopada 1957 roku Garcia zwyciężył w wyborach prezydenckich. | [ 55 ]          |
| Ramon Magsaysay (1907–1957) | prezydent | 30.12.1953 | 17.03.1957 | Ramon Magsaysay wygrał wybory prezydenckie 10 listopada 1953 roku. Urząd objął 30 grudnia. Zginął 17 marca 1957 roku w katastrofie lotniczej. Następnego dnia wiceprezydent Carlos P. Garcia złożył przysięgę prezydencką. 12 listopada 1957 roku Garcia zwyciężył w wyborach prezydenckich. | [ 55 ]          |
| Carlos P. Garcia (1896–1971) | prezydent | 18.03.1957 | 30.12.1961 | Ramon Magsaysay wygrał wybory prezydenckie 10 listopada 1953 roku. Urząd objął 30 grudnia. Zginął 17 marca 1957 roku w katastrofie lotniczej. Następnego dnia wiceprezydent Carlos P. Garcia złożył przysięgę prezydencką. 12 listopada 1957 roku Garcia zwyciężył w wyborach prezydenckich. | [ 55 ]          |
| Finlandia – Republika Finlandii | | | | |                 |
| Juho Paasikivi (1870–1956) | prezydent | 11.03.1946 | 1.03.1956 | | [ 56 ]          |
| Urho Kekkonen (1900–1986) | prezydent | 1.03.1956 | 27.01.1982 | | [ 56 ]          |
| Francja – Republika Francuska | | | | |                 |
| Vincent Auriol (1884–1966) | prezydent | 16.01.1947 | 16.01.1954 | René Coty wybrany został na prezydenta przez francuski parlament w trzynastym głosowaniu (głosowania odbyły się w dniach 17-23 grudnia 1953 roku). Urząd objął 16 stycznia 1954 roku. 21 grudnia 1958 roku na prezydenta wybrany został Charles de Gaulle. Były to jedyne wybory prezydenckie we Francji, kiedy prezydenta wybrało kolegium elektorów składające się z: członków parlamentu, przedstawicieli rad departamentów, zgromadzeń terytoriów zamorskich oraz burmistrzów i deputowanych rad miejskich. Urząd objął 8 stycznia 1959 roku. | [ 58 ]          |
| René Coty (1882–1962) | prezydent | 16.01.1954 | 8.01.1959 | René Coty wybrany został na prezydenta przez francuski parlament w trzynastym głosowaniu (głosowania odbyły się w dniach 17-23 grudnia 1953 roku). Urząd objął 16 stycznia 1954 roku. 21 grudnia 1958 roku na prezydenta wybrany został Charles de Gaulle. Były to jedyne wybory prezydenckie we Francji, kiedy prezydenta wybrało kolegium elektorów składające się z: członków parlamentu, przedstawicieli rad departamentów, zgromadzeń terytoriów zamorskich oraz burmistrzów i deputowanych rad miejskich. Urząd objął 8 stycznia 1959 roku. | [ 58 ]          |
| Charles de Gaulle (1890–1970) | prezydent | 8.01.1959 | 28.04.1969 | René Coty wybrany został na prezydenta przez francuski parlament w trzynastym głosowaniu (głosowania odbyły się w dniach 17-23 grudnia 1953 roku). Urząd objął 16 stycznia 1954 roku. 21 grudnia 1958 roku na prezydenta wybrany został Charles de Gaulle. Były to jedyne wybory prezydenckie we Francji, kiedy prezydenta wybrało kolegium elektorów składające się z: członków parlamentu, przedstawicieli rad departamentów, zgromadzeń terytoriów zamorskich oraz burmistrzów i deputowanych rad miejskich. Urząd objął 8 stycznia 1959 roku. | [ 58 ]          |
| G | | | | |                 |
| Ghana | | | | |                 |
| Do 6 marca 1957 roku brytyjska kolonia pod nazwą Złote Wybrzeże. | Do 6 marca 1957 roku brytyjska kolonia pod nazwą Złote Wybrzeże. | Do 6 marca 1957 roku brytyjska kolonia pod nazwą Złote Wybrzeże. | Do 6 marca 1957 roku brytyjska kolonia pod nazwą Złote Wybrzeże. | Do 6 marca 1957 roku brytyjska kolonia pod nazwą Złote Wybrzeże. | [ 59 ]          |
| Commonwealth realm – głową państwa był brytyjski monarcha, którego na miejscu reprezentował gubernator generalny. | | | | | [ 59 ]          |
| Charles Arden-Clarke (1898–1962) | gubernator generalny | 6.03.1957 | 14.05.1957 | Pierwszym gubernatorem generalnym został Charles Arden-Clarke, który w czasach kolonialnych sprawował urząd gubernatora Złotego Wybrzeża (od 11 sierpnia 1949 roku do 6 marca 1957 roku). Po jego ustąpieniu tymczasowo kompetencje gubernatora generalnego wypełniał jako administrator rządu prezes Sądu Najwyższego Kobina Arku Korsah. 13 listopada 1957 roku urząd objął William Hare, 5. hrabia Listowel. | [ 59 ]          |
| Kobina Arku Korsah (1894–1967) | administrator rządu | 14.05.1957 | 13.11.1957 | Pierwszym gubernatorem generalnym został Charles Arden-Clarke, który w czasach kolonialnych sprawował urząd gubernatora Złotego Wybrzeża (od 11 sierpnia 1949 roku do 6 marca 1957 roku). Po jego ustąpieniu tymczasowo kompetencje gubernatora generalnego wypełniał jako administrator rządu prezes Sądu Najwyższego Kobina Arku Korsah. 13 listopada 1957 roku urząd objął William Hare, 5. hrabia Listowel. | [ 59 ]          |
| William Hare (1906–1997) | gubernator generalny | 13.11.1957 | 1.07.1960 | Pierwszym gubernatorem generalnym został Charles Arden-Clarke, który w czasach kolonialnych sprawował urząd gubernatora Złotego Wybrzeża (od 11 sierpnia 1949 roku do 6 marca 1957 roku). Po jego ustąpieniu tymczasowo kompetencje gubernatora generalnego wypełniał jako administrator rządu prezes Sądu Najwyższego Kobina Arku Korsah. 13 listopada 1957 roku urząd objął William Hare, 5. hrabia Listowel. | [ 59 ]          |
| Grecja – Królestwo Grecji | | | | |                 |
| Paweł I (1901–1964) | król | 1.04.1947 | 6.03.1964 | | [ 62 ]          |
| Gwatemala – Republika Gwatemali | | | | |                 |
| Juan José Arévalo (1904–1990) | prezydent | 15.03.1945 | 15.03.1951 | Jacobo Arbenz wybrany został w wyborach przeprowadzonych w dniach 10–12 listopada 1950 roku. Urząd objął 15 marca 1951 roku. 27 czerwca 1954 roku złożył rezygnację w wyniku zamachu stanu, a władzę przejęła junta wojskowa na czele z Carlosem Enrique Díazem. 29 czerwca Díaz został zmuszony do ustąpienia, a przewodniczącym nowego zarządu junty został Elfego Hernán Monzón. Oprócz niego w skład zarządu weszli: José Luis Cruz Salazar oraz Mauricio Dubois. 2 lipca do zarządu dołączyli Carlos Castillo Armas oraz Enrique Trinidad Oliva. 7 lipca zarząd opuścili Dubois i Salazar, tym samym Monzón stracił większość i następnego dnia zrezygnował, a na nowego przewodniczącego wybrany został Castillo Armas. 10 października odbyły się wybory. Jedynym kandydatem na prezydenta był Castillo Armas. Według oficjalnych wyników za jego wyborem opowiedziało się 99,92% głosujących. 26 lipca 1957 roku Castillo Armas został zastrzelony. Następnego dnia wiceprezydent Luis Arturo González López został zaprzysiężony na tymczasowego prezydenta. 20 października odbyły się wybory prezydenckie, w których zwyciężył Miguel Ortiz Passarelli. Kandydat opozycji, Miguel Ydígoras Fuentes, twierdził, że wybory zostały sfałszowane. Ortiz nie objął urzędu – 24 października wojsko przeprowadziło zamach stanu i obaliło Gonzáleza Lópeza, a władzę przejęła trzyosobowa junta wojskowa pod przewodnictwem Óscara Mendozy Azurdii (w jej skład weszli także Roberto Salazar i Gonzalo Yurrita Nova). 26 października na tymczasowego prezydenta, do czasu odbycia się nowych wyborów, desygnowany został Guillermo Flores Avendaño. Nowe wybory odbyły się 19 stycznia 1958 roku. Żaden z kandydatów nie uzyskał bezwzględnej większości, stąd prawo wyboru przeszło na Kongres. 12 lutego na prezydenta członkowie Kongresu wybrali Fuentesa. Urząd objął 2 marca. | [ 67 ]          |
| Jacobo Arbenz (1913–1971) | prezydent | 15.03.1951 | 27.06.1954 | Jacobo Arbenz wybrany został w wyborach przeprowadzonych w dniach 10–12 listopada 1950 roku. Urząd objął 15 marca 1951 roku. 27 czerwca 1954 roku złożył rezygnację w wyniku zamachu stanu, a władzę przejęła junta wojskowa na czele z Carlosem Enrique Díazem. 29 czerwca Díaz został zmuszony do ustąpienia, a przewodniczącym nowego zarządu junty został Elfego Hernán Monzón. Oprócz niego w skład zarządu weszli: José Luis Cruz Salazar oraz Mauricio Dubois. 2 lipca do zarządu dołączyli Carlos Castillo Armas oraz Enrique Trinidad Oliva. 7 lipca zarząd opuścili Dubois i Salazar, tym samym Monzón stracił większość i następnego dnia zrezygnował, a na nowego przewodniczącego wybrany został Castillo Armas. 10 października odbyły się wybory. Jedynym kandydatem na prezydenta był Castillo Armas. Według oficjalnych wyników za jego wyborem opowiedziało się 99,92% głosujących. 26 lipca 1957 roku Castillo Armas został zastrzelony. Następnego dnia wiceprezydent Luis Arturo González López został zaprzysiężony na tymczasowego prezydenta. 20 października odbyły się wybory prezydenckie, w których zwyciężył Miguel Ortiz Passarelli. Kandydat opozycji, Miguel Ydígoras Fuentes, twierdził, że wybory zostały sfałszowane. Ortiz nie objął urzędu – 24 października wojsko przeprowadziło zamach stanu i obaliło Gonzáleza Lópeza, a władzę przejęła trzyosobowa junta wojskowa pod przewodnictwem Óscara Mendozy Azurdii (w jej skład weszli także Roberto Salazar i Gonzalo Yurrita Nova). 26 października na tymczasowego prezydenta, do czasu odbycia się nowych wyborów, desygnowany został Guillermo Flores Avendaño. Nowe wybory odbyły się 19 stycznia 1958 roku. Żaden z kandydatów nie uzyskał bezwzględnej większości, stąd prawo wyboru przeszło na Kongres. 12 lutego na prezydenta członkowie Kongresu wybrali Fuentesa. Urząd objął 2 marca. | [ 67 ]          |
| Carlos Enrique Díaz (1915–2014) | przewodniczący junty | 27.06.1954 | 29.06.1954 | Jacobo Arbenz wybrany został w wyborach przeprowadzonych w dniach 10–12 listopada 1950 roku. Urząd objął 15 marca 1951 roku. 27 czerwca 1954 roku złożył rezygnację w wyniku zamachu stanu, a władzę przejęła junta wojskowa na czele z Carlosem Enrique Díazem. 29 czerwca Díaz został zmuszony do ustąpienia, a przewodniczącym nowego zarządu junty został Elfego Hernán Monzón. Oprócz niego w skład zarządu weszli: José Luis Cruz Salazar oraz Mauricio Dubois. 2 lipca do zarządu dołączyli Carlos Castillo Armas oraz Enrique Trinidad Oliva. 7 lipca zarząd opuścili Dubois i Salazar, tym samym Monzón stracił większość i następnego dnia zrezygnował, a na nowego przewodniczącego wybrany został Castillo Armas. 10 października odbyły się wybory. Jedynym kandydatem na prezydenta był Castillo Armas. Według oficjalnych wyników za jego wyborem opowiedziało się 99,92% głosujących. 26 lipca 1957 roku Castillo Armas został zastrzelony. Następnego dnia wiceprezydent Luis Arturo González López został zaprzysiężony na tymczasowego prezydenta. 20 października odbyły się wybory prezydenckie, w których zwyciężył Miguel Ortiz Passarelli. Kandydat opozycji, Miguel Ydígoras Fuentes, twierdził, że wybory zostały sfałszowane. Ortiz nie objął urzędu – 24 października wojsko przeprowadziło zamach stanu i obaliło Gonzáleza Lópeza, a władzę przejęła trzyosobowa junta wojskowa pod przewodnictwem Óscara Mendozy Azurdii (w jej skład weszli także Roberto Salazar i Gonzalo Yurrita Nova). 26 października na tymczasowego prezydenta, do czasu odbycia się nowych wyborów, desygnowany został Guillermo Flores Avendaño. Nowe wybory odbyły się 19 stycznia 1958 roku. Żaden z kandydatów nie uzyskał bezwzględnej większości, stąd prawo wyboru przeszło na Kongres. 12 lutego na prezydenta członkowie Kongresu wybrali Fuentesa. Urząd objął 2 marca. | [ 67 ]          |
| Elfego Hernán Monzón (1912–1981) | przewodniczący junty | 29.06.1954 | 8.07.1954 | Jacobo Arbenz wybrany został w wyborach przeprowadzonych w dniach 10–12 listopada 1950 roku. Urząd objął 15 marca 1951 roku. 27 czerwca 1954 roku złożył rezygnację w wyniku zamachu stanu, a władzę przejęła junta wojskowa na czele z Carlosem Enrique Díazem. 29 czerwca Díaz został zmuszony do ustąpienia, a przewodniczącym nowego zarządu junty został Elfego Hernán Monzón. Oprócz niego w skład zarządu weszli: José Luis Cruz Salazar oraz Mauricio Dubois. 2 lipca do zarządu dołączyli Carlos Castillo Armas oraz Enrique Trinidad Oliva. 7 lipca zarząd opuścili Dubois i Salazar, tym samym Monzón stracił większość i następnego dnia zrezygnował, a na nowego przewodniczącego wybrany został Castillo Armas. 10 października odbyły się wybory. Jedynym kandydatem na prezydenta był Castillo Armas. Według oficjalnych wyników za jego wyborem opowiedziało się 99,92% głosujących. 26 lipca 1957 roku Castillo Armas został zastrzelony. Następnego dnia wiceprezydent Luis Arturo González López został zaprzysiężony na tymczasowego prezydenta. 20 października odbyły się wybory prezydenckie, w których zwyciężył Miguel Ortiz Passarelli. Kandydat opozycji, Miguel Ydígoras Fuentes, twierdził, że wybory zostały sfałszowane. Ortiz nie objął urzędu – 24 października wojsko przeprowadziło zamach stanu i obaliło Gonzáleza Lópeza, a władzę przejęła trzyosobowa junta wojskowa pod przewodnictwem Óscara Mendozy Azurdii (w jej skład weszli także Roberto Salazar i Gonzalo Yurrita Nova). 26 października na tymczasowego prezydenta, do czasu odbycia się nowych wyborów, desygnowany został Guillermo Flores Avendaño. Nowe wybory odbyły się 19 stycznia 1958 roku. Żaden z kandydatów nie uzyskał bezwzględnej większości, stąd prawo wyboru przeszło na Kongres. 12 lutego na prezydenta członkowie Kongresu wybrali Fuentesa. Urząd objął 2 marca. | [ 67 ]          |
| Carlos Castillo Armas (1914–1957) | przewodniczący junty | 8.07.1954 | 6.11.1954 | Jacobo Arbenz wybrany został w wyborach przeprowadzonych w dniach 10–12 listopada 1950 roku. Urząd objął 15 marca 1951 roku. 27 czerwca 1954 roku złożył rezygnację w wyniku zamachu stanu, a władzę przejęła junta wojskowa na czele z Carlosem Enrique Díazem. 29 czerwca Díaz został zmuszony do ustąpienia, a przewodniczącym nowego zarządu junty został Elfego Hernán Monzón. Oprócz niego w skład zarządu weszli: José Luis Cruz Salazar oraz Mauricio Dubois. 2 lipca do zarządu dołączyli Carlos Castillo Armas oraz Enrique Trinidad Oliva. 7 lipca zarząd opuścili Dubois i Salazar, tym samym Monzón stracił większość i następnego dnia zrezygnował, a na nowego przewodniczącego wybrany został Castillo Armas. 10 października odbyły się wybory. Jedynym kandydatem na prezydenta był Castillo Armas. Według oficjalnych wyników za jego wyborem opowiedziało się 99,92% głosujących. 26 lipca 1957 roku Castillo Armas został zastrzelony. Następnego dnia wiceprezydent Luis Arturo González López został zaprzysiężony na tymczasowego prezydenta. 20 października odbyły się wybory prezydenckie, w których zwyciężył Miguel Ortiz Passarelli. Kandydat opozycji, Miguel Ydígoras Fuentes, twierdził, że wybory zostały sfałszowane. Ortiz nie objął urzędu – 24 października wojsko przeprowadziło zamach stanu i obaliło Gonzáleza Lópeza, a władzę przejęła trzyosobowa junta wojskowa pod przewodnictwem Óscara Mendozy Azurdii (w jej skład weszli także Roberto Salazar i Gonzalo Yurrita Nova). 26 października na tymczasowego prezydenta, do czasu odbycia się nowych wyborów, desygnowany został Guillermo Flores Avendaño. Nowe wybory odbyły się 19 stycznia 1958 roku. Żaden z kandydatów nie uzyskał bezwzględnej większości, stąd prawo wyboru przeszło na Kongres. 12 lutego na prezydenta członkowie Kongresu wybrali Fuentesa. Urząd objął 2 marca. | [ 67 ]          |
| Carlos Castillo Armas | prezydent | 6.11.1954 | 26.07.1957 | Jacobo Arbenz wybrany został w wyborach przeprowadzonych w dniach 10–12 listopada 1950 roku. Urząd objął 15 marca 1951 roku. 27 czerwca 1954 roku złożył rezygnację w wyniku zamachu stanu, a władzę przejęła junta wojskowa na czele z Carlosem Enrique Díazem. 29 czerwca Díaz został zmuszony do ustąpienia, a przewodniczącym nowego zarządu junty został Elfego Hernán Monzón. Oprócz niego w skład zarządu weszli: José Luis Cruz Salazar oraz Mauricio Dubois. 2 lipca do zarządu dołączyli Carlos Castillo Armas oraz Enrique Trinidad Oliva. 7 lipca zarząd opuścili Dubois i Salazar, tym samym Monzón stracił większość i następnego dnia zrezygnował, a na nowego przewodniczącego wybrany został Castillo Armas. 10 października odbyły się wybory. Jedynym kandydatem na prezydenta był Castillo Armas. Według oficjalnych wyników za jego wyborem opowiedziało się 99,92% głosujących. 26 lipca 1957 roku Castillo Armas został zastrzelony. Następnego dnia wiceprezydent Luis Arturo González López został zaprzysiężony na tymczasowego prezydenta. 20 października odbyły się wybory prezydenckie, w których zwyciężył Miguel Ortiz Passarelli. Kandydat opozycji, Miguel Ydígoras Fuentes, twierdził, że wybory zostały sfałszowane. Ortiz nie objął urzędu – 24 października wojsko przeprowadziło zamach stanu i obaliło Gonzáleza Lópeza, a władzę przejęła trzyosobowa junta wojskowa pod przewodnictwem Óscara Mendozy Azurdii (w jej skład weszli także Roberto Salazar i Gonzalo Yurrita Nova). 26 października na tymczasowego prezydenta, do czasu odbycia się nowych wyborów, desygnowany został Guillermo Flores Avendaño. Nowe wybory odbyły się 19 stycznia 1958 roku. Żaden z kandydatów nie uzyskał bezwzględnej większości, stąd prawo wyboru przeszło na Kongres. 12 lutego na prezydenta członkowie Kongresu wybrali Fuentesa. Urząd objął 2 marca. | [ 67 ]          |
| Luis Arturo González López (1900–1965) | tymczasowy prezydent | 27.07.1957 | 24.10.1957 | Jacobo Arbenz wybrany został w wyborach przeprowadzonych w dniach 10–12 listopada 1950 roku. Urząd objął 15 marca 1951 roku. 27 czerwca 1954 roku złożył rezygnację w wyniku zamachu stanu, a władzę przejęła junta wojskowa na czele z Carlosem Enrique Díazem. 29 czerwca Díaz został zmuszony do ustąpienia, a przewodniczącym nowego zarządu junty został Elfego Hernán Monzón. Oprócz niego w skład zarządu weszli: José Luis Cruz Salazar oraz Mauricio Dubois. 2 lipca do zarządu dołączyli Carlos Castillo Armas oraz Enrique Trinidad Oliva. 7 lipca zarząd opuścili Dubois i Salazar, tym samym Monzón stracił większość i następnego dnia zrezygnował, a na nowego przewodniczącego wybrany został Castillo Armas. 10 października odbyły się wybory. Jedynym kandydatem na prezydenta był Castillo Armas. Według oficjalnych wyników za jego wyborem opowiedziało się 99,92% głosujących. 26 lipca 1957 roku Castillo Armas został zastrzelony. Następnego dnia wiceprezydent Luis Arturo González López został zaprzysiężony na tymczasowego prezydenta. 20 października odbyły się wybory prezydenckie, w których zwyciężył Miguel Ortiz Passarelli. Kandydat opozycji, Miguel Ydígoras Fuentes, twierdził, że wybory zostały sfałszowane. Ortiz nie objął urzędu – 24 października wojsko przeprowadziło zamach stanu i obaliło Gonzáleza Lópeza, a władzę przejęła trzyosobowa junta wojskowa pod przewodnictwem Óscara Mendozy Azurdii (w jej skład weszli także Roberto Salazar i Gonzalo Yurrita Nova). 26 października na tymczasowego prezydenta, do czasu odbycia się nowych wyborów, desygnowany został Guillermo Flores Avendaño. Nowe wybory odbyły się 19 stycznia 1958 roku. Żaden z kandydatów nie uzyskał bezwzględnej większości, stąd prawo wyboru przeszło na Kongres. 12 lutego na prezydenta członkowie Kongresu wybrali Fuentesa. Urząd objął 2 marca. | [ 67 ]          |
| Óscar Mendoza Azurdia (1917–1995) | przewodniczący junty | 24.10.1957 | 26.10.1957 | Jacobo Arbenz wybrany został w wyborach przeprowadzonych w dniach 10–12 listopada 1950 roku. Urząd objął 15 marca 1951 roku. 27 czerwca 1954 roku złożył rezygnację w wyniku zamachu stanu, a władzę przejęła junta wojskowa na czele z Carlosem Enrique Díazem. 29 czerwca Díaz został zmuszony do ustąpienia, a przewodniczącym nowego zarządu junty został Elfego Hernán Monzón. Oprócz niego w skład zarządu weszli: José Luis Cruz Salazar oraz Mauricio Dubois. 2 lipca do zarządu dołączyli Carlos Castillo Armas oraz Enrique Trinidad Oliva. 7 lipca zarząd opuścili Dubois i Salazar, tym samym Monzón stracił większość i następnego dnia zrezygnował, a na nowego przewodniczącego wybrany został Castillo Armas. 10 października odbyły się wybory. Jedynym kandydatem na prezydenta był Castillo Armas. Według oficjalnych wyników za jego wyborem opowiedziało się 99,92% głosujących. 26 lipca 1957 roku Castillo Armas został zastrzelony. Następnego dnia wiceprezydent Luis Arturo González López został zaprzysiężony na tymczasowego prezydenta. 20 października odbyły się wybory prezydenckie, w których zwyciężył Miguel Ortiz Passarelli. Kandydat opozycji, Miguel Ydígoras Fuentes, twierdził, że wybory zostały sfałszowane. Ortiz nie objął urzędu – 24 października wojsko przeprowadziło zamach stanu i obaliło Gonzáleza Lópeza, a władzę przejęła trzyosobowa junta wojskowa pod przewodnictwem Óscara Mendozy Azurdii (w jej skład weszli także Roberto Salazar i Gonzalo Yurrita Nova). 26 października na tymczasowego prezydenta, do czasu odbycia się nowych wyborów, desygnowany został Guillermo Flores Avendaño. Nowe wybory odbyły się 19 stycznia 1958 roku. Żaden z kandydatów nie uzyskał bezwzględnej większości, stąd prawo wyboru przeszło na Kongres. 12 lutego na prezydenta członkowie Kongresu wybrali Fuentesa. Urząd objął 2 marca. | [ 67 ]          |
| Guillermo Flores Avendaño (1894–1982) | tymczasowy prezydent | 26.10.1957 | 2.03.1958 | Jacobo Arbenz wybrany został w wyborach przeprowadzonych w dniach 10–12 listopada 1950 roku. Urząd objął 15 marca 1951 roku. 27 czerwca 1954 roku złożył rezygnację w wyniku zamachu stanu, a władzę przejęła junta wojskowa na czele z Carlosem Enrique Díazem. 29 czerwca Díaz został zmuszony do ustąpienia, a przewodniczącym nowego zarządu junty został Elfego Hernán Monzón. Oprócz niego w skład zarządu weszli: José Luis Cruz Salazar oraz Mauricio Dubois. 2 lipca do zarządu dołączyli Carlos Castillo Armas oraz Enrique Trinidad Oliva. 7 lipca zarząd opuścili Dubois i Salazar, tym samym Monzón stracił większość i następnego dnia zrezygnował, a na nowego przewodniczącego wybrany został Castillo Armas. 10 października odbyły się wybory. Jedynym kandydatem na prezydenta był Castillo Armas. Według oficjalnych wyników za jego wyborem opowiedziało się 99,92% głosujących. 26 lipca 1957 roku Castillo Armas został zastrzelony. Następnego dnia wiceprezydent Luis Arturo González López został zaprzysiężony na tymczasowego prezydenta. 20 października odbyły się wybory prezydenckie, w których zwyciężył Miguel Ortiz Passarelli. Kandydat opozycji, Miguel Ydígoras Fuentes, twierdził, że wybory zostały sfałszowane. Ortiz nie objął urzędu – 24 października wojsko przeprowadziło zamach stanu i obaliło Gonzáleza Lópeza, a władzę przejęła trzyosobowa junta wojskowa pod przewodnictwem Óscara Mendozy Azurdii (w jej skład weszli także Roberto Salazar i Gonzalo Yurrita Nova). 26 października na tymczasowego prezydenta, do czasu odbycia się nowych wyborów, desygnowany został Guillermo Flores Avendaño. Nowe wybory odbyły się 19 stycznia 1958 roku. Żaden z kandydatów nie uzyskał bezwzględnej większości, stąd prawo wyboru przeszło na Kongres. 12 lutego na prezydenta członkowie Kongresu wybrali Fuentesa. Urząd objął 2 marca. | [ 67 ]          |
| Miguel Ydígoras Fuentes (1895–1982) | prezydent | 2.03.1958 | 31.03.1963 | Jacobo Arbenz wybrany został w wyborach przeprowadzonych w dniach 10–12 listopada 1950 roku. Urząd objął 15 marca 1951 roku. 27 czerwca 1954 roku złożył rezygnację w wyniku zamachu stanu, a władzę przejęła junta wojskowa na czele z Carlosem Enrique Díazem. 29 czerwca Díaz został zmuszony do ustąpienia, a przewodniczącym nowego zarządu junty został Elfego Hernán Monzón. Oprócz niego w skład zarządu weszli: José Luis Cruz Salazar oraz Mauricio Dubois. 2 lipca do zarządu dołączyli Carlos Castillo Armas oraz Enrique Trinidad Oliva. 7 lipca zarząd opuścili Dubois i Salazar, tym samym Monzón stracił większość i następnego dnia zrezygnował, a na nowego przewodniczącego wybrany został Castillo Armas. 10 października odbyły się wybory. Jedynym kandydatem na prezydenta był Castillo Armas. Według oficjalnych wyników za jego wyborem opowiedziało się 99,92% głosujących. 26 lipca 1957 roku Castillo Armas został zastrzelony. Następnego dnia wiceprezydent Luis Arturo González López został zaprzysiężony na tymczasowego prezydenta. 20 października odbyły się wybory prezydenckie, w których zwyciężył Miguel Ortiz Passarelli. Kandydat opozycji, Miguel Ydígoras Fuentes, twierdził, że wybory zostały sfałszowane. Ortiz nie objął urzędu – 24 października wojsko przeprowadziło zamach stanu i obaliło Gonzáleza Lópeza, a władzę przejęła trzyosobowa junta wojskowa pod przewodnictwem Óscara Mendozy Azurdii (w jej skład weszli także Roberto Salazar i Gonzalo Yurrita Nova). 26 października na tymczasowego prezydenta, do czasu odbycia się nowych wyborów, desygnowany został Guillermo Flores Avendaño. Nowe wybory odbyły się 19 stycznia 1958 roku. Żaden z kandydatów nie uzyskał bezwzględnej większości, stąd prawo wyboru przeszło na Kongres. 12 lutego na prezydenta członkowie Kongresu wybrali Fuentesa. Urząd objął 2 marca. | [ 67 ]          |
| Gwinea – Republika Gwinei | | | | |                 |
| Do 2 października 1958 roku wchodziła w skład Francuskiej Afryki Zachodniej – francuskiego terytorium zamorskiego. | Do 2 października 1958 roku wchodziła w skład Francuskiej Afryki Zachodniej – francuskiego terytorium zamorskiego. | Do 2 października 1958 roku wchodziła w skład Francuskiej Afryki Zachodniej – francuskiego terytorium zamorskiego. | Do 2 października 1958 roku wchodziła w skład Francuskiej Afryki Zachodniej – francuskiego terytorium zamorskiego. | Do 2 października 1958 roku wchodziła w skład Francuskiej Afryki Zachodniej – francuskiego terytorium zamorskiego. | [ 68 ]          |
| Ahmed Sékou Touré (1922–1984) | prezydent | 2.10.1958 | 26.03.1984 | | [ 68 ]          |
| H | | | | |                 |
| Haiti – Republika Haiti | | | | |                 |
| Dumarsais Estimé (1900–1953) | prezydent | 16.08.1946 | 10.05.1950 | 10 maja 1950 roku Dumarsais Estimé został obalony w wyniku zamachu stanu. Na czele państwa stanęła trzyosobowa junta wojskowa na czele z Franckiem Lavaudem (w skład junty weszli także Antoine Levelt oraz Paul Magloire). 8 października na prezydenta wybrany został Paul Magloire (był jedynym kandydatem). Jego zaprzysiężenie odbyło się 6 grudnia. Magloire zrezygnował z urzędu 12 grudnia 1956 roku i udał się na wygnanie. Joseph Nemours Pierre-Louis jako prezes Sądu Kasacyjnego został tymczasowym prezydentem. 3 lutego 1957 roku zrezygnował z urzędu. 7 lutego Kongres na tymczasowego prezydenta wybrał Francka Sylvaina. Sylvain został odsunięty od władzy w wyniku zamachu stanu, a na czele państwa stanął szef sztabu generalnego Léon Cantave. 6 kwietnia Cantave powołał Rządową Radę Wykonawczą, kolegialny organ utworzony przez przedstawicieli wyznaczonych przez kandydatów na prezydenta w ostatnich wyborach. Po tym, jak Rada wezwała Cantavego do opuszczenia stanowiska szefa armii i przekazania go szefowi policji Pierre’owi Armandowi, Cantave ponownie przejął władzę 20 maja i ogłosił rozwiązanie Rady. Doprowadziło to do zamieszek między zwolennikami Cantave'a i Armanda. Na mocy zawartego porozumienia na tymczasowego prezydenta wyznaczony został Daniel Fignolé. 14 czerwca Fignolé został zmuszony do rezygnacji, a władzę przejęła nowo powołana rada wojskowa, na czele której stanął szef sztabu generalnego Antonio Thrasybule Kébreau. W jej skład weszli również Émile Zamor oraz Adrien Valville. 22 września odbyły się wybory prezydenckie, w których zwyciężył François Duvalier. Urząd objął 22 października. | [ 69 ]          |
| Franck Lavaud (1903–1986) | przewodniczący junty | 10.05.1950 | 6.12.1950 | 10 maja 1950 roku Dumarsais Estimé został obalony w wyniku zamachu stanu. Na czele państwa stanęła trzyosobowa junta wojskowa na czele z Franckiem Lavaudem (w skład junty weszli także Antoine Levelt oraz Paul Magloire). 8 października na prezydenta wybrany został Paul Magloire (był jedynym kandydatem). Jego zaprzysiężenie odbyło się 6 grudnia. Magloire zrezygnował z urzędu 12 grudnia 1956 roku i udał się na wygnanie. Joseph Nemours Pierre-Louis jako prezes Sądu Kasacyjnego został tymczasowym prezydentem. 3 lutego 1957 roku zrezygnował z urzędu. 7 lutego Kongres na tymczasowego prezydenta wybrał Francka Sylvaina. Sylvain został odsunięty od władzy w wyniku zamachu stanu, a na czele państwa stanął szef sztabu generalnego Léon Cantave. 6 kwietnia Cantave powołał Rządową Radę Wykonawczą, kolegialny organ utworzony przez przedstawicieli wyznaczonych przez kandydatów na prezydenta w ostatnich wyborach. Po tym, jak Rada wezwała Cantavego do opuszczenia stanowiska szefa armii i przekazania go szefowi policji Pierre’owi Armandowi, Cantave ponownie przejął władzę 20 maja i ogłosił rozwiązanie Rady. Doprowadziło to do zamieszek między zwolennikami Cantave'a i Armanda. Na mocy zawartego porozumienia na tymczasowego prezydenta wyznaczony został Daniel Fignolé. 14 czerwca Fignolé został zmuszony do rezygnacji, a władzę przejęła nowo powołana rada wojskowa, na czele której stanął szef sztabu generalnego Antonio Thrasybule Kébreau. W jej skład weszli również Émile Zamor oraz Adrien Valville. 22 września odbyły się wybory prezydenckie, w których zwyciężył François Duvalier. Urząd objął 22 października. | [ 69 ]          |
| Paul Magloire (1907–2001) | prezydent | 6.12.1950 | 12.12.1956 | 10 maja 1950 roku Dumarsais Estimé został obalony w wyniku zamachu stanu. Na czele państwa stanęła trzyosobowa junta wojskowa na czele z Franckiem Lavaudem (w skład junty weszli także Antoine Levelt oraz Paul Magloire). 8 października na prezydenta wybrany został Paul Magloire (był jedynym kandydatem). Jego zaprzysiężenie odbyło się 6 grudnia. Magloire zrezygnował z urzędu 12 grudnia 1956 roku i udał się na wygnanie. Joseph Nemours Pierre-Louis jako prezes Sądu Kasacyjnego został tymczasowym prezydentem. 3 lutego 1957 roku zrezygnował z urzędu. 7 lutego Kongres na tymczasowego prezydenta wybrał Francka Sylvaina. Sylvain został odsunięty od władzy w wyniku zamachu stanu, a na czele państwa stanął szef sztabu generalnego Léon Cantave. 6 kwietnia Cantave powołał Rządową Radę Wykonawczą, kolegialny organ utworzony przez przedstawicieli wyznaczonych przez kandydatów na prezydenta w ostatnich wyborach. Po tym, jak Rada wezwała Cantavego do opuszczenia stanowiska szefa armii i przekazania go szefowi policji Pierre’owi Armandowi, Cantave ponownie przejął władzę 20 maja i ogłosił rozwiązanie Rady. Doprowadziło to do zamieszek między zwolennikami Cantave'a i Armanda. Na mocy zawartego porozumienia na tymczasowego prezydenta wyznaczony został Daniel Fignolé. 14 czerwca Fignolé został zmuszony do rezygnacji, a władzę przejęła nowo powołana rada wojskowa, na czele której stanął szef sztabu generalnego Antonio Thrasybule Kébreau. W jej skład weszli również Émile Zamor oraz Adrien Valville. 22 września odbyły się wybory prezydenckie, w których zwyciężył François Duvalier. Urząd objął 22 października. | [ 69 ]          |
| Joseph Nemours Pierre-Louis (1900–1966) | tymczasowy prezydent | 12.12.1956 | 3.02.1957 | 10 maja 1950 roku Dumarsais Estimé został obalony w wyniku zamachu stanu. Na czele państwa stanęła trzyosobowa junta wojskowa na czele z Franckiem Lavaudem (w skład junty weszli także Antoine Levelt oraz Paul Magloire). 8 października na prezydenta wybrany został Paul Magloire (był jedynym kandydatem). Jego zaprzysiężenie odbyło się 6 grudnia. Magloire zrezygnował z urzędu 12 grudnia 1956 roku i udał się na wygnanie. Joseph Nemours Pierre-Louis jako prezes Sądu Kasacyjnego został tymczasowym prezydentem. 3 lutego 1957 roku zrezygnował z urzędu. 7 lutego Kongres na tymczasowego prezydenta wybrał Francka Sylvaina. Sylvain został odsunięty od władzy w wyniku zamachu stanu, a na czele państwa stanął szef sztabu generalnego Léon Cantave. 6 kwietnia Cantave powołał Rządową Radę Wykonawczą, kolegialny organ utworzony przez przedstawicieli wyznaczonych przez kandydatów na prezydenta w ostatnich wyborach. Po tym, jak Rada wezwała Cantavego do opuszczenia stanowiska szefa armii i przekazania go szefowi policji Pierre’owi Armandowi, Cantave ponownie przejął władzę 20 maja i ogłosił rozwiązanie Rady. Doprowadziło to do zamieszek między zwolennikami Cantave'a i Armanda. Na mocy zawartego porozumienia na tymczasowego prezydenta wyznaczony został Daniel Fignolé. 14 czerwca Fignolé został zmuszony do rezygnacji, a władzę przejęła nowo powołana rada wojskowa, na czele której stanął szef sztabu generalnego Antonio Thrasybule Kébreau. W jej skład weszli również Émile Zamor oraz Adrien Valville. 22 września odbyły się wybory prezydenckie, w których zwyciężył François Duvalier. Urząd objął 22 października. | [ 69 ]          |
| Franck Sylvain (1909–1987) | tymczasowy prezydent | 7.02.1957 | 2.04.1957 | 10 maja 1950 roku Dumarsais Estimé został obalony w wyniku zamachu stanu. Na czele państwa stanęła trzyosobowa junta wojskowa na czele z Franckiem Lavaudem (w skład junty weszli także Antoine Levelt oraz Paul Magloire). 8 października na prezydenta wybrany został Paul Magloire (był jedynym kandydatem). Jego zaprzysiężenie odbyło się 6 grudnia. Magloire zrezygnował z urzędu 12 grudnia 1956 roku i udał się na wygnanie. Joseph Nemours Pierre-Louis jako prezes Sądu Kasacyjnego został tymczasowym prezydentem. 3 lutego 1957 roku zrezygnował z urzędu. 7 lutego Kongres na tymczasowego prezydenta wybrał Francka Sylvaina. Sylvain został odsunięty od władzy w wyniku zamachu stanu, a na czele państwa stanął szef sztabu generalnego Léon Cantave. 6 kwietnia Cantave powołał Rządową Radę Wykonawczą, kolegialny organ utworzony przez przedstawicieli wyznaczonych przez kandydatów na prezydenta w ostatnich wyborach. Po tym, jak Rada wezwała Cantavego do opuszczenia stanowiska szefa armii i przekazania go szefowi policji Pierre’owi Armandowi, Cantave ponownie przejął władzę 20 maja i ogłosił rozwiązanie Rady. Doprowadziło to do zamieszek między zwolennikami Cantave'a i Armanda. Na mocy zawartego porozumienia na tymczasowego prezydenta wyznaczony został Daniel Fignolé. 14 czerwca Fignolé został zmuszony do rezygnacji, a władzę przejęła nowo powołana rada wojskowa, na czele której stanął szef sztabu generalnego Antonio Thrasybule Kébreau. W jej skład weszli również Émile Zamor oraz Adrien Valville. 22 września odbyły się wybory prezydenckie, w których zwyciężył François Duvalier. Urząd objął 22 października. | [ 69 ]          |
| Léon Cantave (1910–1967) | szef sztabu generalnego armii | 2.04.1957 | 6.04.1957 | 10 maja 1950 roku Dumarsais Estimé został obalony w wyniku zamachu stanu. Na czele państwa stanęła trzyosobowa junta wojskowa na czele z Franckiem Lavaudem (w skład junty weszli także Antoine Levelt oraz Paul Magloire). 8 października na prezydenta wybrany został Paul Magloire (był jedynym kandydatem). Jego zaprzysiężenie odbyło się 6 grudnia. Magloire zrezygnował z urzędu 12 grudnia 1956 roku i udał się na wygnanie. Joseph Nemours Pierre-Louis jako prezes Sądu Kasacyjnego został tymczasowym prezydentem. 3 lutego 1957 roku zrezygnował z urzędu. 7 lutego Kongres na tymczasowego prezydenta wybrał Francka Sylvaina. Sylvain został odsunięty od władzy w wyniku zamachu stanu, a na czele państwa stanął szef sztabu generalnego Léon Cantave. 6 kwietnia Cantave powołał Rządową Radę Wykonawczą, kolegialny organ utworzony przez przedstawicieli wyznaczonych przez kandydatów na prezydenta w ostatnich wyborach. Po tym, jak Rada wezwała Cantavego do opuszczenia stanowiska szefa armii i przekazania go szefowi policji Pierre’owi Armandowi, Cantave ponownie przejął władzę 20 maja i ogłosił rozwiązanie Rady. Doprowadziło to do zamieszek między zwolennikami Cantave'a i Armanda. Na mocy zawartego porozumienia na tymczasowego prezydenta wyznaczony został Daniel Fignolé. 14 czerwca Fignolé został zmuszony do rezygnacji, a władzę przejęła nowo powołana rada wojskowa, na czele której stanął szef sztabu generalnego Antonio Thrasybule Kébreau. W jej skład weszli również Émile Zamor oraz Adrien Valville. 22 września odbyły się wybory prezydenckie, w których zwyciężył François Duvalier. Urząd objął 22 października. | [ 69 ]          |
| Rządowa Rada Wykonawcza | — | 6.04.1957 | 20.05.1957 | 10 maja 1950 roku Dumarsais Estimé został obalony w wyniku zamachu stanu. Na czele państwa stanęła trzyosobowa junta wojskowa na czele z Franckiem Lavaudem (w skład junty weszli także Antoine Levelt oraz Paul Magloire). 8 października na prezydenta wybrany został Paul Magloire (był jedynym kandydatem). Jego zaprzysiężenie odbyło się 6 grudnia. Magloire zrezygnował z urzędu 12 grudnia 1956 roku i udał się na wygnanie. Joseph Nemours Pierre-Louis jako prezes Sądu Kasacyjnego został tymczasowym prezydentem. 3 lutego 1957 roku zrezygnował z urzędu. 7 lutego Kongres na tymczasowego prezydenta wybrał Francka Sylvaina. Sylvain został odsunięty od władzy w wyniku zamachu stanu, a na czele państwa stanął szef sztabu generalnego Léon Cantave. 6 kwietnia Cantave powołał Rządową Radę Wykonawczą, kolegialny organ utworzony przez przedstawicieli wyznaczonych przez kandydatów na prezydenta w ostatnich wyborach. Po tym, jak Rada wezwała Cantavego do opuszczenia stanowiska szefa armii i przekazania go szefowi policji Pierre’owi Armandowi, Cantave ponownie przejął władzę 20 maja i ogłosił rozwiązanie Rady. Doprowadziło to do zamieszek między zwolennikami Cantave'a i Armanda. Na mocy zawartego porozumienia na tymczasowego prezydenta wyznaczony został Daniel Fignolé. 14 czerwca Fignolé został zmuszony do rezygnacji, a władzę przejęła nowo powołana rada wojskowa, na czele której stanął szef sztabu generalnego Antonio Thrasybule Kébreau. W jej skład weszli również Émile Zamor oraz Adrien Valville. 22 września odbyły się wybory prezydenckie, w których zwyciężył François Duvalier. Urząd objął 22 października. | [ 69 ]          |
| Léon Cantave | szef sztabu generalnego armii | 20.05.1957 | 25.05.1957 | 10 maja 1950 roku Dumarsais Estimé został obalony w wyniku zamachu stanu. Na czele państwa stanęła trzyosobowa junta wojskowa na czele z Franckiem Lavaudem (w skład junty weszli także Antoine Levelt oraz Paul Magloire). 8 października na prezydenta wybrany został Paul Magloire (był jedynym kandydatem). Jego zaprzysiężenie odbyło się 6 grudnia. Magloire zrezygnował z urzędu 12 grudnia 1956 roku i udał się na wygnanie. Joseph Nemours Pierre-Louis jako prezes Sądu Kasacyjnego został tymczasowym prezydentem. 3 lutego 1957 roku zrezygnował z urzędu. 7 lutego Kongres na tymczasowego prezydenta wybrał Francka Sylvaina. Sylvain został odsunięty od władzy w wyniku zamachu stanu, a na czele państwa stanął szef sztabu generalnego Léon Cantave. 6 kwietnia Cantave powołał Rządową Radę Wykonawczą, kolegialny organ utworzony przez przedstawicieli wyznaczonych przez kandydatów na prezydenta w ostatnich wyborach. Po tym, jak Rada wezwała Cantavego do opuszczenia stanowiska szefa armii i przekazania go szefowi policji Pierre’owi Armandowi, Cantave ponownie przejął władzę 20 maja i ogłosił rozwiązanie Rady. Doprowadziło to do zamieszek między zwolennikami Cantave'a i Armanda. Na mocy zawartego porozumienia na tymczasowego prezydenta wyznaczony został Daniel Fignolé. 14 czerwca Fignolé został zmuszony do rezygnacji, a władzę przejęła nowo powołana rada wojskowa, na czele której stanął szef sztabu generalnego Antonio Thrasybule Kébreau. W jej skład weszli również Émile Zamor oraz Adrien Valville. 22 września odbyły się wybory prezydenckie, w których zwyciężył François Duvalier. Urząd objął 22 października. | [ 69 ]          |
| Daniel Fignolé (1913–1986) | tymczasowy prezydent | 25.05.1957 | 14.06.1957 | 10 maja 1950 roku Dumarsais Estimé został obalony w wyniku zamachu stanu. Na czele państwa stanęła trzyosobowa junta wojskowa na czele z Franckiem Lavaudem (w skład junty weszli także Antoine Levelt oraz Paul Magloire). 8 października na prezydenta wybrany został Paul Magloire (był jedynym kandydatem). Jego zaprzysiężenie odbyło się 6 grudnia. Magloire zrezygnował z urzędu 12 grudnia 1956 roku i udał się na wygnanie. Joseph Nemours Pierre-Louis jako prezes Sądu Kasacyjnego został tymczasowym prezydentem. 3 lutego 1957 roku zrezygnował z urzędu. 7 lutego Kongres na tymczasowego prezydenta wybrał Francka Sylvaina. Sylvain został odsunięty od władzy w wyniku zamachu stanu, a na czele państwa stanął szef sztabu generalnego Léon Cantave. 6 kwietnia Cantave powołał Rządową Radę Wykonawczą, kolegialny organ utworzony przez przedstawicieli wyznaczonych przez kandydatów na prezydenta w ostatnich wyborach. Po tym, jak Rada wezwała Cantavego do opuszczenia stanowiska szefa armii i przekazania go szefowi policji Pierre’owi Armandowi, Cantave ponownie przejął władzę 20 maja i ogłosił rozwiązanie Rady. Doprowadziło to do zamieszek między zwolennikami Cantave'a i Armanda. Na mocy zawartego porozumienia na tymczasowego prezydenta wyznaczony został Daniel Fignolé. 14 czerwca Fignolé został zmuszony do rezygnacji, a władzę przejęła nowo powołana rada wojskowa, na czele której stanął szef sztabu generalnego Antonio Thrasybule Kébreau. W jej skład weszli również Émile Zamor oraz Adrien Valville. 22 września odbyły się wybory prezydenckie, w których zwyciężył François Duvalier. Urząd objął 22 października. | [ 69 ]          |
| Antonio Thrasybule Kébreau (1909–1963) | przewodniczący rady wojskowej | 14.06.1957 | 22.10.1957 | 10 maja 1950 roku Dumarsais Estimé został obalony w wyniku zamachu stanu. Na czele państwa stanęła trzyosobowa junta wojskowa na czele z Franckiem Lavaudem (w skład junty weszli także Antoine Levelt oraz Paul Magloire). 8 października na prezydenta wybrany został Paul Magloire (był jedynym kandydatem). Jego zaprzysiężenie odbyło się 6 grudnia. Magloire zrezygnował z urzędu 12 grudnia 1956 roku i udał się na wygnanie. Joseph Nemours Pierre-Louis jako prezes Sądu Kasacyjnego został tymczasowym prezydentem. 3 lutego 1957 roku zrezygnował z urzędu. 7 lutego Kongres na tymczasowego prezydenta wybrał Francka Sylvaina. Sylvain został odsunięty od władzy w wyniku zamachu stanu, a na czele państwa stanął szef sztabu generalnego Léon Cantave. 6 kwietnia Cantave powołał Rządową Radę Wykonawczą, kolegialny organ utworzony przez przedstawicieli wyznaczonych przez kandydatów na prezydenta w ostatnich wyborach. Po tym, jak Rada wezwała Cantavego do opuszczenia stanowiska szefa armii i przekazania go szefowi policji Pierre’owi Armandowi, Cantave ponownie przejął władzę 20 maja i ogłosił rozwiązanie Rady. Doprowadziło to do zamieszek między zwolennikami Cantave'a i Armanda. Na mocy zawartego porozumienia na tymczasowego prezydenta wyznaczony został Daniel Fignolé. 14 czerwca Fignolé został zmuszony do rezygnacji, a władzę przejęła nowo powołana rada wojskowa, na czele której stanął szef sztabu generalnego Antonio Thrasybule Kébreau. W jej skład weszli również Émile Zamor oraz Adrien Valville. 22 września odbyły się wybory prezydenckie, w których zwyciężył François Duvalier. Urząd objął 22 października. | [ 69 ]          |
| François Duvalier (1907–1971) | prezydent | 22.10.1957 | 21.04.1971 | 10 maja 1950 roku Dumarsais Estimé został obalony w wyniku zamachu stanu. Na czele państwa stanęła trzyosobowa junta wojskowa na czele z Franckiem Lavaudem (w skład junty weszli także Antoine Levelt oraz Paul Magloire). 8 października na prezydenta wybrany został Paul Magloire (był jedynym kandydatem). Jego zaprzysiężenie odbyło się 6 grudnia. Magloire zrezygnował z urzędu 12 grudnia 1956 roku i udał się na wygnanie. Joseph Nemours Pierre-Louis jako prezes Sądu Kasacyjnego został tymczasowym prezydentem. 3 lutego 1957 roku zrezygnował z urzędu. 7 lutego Kongres na tymczasowego prezydenta wybrał Francka Sylvaina. Sylvain został odsunięty od władzy w wyniku zamachu stanu, a na czele państwa stanął szef sztabu generalnego Léon Cantave. 6 kwietnia Cantave powołał Rządową Radę Wykonawczą, kolegialny organ utworzony przez przedstawicieli wyznaczonych przez kandydatów na prezydenta w ostatnich wyborach. Po tym, jak Rada wezwała Cantavego do opuszczenia stanowiska szefa armii i przekazania go szefowi policji Pierre’owi Armandowi, Cantave ponownie przejął władzę 20 maja i ogłosił rozwiązanie Rady. Doprowadziło to do zamieszek między zwolennikami Cantave'a i Armanda. Na mocy zawartego porozumienia na tymczasowego prezydenta wyznaczony został Daniel Fignolé. 14 czerwca Fignolé został zmuszony do rezygnacji, a władzę przejęła nowo powołana rada wojskowa, na czele której stanął szef sztabu generalnego Antonio Thrasybule Kébreau. W jej skład weszli również Émile Zamor oraz Adrien Valville. 22 września odbyły się wybory prezydenckie, w których zwyciężył François Duvalier. Urząd objął 22 października. | [ 69 ]          |
| Hiszpania – Państwo Hiszpańskie | | | | |                 |
| Francisco Franco (1892–1975) | przywódca (caudillo) | 1.10.1936 | 20.11.1975 | | [ 70 ]          |
| Holandia – Królestwo Niderlandów | | | | |                 |
| Juliana (1909–2004) | królowa | 4.09.1948 | 30.04.1980 | | [ 71 ]          |
| Honduras – Republika Hondurasu | | | | |                 |
| Juan Manuel Gálvez (1887–1972) | prezydent | 1.01.1949 | 16.11.1954 | 10 października 1954 roku odbyły się wybory prezydenckie. Żaden z kandydatów nie uzyskał bezwzględnej większości, stąd prawo wyboru przeszło na Kongres Narodowy. 16 listopada prezydent Juan Manuel Gálvez wyjechał za granicę, oficjalnie, aby uzyskać pomoc medyczną. Obowiązki prezydenta przejął wiceprezydent Julio Lozano Díaz. 5 grudnia nie odbyła się sesja Kongresu Narodowego w celu wybrania prezydenta z powodu braku kworum. Następnego dnia Lozano Díaz ogłosił się Najwyższym Przywódcą Państwa (Jefe Supremo del Estado). 21 października 1956 roku siły zbrojne pod dowództwem generała Roque J. Rodrígueza, pułkownika Héctora Caraccioliego oraz majora Roberto Gálveza Barnesa, syna byłego prezydenta, obaliły Lozano Díaza i utworzyły juntę wojskową, która przejęła władzę w państwie. 15 listopada 1957 roku Zgromadzenie Konstytucyjne wyłonione we wrześniu wybrało na prezydenta Ramona Villedę Moralesa. Urząd objął 21 grudnia. | [ 77 ]          |
| Julio Lozano Díaz (1885–1957) | p.o. prezydenta | 16.11.1954 | 6.12.1954 | 10 października 1954 roku odbyły się wybory prezydenckie. Żaden z kandydatów nie uzyskał bezwzględnej większości, stąd prawo wyboru przeszło na Kongres Narodowy. 16 listopada prezydent Juan Manuel Gálvez wyjechał za granicę, oficjalnie, aby uzyskać pomoc medyczną. Obowiązki prezydenta przejął wiceprezydent Julio Lozano Díaz. 5 grudnia nie odbyła się sesja Kongresu Narodowego w celu wybrania prezydenta z powodu braku kworum. Następnego dnia Lozano Díaz ogłosił się Najwyższym Przywódcą Państwa (Jefe Supremo del Estado). 21 października 1956 roku siły zbrojne pod dowództwem generała Roque J. Rodrígueza, pułkownika Héctora Caraccioliego oraz majora Roberto Gálveza Barnesa, syna byłego prezydenta, obaliły Lozano Díaza i utworzyły juntę wojskową, która przejęła władzę w państwie. 15 listopada 1957 roku Zgromadzenie Konstytucyjne wyłonione we wrześniu wybrało na prezydenta Ramona Villedę Moralesa. Urząd objął 21 grudnia. | [ 77 ]          |
| Julio Lozano Díaz (1885–1957) | Najwyższy Przywódca Państwa | 6.12.1954 | 21.10.1956 | 10 października 1954 roku odbyły się wybory prezydenckie. Żaden z kandydatów nie uzyskał bezwzględnej większości, stąd prawo wyboru przeszło na Kongres Narodowy. 16 listopada prezydent Juan Manuel Gálvez wyjechał za granicę, oficjalnie, aby uzyskać pomoc medyczną. Obowiązki prezydenta przejął wiceprezydent Julio Lozano Díaz. 5 grudnia nie odbyła się sesja Kongresu Narodowego w celu wybrania prezydenta z powodu braku kworum. Następnego dnia Lozano Díaz ogłosił się Najwyższym Przywódcą Państwa (Jefe Supremo del Estado). 21 października 1956 roku siły zbrojne pod dowództwem generała Roque J. Rodrígueza, pułkownika Héctora Caraccioliego oraz majora Roberto Gálveza Barnesa, syna byłego prezydenta, obaliły Lozano Díaza i utworzyły juntę wojskową, która przejęła władzę w państwie. 15 listopada 1957 roku Zgromadzenie Konstytucyjne wyłonione we wrześniu wybrało na prezydenta Ramona Villedę Moralesa. Urząd objął 21 grudnia. | [ 77 ]          |
| Junta wojskowa | — | 21.10.1956 | 21.12.1957 | 10 października 1954 roku odbyły się wybory prezydenckie. Żaden z kandydatów nie uzyskał bezwzględnej większości, stąd prawo wyboru przeszło na Kongres Narodowy. 16 listopada prezydent Juan Manuel Gálvez wyjechał za granicę, oficjalnie, aby uzyskać pomoc medyczną. Obowiązki prezydenta przejął wiceprezydent Julio Lozano Díaz. 5 grudnia nie odbyła się sesja Kongresu Narodowego w celu wybrania prezydenta z powodu braku kworum. Następnego dnia Lozano Díaz ogłosił się Najwyższym Przywódcą Państwa (Jefe Supremo del Estado). 21 października 1956 roku siły zbrojne pod dowództwem generała Roque J. Rodrígueza, pułkownika Héctora Caraccioliego oraz majora Roberto Gálveza Barnesa, syna byłego prezydenta, obaliły Lozano Díaza i utworzyły juntę wojskową, która przejęła władzę w państwie. 15 listopada 1957 roku Zgromadzenie Konstytucyjne wyłonione we wrześniu wybrało na prezydenta Ramona Villedę Moralesa. Urząd objął 21 grudnia. | [ 77 ]          |
| Ramón Villeda Morales (1909–1971) | prezydent | 21.12.1957 | 3.10.1963 | 10 października 1954 roku odbyły się wybory prezydenckie. Żaden z kandydatów nie uzyskał bezwzględnej większości, stąd prawo wyboru przeszło na Kongres Narodowy. 16 listopada prezydent Juan Manuel Gálvez wyjechał za granicę, oficjalnie, aby uzyskać pomoc medyczną. Obowiązki prezydenta przejął wiceprezydent Julio Lozano Díaz. 5 grudnia nie odbyła się sesja Kongresu Narodowego w celu wybrania prezydenta z powodu braku kworum. Następnego dnia Lozano Díaz ogłosił się Najwyższym Przywódcą Państwa (Jefe Supremo del Estado). 21 października 1956 roku siły zbrojne pod dowództwem generała Roque J. Rodrígueza, pułkownika Héctora Caraccioliego oraz majora Roberto Gálveza Barnesa, syna byłego prezydenta, obaliły Lozano Díaza i utworzyły juntę wojskową, która przejęła władzę w państwie. 15 listopada 1957 roku Zgromadzenie Konstytucyjne wyłonione we wrześniu wybrało na prezydenta Ramona Villedę Moralesa. Urząd objął 21 grudnia. | [ 77 ]          |
| I | | | | |                 |
| Indie – Dominium Indii / Republika Indii | | | | |                 |
| Commonwealth realm – do 26 stycznia 1950 roku głową państwa był brytyjski monarcha, którego na miejscu reprezentował gubernator generalny. | Commonwealth realm – do 26 stycznia 1950 roku głową państwa był brytyjski monarcha, którego na miejscu reprezentował gubernator generalny. | Commonwealth realm – do 26 stycznia 1950 roku głową państwa był brytyjski monarcha, którego na miejscu reprezentował gubernator generalny. | Commonwealth realm – do 26 stycznia 1950 roku głową państwa był brytyjski monarcha, którego na miejscu reprezentował gubernator generalny. | Commonwealth realm – do 26 stycznia 1950 roku głową państwa był brytyjski monarcha, którego na miejscu reprezentował gubernator generalny. | [ 78 ]          |
| Chakravarthi Rajagopalachari (1878–1972) | gubernator generalny | 21.06.1948 | 26.01.1950 | Chakravarthi Rajagopalachari był ostatnim gubernatorem generalnym Indii. Po wejściu w życie konstytucji 26 stycznia 1950 roku Indie stały się republiką. Pierwszym prezydentem został Rajendra Prasad. Dwukrotnie uzyskał reelekcję, zwyciężając w wyborach z 2 maja 1952 roku oraz 6 maja 1957 roku. | [ 78 ]          |
| Rajendra Prasad (1884–1963) | prezydent | 26.01.1950 | 13.05.1962 | Chakravarthi Rajagopalachari był ostatnim gubernatorem generalnym Indii. Po wejściu w życie konstytucji 26 stycznia 1950 roku Indie stały się republiką. Pierwszym prezydentem został Rajendra Prasad. Dwukrotnie uzyskał reelekcję, zwyciężając w wyborach z 2 maja 1952 roku oraz 6 maja 1957 roku. | [ 78 ]          |
| Indonezja – Republika Stanów Zjednoczonych Indonezji / Republika Indonezji | | | | |                 |
| Sukarno (1901–1970) | prezydent | 18.08.1945 | 12.03.1967 | | [ 80 ]          |
| Irak – Królestwo Iraku / Republika Iracka | | | | |                 |
| Fajsal II (1935–1958) | król | 2.05.1935 | 14.07.1958 | Do czasu osiągnięcia pełnoletności przez Fajsala II, tj. do 2 maja 1953 roku, obowiązki królewskie wykonywał jego wuj Abd al-Ilah jako regent. Fajsala II zginął 14 lipca 1958 roku w wyniku zamachu stanu. Irak stał się republiką, a funkcję głowy państwa objął Muhammad Nadżib ar-Rubaji jako przewodniczący Rady Suwerenności. | [ 82 ]          |
| Abd al-Ilah (1913–1958) | regent | 4.04.1939 | 2.05.1953 | Do czasu osiągnięcia pełnoletności przez Fajsala II, tj. do 2 maja 1953 roku, obowiązki królewskie wykonywał jego wuj Abd al-Ilah jako regent. Fajsala II zginął 14 lipca 1958 roku w wyniku zamachu stanu. Irak stał się republiką, a funkcję głowy państwa objął Muhammad Nadżib ar-Rubaji jako przewodniczący Rady Suwerenności. | [ 82 ]          |
| Muhammad Nadżib ar-Rubaji (1904–1965) | przewodniczący Rady Suwerenności | 14.07.1958 | 8.02.1963 | Do czasu osiągnięcia pełnoletności przez Fajsala II, tj. do 2 maja 1953 roku, obowiązki królewskie wykonywał jego wuj Abd al-Ilah jako regent. Fajsala II zginął 14 lipca 1958 roku w wyniku zamachu stanu. Irak stał się republiką, a funkcję głowy państwa objął Muhammad Nadżib ar-Rubaji jako przewodniczący Rady Suwerenności. | [ 82 ]          |
| Iran – Cesarstwo Iranu | | | | |                 |
| Mohammad Reza Pahlawi (1919–1980) | szachinszach | 16.09.1941 | 11.02.1979 | | [ 83 ]          |
| Irlandia | | | | |                 |
| Seán T. O’Kelly (1882–1966) | prezydent | 25.06.1945 | 24.06.1959 | Seán T. O’Kelly uzyskał reelekcję w 1952 roku, będąc jedynym kandydatem. 17 czerwca 1959 roku odbyły się wybory prezydenckie, w których zwyciężył kandydat partii Fianna Fáil Éamon de Valera, pokonując Seána Mac Eoina z ugrupowania Fine Gael. Éamon de Valera urząd objął 25 czerwca. | [ 85 ]          |
| Éamon de Valera (1882–1975) | prezydent | 25.06.1959 | 24.06.1973 | Seán T. O’Kelly uzyskał reelekcję w 1952 roku, będąc jedynym kandydatem. 17 czerwca 1959 roku odbyły się wybory prezydenckie, w których zwyciężył kandydat partii Fianna Fáil Éamon de Valera, pokonując Seána Mac Eoina z ugrupowania Fine Gael. Éamon de Valera urząd objął 25 czerwca. | [ 85 ]          |
| Islandia | | | | |                 |
| Sveinn Björnsson (1881–1952) | prezydent | 17.06.1944 | 25.01.1952 | Sveinn Björnsson zmarł w trakcie sprawowania urzędu. Po jego śmierci obowiązki prezydenta pełnili wspólnie premier Steingrímur Steinþórsson, przewodniczący parlamentu Jón Pálmason oraz prezes Sądu Najwyższego Jón Ásbjörnsson. 29 czerwca 1952 roku na prezydenta wybrany został Ásgeir Ásgeirsson. Urząd objął 1 sierpnia. Uzyskał on trzykrotnie reelekcję, będąc jedynym kandydatem w wyborach w 1956, 1960 oraz 1964 roku. | [ 86 ]          |
| Steingrímur Steinþórsson (1893–1966) Jón Pálmason (1888–1973) Jón Ásbjörnsson (1890–1966) | p.o. prezydenta | 25.01.1952 | 31.07.1952 | Sveinn Björnsson zmarł w trakcie sprawowania urzędu. Po jego śmierci obowiązki prezydenta pełnili wspólnie premier Steingrímur Steinþórsson, przewodniczący parlamentu Jón Pálmason oraz prezes Sądu Najwyższego Jón Ásbjörnsson. 29 czerwca 1952 roku na prezydenta wybrany został Ásgeir Ásgeirsson. Urząd objął 1 sierpnia. Uzyskał on trzykrotnie reelekcję, będąc jedynym kandydatem w wyborach w 1956, 1960 oraz 1964 roku. | [ 86 ]          |
| Ásgeir Ásgeirsson (1894–1972) | prezydent | 1.08.1952 | 31.07.1968 | Sveinn Björnsson zmarł w trakcie sprawowania urzędu. Po jego śmierci obowiązki prezydenta pełnili wspólnie premier Steingrímur Steinþórsson, przewodniczący parlamentu Jón Pálmason oraz prezes Sądu Najwyższego Jón Ásbjörnsson. 29 czerwca 1952 roku na prezydenta wybrany został Ásgeir Ásgeirsson. Urząd objął 1 sierpnia. Uzyskał on trzykrotnie reelekcję, będąc jedynym kandydatem w wyborach w 1956, 1960 oraz 1964 roku. | [ 86 ]          |
| Izrael – Państwo Izrael | | | | |                 |
| Chaim Weizman (1874–1952) | prezydent | 17.02.1949 | 9.11.1952 | 19 listopada 1951 roku Kneset wybrał Chaima Weizmana na kolejną kadencję (był jedynym kandydatem). Weizman zmarł 9 listopada 1952 roku. Po jego śmierci obowiązki prezydenta przejął przewodniczący Knesetu Josef Sprinzak. 8 grudnia na prezydenta wybrany został Jicchak Ben Cewi. Urząd objął 16 grudnia. Dwukrotnie uzyskał reelekcję (w 1957 i 1962 roku). | [ 88 ]          |
| Josef Sprinzak (1885–1959) | p.o. prezydenta | 9.11.1952 | 10.12.1952 | 19 listopada 1951 roku Kneset wybrał Chaima Weizmana na kolejną kadencję (był jedynym kandydatem). Weizman zmarł 9 listopada 1952 roku. Po jego śmierci obowiązki prezydenta przejął przewodniczący Knesetu Josef Sprinzak. 8 grudnia na prezydenta wybrany został Jicchak Ben Cewi. Urząd objął 16 grudnia. Dwukrotnie uzyskał reelekcję (w 1957 i 1962 roku). | [ 88 ]          |
| Jicchak Ben Cewi (1884–1963) | prezydent | 10.12.1952 | 23.04.1963 | 19 listopada 1951 roku Kneset wybrał Chaima Weizmana na kolejną kadencję (był jedynym kandydatem). Weizman zmarł 9 listopada 1952 roku. Po jego śmierci obowiązki prezydenta przejął przewodniczący Knesetu Josef Sprinzak. 8 grudnia na prezydenta wybrany został Jicchak Ben Cewi. Urząd objął 16 grudnia. Dwukrotnie uzyskał reelekcję (w 1957 i 1962 roku). | [ 88 ]          |
| J | | | | |                 |
| Japonia | | | | |                 |
| Hirohito (1901–1989) | cesarz | 25.12.1926 | 7.01.1989 | | [ 89 ]          |
| Jemen – Królestwo al-Mutawakkil Jemenu | | | | |                 |
| Ahmad ibn Jahja (1891–1962) | król | 17.02.1948 | 19.09.1962 | | [ 90 ]          |
| Jordania – Haszymidzkie Królestwo Jordanii | | | | |                 |
| Abd Allah I (1882–1951) | król | 25.05.1946 | 20.07.1951 | Król Abd Allah I został zastrzelony 20 lipca 1951 roku w trakcie wizyty w meczecie Al-Aksa w Jerozolimie. Książę koronny Talal wówczas przebywał na leczeniu w Genewie, z tego względu na czas jego nieobecności Rada Ministrów powołała jego brata Najifa na regenta. 4 września Rada Ministrów uznała, że nie ma żadnych przeszkód zdrowotnych uniemożliwiających Talalowi objęcie tronu. Dwa dni później Talal złożył przysięgę konstytucyjną przed Zgromadzeniem Narodowym. 18 maja 1952 roku Talal ponownie udał się za granicę na leczenie, a królewskie obowiązki przejął specjalny organ, w skład którego weszli: premier Taufik Abu al-Huda, przewodniczący Senatu Ibrahim Haszim oraz przewodniczący Izby Reprezentantów Abdullah al-Kulaib. 4 czerwca uprawnienia króla zostały przekazane radzie regencyjnej w składzie: Ibrahim Haszim, Suleiman Toukan oraz Abdul Rahman Irszeidat. 11 sierpnia Zgromadzenie Narodowe podjęło jednomyślną decyzję o usunięciu króla Talala z tronu ze względu na chorobę psychiczną. Następca tronu, książę Husajn, był niepełnoletni, stąd królewskie uprawnienia wykonywała dotychczasowa rada regencyjna. Husajn przejął obowiązki od rady regencyjnej 2 maja 1953 roku. | [ 98 ]          |
| Talal (1909–1972) | król | 20.07.1951 | 11.08.1952 | Król Abd Allah I został zastrzelony 20 lipca 1951 roku w trakcie wizyty w meczecie Al-Aksa w Jerozolimie. Książę koronny Talal wówczas przebywał na leczeniu w Genewie, z tego względu na czas jego nieobecności Rada Ministrów powołała jego brata Najifa na regenta. 4 września Rada Ministrów uznała, że nie ma żadnych przeszkód zdrowotnych uniemożliwiających Talalowi objęcie tronu. Dwa dni później Talal złożył przysięgę konstytucyjną przed Zgromadzeniem Narodowym. 18 maja 1952 roku Talal ponownie udał się za granicę na leczenie, a królewskie obowiązki przejął specjalny organ, w skład którego weszli: premier Taufik Abu al-Huda, przewodniczący Senatu Ibrahim Haszim oraz przewodniczący Izby Reprezentantów Abdullah al-Kulaib. 4 czerwca uprawnienia króla zostały przekazane radzie regencyjnej w składzie: Ibrahim Haszim, Suleiman Toukan oraz Abdul Rahman Irszeidat. 11 sierpnia Zgromadzenie Narodowe podjęło jednomyślną decyzję o usunięciu króla Talala z tronu ze względu na chorobę psychiczną. Następca tronu, książę Husajn, był niepełnoletni, stąd królewskie uprawnienia wykonywała dotychczasowa rada regencyjna. Husajn przejął obowiązki od rady regencyjnej 2 maja 1953 roku. | [ 98 ]          |
| Najif (1914–1983) | regent | 20.07.1951 | 6.09.1951 | Król Abd Allah I został zastrzelony 20 lipca 1951 roku w trakcie wizyty w meczecie Al-Aksa w Jerozolimie. Książę koronny Talal wówczas przebywał na leczeniu w Genewie, z tego względu na czas jego nieobecności Rada Ministrów powołała jego brata Najifa na regenta. 4 września Rada Ministrów uznała, że nie ma żadnych przeszkód zdrowotnych uniemożliwiających Talalowi objęcie tronu. Dwa dni później Talal złożył przysięgę konstytucyjną przed Zgromadzeniem Narodowym. 18 maja 1952 roku Talal ponownie udał się za granicę na leczenie, a królewskie obowiązki przejął specjalny organ, w skład którego weszli: premier Taufik Abu al-Huda, przewodniczący Senatu Ibrahim Haszim oraz przewodniczący Izby Reprezentantów Abdullah al-Kulaib. 4 czerwca uprawnienia króla zostały przekazane radzie regencyjnej w składzie: Ibrahim Haszim, Suleiman Toukan oraz Abdul Rahman Irszeidat. 11 sierpnia Zgromadzenie Narodowe podjęło jednomyślną decyzję o usunięciu króla Talala z tronu ze względu na chorobę psychiczną. Następca tronu, książę Husajn, był niepełnoletni, stąd królewskie uprawnienia wykonywała dotychczasowa rada regencyjna. Husajn przejął obowiązki od rady regencyjnej 2 maja 1953 roku. | [ 98 ]          |
| Taufik Abu al-Huda (1914–1983) Ibrahim Haszim (1888–1958) Abdullah al-Kulaib (1895–1997) | organ wykonujący obowiązki króla | 18.05.1952 | 4.06.1952 | Król Abd Allah I został zastrzelony 20 lipca 1951 roku w trakcie wizyty w meczecie Al-Aksa w Jerozolimie. Książę koronny Talal wówczas przebywał na leczeniu w Genewie, z tego względu na czas jego nieobecności Rada Ministrów powołała jego brata Najifa na regenta. 4 września Rada Ministrów uznała, że nie ma żadnych przeszkód zdrowotnych uniemożliwiających Talalowi objęcie tronu. Dwa dni później Talal złożył przysięgę konstytucyjną przed Zgromadzeniem Narodowym. 18 maja 1952 roku Talal ponownie udał się za granicę na leczenie, a królewskie obowiązki przejął specjalny organ, w skład którego weszli: premier Taufik Abu al-Huda, przewodniczący Senatu Ibrahim Haszim oraz przewodniczący Izby Reprezentantów Abdullah al-Kulaib. 4 czerwca uprawnienia króla zostały przekazane radzie regencyjnej w składzie: Ibrahim Haszim, Suleiman Toukan oraz Abdul Rahman Irszeidat. 11 sierpnia Zgromadzenie Narodowe podjęło jednomyślną decyzję o usunięciu króla Talala z tronu ze względu na chorobę psychiczną. Następca tronu, książę Husajn, był niepełnoletni, stąd królewskie uprawnienia wykonywała dotychczasowa rada regencyjna. Husajn przejął obowiązki od rady regencyjnej 2 maja 1953 roku. | [ 98 ]          |
| Ibrahim Haszim Suleiman Toukan (1892–1958) Abdul Rahman Irszeidat (1887–1961) | rada regencyjna | 4.06.1952 | 11.08.1952 | Król Abd Allah I został zastrzelony 20 lipca 1951 roku w trakcie wizyty w meczecie Al-Aksa w Jerozolimie. Książę koronny Talal wówczas przebywał na leczeniu w Genewie, z tego względu na czas jego nieobecności Rada Ministrów powołała jego brata Najifa na regenta. 4 września Rada Ministrów uznała, że nie ma żadnych przeszkód zdrowotnych uniemożliwiających Talalowi objęcie tronu. Dwa dni później Talal złożył przysięgę konstytucyjną przed Zgromadzeniem Narodowym. 18 maja 1952 roku Talal ponownie udał się za granicę na leczenie, a królewskie obowiązki przejął specjalny organ, w skład którego weszli: premier Taufik Abu al-Huda, przewodniczący Senatu Ibrahim Haszim oraz przewodniczący Izby Reprezentantów Abdullah al-Kulaib. 4 czerwca uprawnienia króla zostały przekazane radzie regencyjnej w składzie: Ibrahim Haszim, Suleiman Toukan oraz Abdul Rahman Irszeidat. 11 sierpnia Zgromadzenie Narodowe podjęło jednomyślną decyzję o usunięciu króla Talala z tronu ze względu na chorobę psychiczną. Następca tronu, książę Husajn, był niepełnoletni, stąd królewskie uprawnienia wykonywała dotychczasowa rada regencyjna. Husajn przejął obowiązki od rady regencyjnej 2 maja 1953 roku. | [ 98 ]          |
| Husajn (1935–1999) | król | 11.08.1952 | 7.02.1999 | Król Abd Allah I został zastrzelony 20 lipca 1951 roku w trakcie wizyty w meczecie Al-Aksa w Jerozolimie. Książę koronny Talal wówczas przebywał na leczeniu w Genewie, z tego względu na czas jego nieobecności Rada Ministrów powołała jego brata Najifa na regenta. 4 września Rada Ministrów uznała, że nie ma żadnych przeszkód zdrowotnych uniemożliwiających Talalowi objęcie tronu. Dwa dni później Talal złożył przysięgę konstytucyjną przed Zgromadzeniem Narodowym. 18 maja 1952 roku Talal ponownie udał się za granicę na leczenie, a królewskie obowiązki przejął specjalny organ, w skład którego weszli: premier Taufik Abu al-Huda, przewodniczący Senatu Ibrahim Haszim oraz przewodniczący Izby Reprezentantów Abdullah al-Kulaib. 4 czerwca uprawnienia króla zostały przekazane radzie regencyjnej w składzie: Ibrahim Haszim, Suleiman Toukan oraz Abdul Rahman Irszeidat. 11 sierpnia Zgromadzenie Narodowe podjęło jednomyślną decyzję o usunięciu króla Talala z tronu ze względu na chorobę psychiczną. Następca tronu, książę Husajn, był niepełnoletni, stąd królewskie uprawnienia wykonywała dotychczasowa rada regencyjna. Husajn przejął obowiązki od rady regencyjnej 2 maja 1953 roku. | [ 98 ]          |
| Ibrahim Haszim Suleiman Toukan Abdul Rahman Irszeidat | rada regencyjna | 11.08.1952 | 2.05.1953 | Król Abd Allah I został zastrzelony 20 lipca 1951 roku w trakcie wizyty w meczecie Al-Aksa w Jerozolimie. Książę koronny Talal wówczas przebywał na leczeniu w Genewie, z tego względu na czas jego nieobecności Rada Ministrów powołała jego brata Najifa na regenta. 4 września Rada Ministrów uznała, że nie ma żadnych przeszkód zdrowotnych uniemożliwiających Talalowi objęcie tronu. Dwa dni później Talal złożył przysięgę konstytucyjną przed Zgromadzeniem Narodowym. 18 maja 1952 roku Talal ponownie udał się za granicę na leczenie, a królewskie obowiązki przejął specjalny organ, w skład którego weszli: premier Taufik Abu al-Huda, przewodniczący Senatu Ibrahim Haszim oraz przewodniczący Izby Reprezentantów Abdullah al-Kulaib. 4 czerwca uprawnienia króla zostały przekazane radzie regencyjnej w składzie: Ibrahim Haszim, Suleiman Toukan oraz Abdul Rahman Irszeidat. 11 sierpnia Zgromadzenie Narodowe podjęło jednomyślną decyzję o usunięciu króla Talala z tronu ze względu na chorobę psychiczną. Następca tronu, książę Husajn, był niepełnoletni, stąd królewskie uprawnienia wykonywała dotychczasowa rada regencyjna. Husajn przejął obowiązki od rady regencyjnej 2 maja 1953 roku. | [ 98 ]          |
| Jugosławia – Federacyjna Ludowa Republika Jugosławii | | | | |                 |
| Do 14 stycznia 1953 roku funkcję głowy państwa pełnił organ kolegialny – Prezydium Zgromadzenia Narodowego. Przewodniczący Prezydium był primus inter pares – sprawował głównie funkcje reprezentacyjne i organizacyjne. Od 14 stycznia 1953 roku głową państwa był prezydent. | Do 14 stycznia 1953 roku funkcję głowy państwa pełnił organ kolegialny – Prezydium Zgromadzenia Narodowego. Przewodniczący Prezydium był primus inter pares – sprawował głównie funkcje reprezentacyjne i organizacyjne. Od 14 stycznia 1953 roku głową państwa był prezydent. | Do 14 stycznia 1953 roku funkcję głowy państwa pełnił organ kolegialny – Prezydium Zgromadzenia Narodowego. Przewodniczący Prezydium był primus inter pares – sprawował głównie funkcje reprezentacyjne i organizacyjne. Od 14 stycznia 1953 roku głową państwa był prezydent. | Do 14 stycznia 1953 roku funkcję głowy państwa pełnił organ kolegialny – Prezydium Zgromadzenia Narodowego. Przewodniczący Prezydium był primus inter pares – sprawował głównie funkcje reprezentacyjne i organizacyjne. Od 14 stycznia 1953 roku głową państwa był prezydent. | Do 14 stycznia 1953 roku funkcję głowy państwa pełnił organ kolegialny – Prezydium Zgromadzenia Narodowego. Przewodniczący Prezydium był primus inter pares – sprawował głównie funkcje reprezentacyjne i organizacyjne. Od 14 stycznia 1953 roku głową państwa był prezydent. | [ 99 ]          |
| Ivan Ribar (1881–1968) | przewodniczący Prezydium Zgromadzenia Narodowego | 31.01.1946 | 14.01.1953 | Do czasu utworzenia urzędu prezydenta funkcję głowy państwa pełniło jako organ kolegialny Prezydium Zgromadzenia Narodowego. Rzeczywistym przywódcą państwa był Josip Broz Tito stojący na czele Związku Komunistów Jugosławii (do 1952 roku – Komunistycznej Partii Jugosławii). | [ 99 ]          |
| Josip Broz Tito (1892–1980) | prezydent | 14.01.1953 | 4.05.1980 | Do czasu utworzenia urzędu prezydenta funkcję głowy państwa pełniło jako organ kolegialny Prezydium Zgromadzenia Narodowego. Rzeczywistym przywódcą państwa był Josip Broz Tito stojący na czele Związku Komunistów Jugosławii (do 1952 roku – Komunistycznej Partii Jugosławii). | [ 99 ]          |
| K | | | | |                 |
| Kambodża – Królestwo Kambodży | | | | |                 |
| Norodom Sihanouk (1922–2012) | król | 24.04.1941 | 2.03.1955 | | [ 100 ]         |
| Norodom Suramarit (1896–1960) | król | 2.03.1955 | 3.04.1960 | | [ 100 ]         |
| Kanada – Dominium Kanady | | | | |                 |
| Commonwealth realm – głową państwa był brytyjski monarcha, którego na miejscu reprezentował gubernator generalny. | Commonwealth realm – głową państwa był brytyjski monarcha, którego na miejscu reprezentował gubernator generalny. | Commonwealth realm – głową państwa był brytyjski monarcha, którego na miejscu reprezentował gubernator generalny. | Commonwealth realm – głową państwa był brytyjski monarcha, którego na miejscu reprezentował gubernator generalny. | Commonwealth realm – głową państwa był brytyjski monarcha, którego na miejscu reprezentował gubernator generalny. | [ 101 ]         |
| Harold Alexander (1891–1969) | gubernator generalny | 12.04.1946 | 28.01.1952 | | [ 101 ]         |
| Thibaudeau Rinfret (1879–1962) | administrator rządu | 28.01.1952 | 28.02.1952 | | [ 101 ]         |
| Vincent Massey (1887–1967) | gubernator generalny | 28.02.1952 | 15.09.1959 | | [ 101 ]         |
| Georges Vanier (1888–1967) | gubernator generalny | 15.09.1959 | 5.03.1967 | | [ 101 ]         |
| Kolumbia – Republika Kolumbii | | | | |                 |
| Mariano Ospina Pérez (1891–1976) | prezydent | 7.08.1946 | 7.08.1950 | | [ 102 ]         |
| Roberto Urdaneta Arbeláez (1890–1972) | tymczasowy prezydent | 5.11.1951 | 13.06.1953 | | [ 102 ]         |
| Gustavo Rojas Pinilla (1900–1975) | prezydent | 13.06.1953 | 10.05.1957 | | [ 102 ]         |
| Junta wojskowa | — | 10.05.1957 | 7.08.1958 | | [ 102 ]         |
| Alberto Lleras Camargo (1906–1990) | prezydent | 7.08.1958 | 7.08.1962 | | [ 102 ]         |
| Korea Południowa – Republika Korei | | | | |                 |
| Rhee Syng-man (1875–1965) | prezydent | 24.07.1948 | 26.04.1960 | | [ 103 ]         |
| Korea Północna – Koreańska Republika Ludowo-Demokratyczna | | | | |                 |
| Funkcję głowy państwa pełnił organ kolegialny – Prezydium Najwyższego Zgromadzenia Ludowego. Przewodniczący Prezydium był primus inter pares – sprawował głównie funkcje reprezentacyjne i organizacyjne.                                                                      | Funkcję głowy państwa pełnił organ kolegialny – Prezydium Najwyższego Zgromadzenia Ludowego. Przewodniczący Prezydium był primus inter pares – sprawował głównie funkcje reprezentacyjne i organizacyjne.                                                                      | Funkcję głowy państwa pełnił organ kolegialny – Prezydium Najwyższego Zgromadzenia Ludowego. Przewodniczący Prezydium był primus inter pares – sprawował głównie funkcje reprezentacyjne i organizacyjne.                                                                      | Funkcję głowy państwa pełnił organ kolegialny – Prezydium Najwyższego Zgromadzenia Ludowego. Przewodniczący Prezydium był primus inter pares – sprawował głównie funkcje reprezentacyjne i organizacyjne.                                                                      | Funkcję głowy państwa pełnił organ kolegialny – Prezydium Najwyższego Zgromadzenia Ludowego. Przewodniczący Prezydium był primus inter pares – sprawował głównie funkcje reprezentacyjne i organizacyjne. | [ 103 ]         |
| Kim Tu Bong (1889–?) | przewodniczący Prezydium Najwyższego Zgromadzenia Ludowego | 9.09.1948 | 20.09.1957 | De iure funkcję głowy państwa pełniło kolegialnie Prezydium Najwyższego Zgromadzenia Ludowego. Faktycznym liderem państwa był przewodniczący Partii Pracy Korei Kim Ir Sen. Nazywany był Wielkim Przywódcą. | [ 103 ]         |
| Ch’oe Yong Gŏn (1900–1976) | przewodniczący Prezydium Najwyższego Zgromadzenia Ludowego | 20.09.1957 | 28.12.1972 | De iure funkcję głowy państwa pełniło kolegialnie Prezydium Najwyższego Zgromadzenia Ludowego. Faktycznym liderem państwa był przewodniczący Partii Pracy Korei Kim Ir Sen. Nazywany był Wielkim Przywódcą. | [ 103 ]         |
| Kim Ir Sen (1912–1994) | przewodniczący Partii Pracy Korei | 24.06.1949 | 12.10.1966 | De iure funkcję głowy państwa pełniło kolegialnie Prezydium Najwyższego Zgromadzenia Ludowego. Faktycznym liderem państwa był przewodniczący Partii Pracy Korei Kim Ir Sen. Nazywany był Wielkim Przywódcą. | [ 103 ]         |
| Kostaryka – Republika Kostaryki | | | | |                 |
| Otilio Ulate Blanco (1891–1973) | prezydent | 8.11.1949 | 8.11.1953 | José Figueres Ferrer został wybrany na prezydenta 26 lipca 1953 roku, pokonując Fernando Castro Cervantesa. Urząd objął 8 listopada. Wcześniej pełnił on obowiązki prezydenta od 8 maja 1948 roku do 8 listopada 1949 roku. Jego następcą został Mario Echandi Jiménez, który zwyciężył w wyborach z 2 lutego 1958 roku. Urząd objął 8 maja. | [ 107 ] [ 108 ] |
| José Figueres Ferrer (1906–1990) | prezydent | 8.11.1953 | 8.05.1958 | José Figueres Ferrer został wybrany na prezydenta 26 lipca 1953 roku, pokonując Fernando Castro Cervantesa. Urząd objął 8 listopada. Wcześniej pełnił on obowiązki prezydenta od 8 maja 1948 roku do 8 listopada 1949 roku. Jego następcą został Mario Echandi Jiménez, który zwyciężył w wyborach z 2 lutego 1958 roku. Urząd objął 8 maja. | [ 107 ] [ 108 ] |
| Mario Echandi Jiménez (1915–2011) | prezydent | 8.05.1958 | 8.05.1962 | José Figueres Ferrer został wybrany na prezydenta 26 lipca 1953 roku, pokonując Fernando Castro Cervantesa. Urząd objął 8 listopada. Wcześniej pełnił on obowiązki prezydenta od 8 maja 1948 roku do 8 listopada 1949 roku. Jego następcą został Mario Echandi Jiménez, który zwyciężył w wyborach z 2 lutego 1958 roku. Urząd objął 8 maja. | [ 107 ] [ 108 ] |
| Kuba – Republika Kuby | | | | |                 |
| Carlos Prío Socarrás (1903–1977) | prezydent | 10.10.1948 | 10.03.1952 | Carlos Prío Socarrás zwyciężył w wyborach z 1 czerwca 1948 roku. Urząd objął 10 października. Został obalony 10 marca 1952 roku w wyniku zamachu stanu pod przywództwem Fulgencio Batisty, który został tymczasowym prezydentem. 14 sierpnia 1954 roku pełnienie obowiązków prezydenta przejął Andrés Domingo del Castillo, aby Batista mógł wziąć udział w wyborach. Batista zwyciężył w wyborach z 1 listopada, a oficjalnie zaprzysiężony został 24 lutego 1955 roku. Batista zmagał się z rebelią Ruchu 26 Lipca kierowanego przez Fidela Castro, a rząd miał coraz mniejszą kontrolę nad państwem. W wyborach prezydenckich z 3 listopada 1958 roku zwyciężył Andrés Rivero Agüero, jednak nie objął urzędu ze względu na trwającą rewolucję. Gdy stało się jasne, że rewolucjoniści przejmą władzę, 31 grudnia 1958 roku Batista ogłosił swojemu gabinetowi rezygnację z urzędu prezydenta, a 1 stycznia opuścił Kubę. Tymczasowym prezydentem został przewodniczący Senatu Anselmo Alliegro y Milá, a następnie najstarszy sędzia Sądu Najwyższego Carlos Manuel Piedra. 3 stycznia Castro mianował na prezydenta Manuela Urrutię. 18 lipca Urrutia pod przymusem złożył rezygnację, a jego następcą został Osvaldo Dorticós Torrado. Faktycznym przywódcą państwa od przejęcia władzy przez rewolucjonistów był Fidel Castro. | [ 111 ]         |
| Fulgencio Batista (1901–1973) | tymczasowy prezydent | 10.03.1952 | 14.08.1954 | Carlos Prío Socarrás zwyciężył w wyborach z 1 czerwca 1948 roku. Urząd objął 10 października. Został obalony 10 marca 1952 roku w wyniku zamachu stanu pod przywództwem Fulgencio Batisty, który został tymczasowym prezydentem. 14 sierpnia 1954 roku pełnienie obowiązków prezydenta przejął Andrés Domingo del Castillo, aby Batista mógł wziąć udział w wyborach. Batista zwyciężył w wyborach z 1 listopada, a oficjalnie zaprzysiężony został 24 lutego 1955 roku. Batista zmagał się z rebelią Ruchu 26 Lipca kierowanego przez Fidela Castro, a rząd miał coraz mniejszą kontrolę nad państwem. W wyborach prezydenckich z 3 listopada 1958 roku zwyciężył Andrés Rivero Agüero, jednak nie objął urzędu ze względu na trwającą rewolucję. Gdy stało się jasne, że rewolucjoniści przejmą władzę, 31 grudnia 1958 roku Batista ogłosił swojemu gabinetowi rezygnację z urzędu prezydenta, a 1 stycznia opuścił Kubę. Tymczasowym prezydentem został przewodniczący Senatu Anselmo Alliegro y Milá, a następnie najstarszy sędzia Sądu Najwyższego Carlos Manuel Piedra. 3 stycznia Castro mianował na prezydenta Manuela Urrutię. 18 lipca Urrutia pod przymusem złożył rezygnację, a jego następcą został Osvaldo Dorticós Torrado. Faktycznym przywódcą państwa od przejęcia władzy przez rewolucjonistów był Fidel Castro. | [ 111 ]         |
| Andrés Domingo del Castillo (1892–1979) | p.o. prezydenta | 14.08.1954 | 24.02.1955 | Carlos Prío Socarrás zwyciężył w wyborach z 1 czerwca 1948 roku. Urząd objął 10 października. Został obalony 10 marca 1952 roku w wyniku zamachu stanu pod przywództwem Fulgencio Batisty, który został tymczasowym prezydentem. 14 sierpnia 1954 roku pełnienie obowiązków prezydenta przejął Andrés Domingo del Castillo, aby Batista mógł wziąć udział w wyborach. Batista zwyciężył w wyborach z 1 listopada, a oficjalnie zaprzysiężony został 24 lutego 1955 roku. Batista zmagał się z rebelią Ruchu 26 Lipca kierowanego przez Fidela Castro, a rząd miał coraz mniejszą kontrolę nad państwem. W wyborach prezydenckich z 3 listopada 1958 roku zwyciężył Andrés Rivero Agüero, jednak nie objął urzędu ze względu na trwającą rewolucję. Gdy stało się jasne, że rewolucjoniści przejmą władzę, 31 grudnia 1958 roku Batista ogłosił swojemu gabinetowi rezygnację z urzędu prezydenta, a 1 stycznia opuścił Kubę. Tymczasowym prezydentem został przewodniczący Senatu Anselmo Alliegro y Milá, a następnie najstarszy sędzia Sądu Najwyższego Carlos Manuel Piedra. 3 stycznia Castro mianował na prezydenta Manuela Urrutię. 18 lipca Urrutia pod przymusem złożył rezygnację, a jego następcą został Osvaldo Dorticós Torrado. Faktycznym przywódcą państwa od przejęcia władzy przez rewolucjonistów był Fidel Castro. | [ 111 ]         |
| Fulgencio Batista | prezydent | 24.02.1955 | 31.12.1958 | Carlos Prío Socarrás zwyciężył w wyborach z 1 czerwca 1948 roku. Urząd objął 10 października. Został obalony 10 marca 1952 roku w wyniku zamachu stanu pod przywództwem Fulgencio Batisty, który został tymczasowym prezydentem. 14 sierpnia 1954 roku pełnienie obowiązków prezydenta przejął Andrés Domingo del Castillo, aby Batista mógł wziąć udział w wyborach. Batista zwyciężył w wyborach z 1 listopada, a oficjalnie zaprzysiężony został 24 lutego 1955 roku. Batista zmagał się z rebelią Ruchu 26 Lipca kierowanego przez Fidela Castro, a rząd miał coraz mniejszą kontrolę nad państwem. W wyborach prezydenckich z 3 listopada 1958 roku zwyciężył Andrés Rivero Agüero, jednak nie objął urzędu ze względu na trwającą rewolucję. Gdy stało się jasne, że rewolucjoniści przejmą władzę, 31 grudnia 1958 roku Batista ogłosił swojemu gabinetowi rezygnację z urzędu prezydenta, a 1 stycznia opuścił Kubę. Tymczasowym prezydentem został przewodniczący Senatu Anselmo Alliegro y Milá, a następnie najstarszy sędzia Sądu Najwyższego Carlos Manuel Piedra. 3 stycznia Castro mianował na prezydenta Manuela Urrutię. 18 lipca Urrutia pod przymusem złożył rezygnację, a jego następcą został Osvaldo Dorticós Torrado. Faktycznym przywódcą państwa od przejęcia władzy przez rewolucjonistów był Fidel Castro. | [ 111 ]         |
| Anselmo Alliegro y Milá (1899–1961) | tymczasowy prezydent | 1.01.1959 | 2.01.1959 | Carlos Prío Socarrás zwyciężył w wyborach z 1 czerwca 1948 roku. Urząd objął 10 października. Został obalony 10 marca 1952 roku w wyniku zamachu stanu pod przywództwem Fulgencio Batisty, który został tymczasowym prezydentem. 14 sierpnia 1954 roku pełnienie obowiązków prezydenta przejął Andrés Domingo del Castillo, aby Batista mógł wziąć udział w wyborach. Batista zwyciężył w wyborach z 1 listopada, a oficjalnie zaprzysiężony został 24 lutego 1955 roku. Batista zmagał się z rebelią Ruchu 26 Lipca kierowanego przez Fidela Castro, a rząd miał coraz mniejszą kontrolę nad państwem. W wyborach prezydenckich z 3 listopada 1958 roku zwyciężył Andrés Rivero Agüero, jednak nie objął urzędu ze względu na trwającą rewolucję. Gdy stało się jasne, że rewolucjoniści przejmą władzę, 31 grudnia 1958 roku Batista ogłosił swojemu gabinetowi rezygnację z urzędu prezydenta, a 1 stycznia opuścił Kubę. Tymczasowym prezydentem został przewodniczący Senatu Anselmo Alliegro y Milá, a następnie najstarszy sędzia Sądu Najwyższego Carlos Manuel Piedra. 3 stycznia Castro mianował na prezydenta Manuela Urrutię. 18 lipca Urrutia pod przymusem złożył rezygnację, a jego następcą został Osvaldo Dorticós Torrado. Faktycznym przywódcą państwa od przejęcia władzy przez rewolucjonistów był Fidel Castro. | [ 111 ]         |
| Carlos Manuel Piedra (1895–1988) | tymczasowy prezydent | 2.01.1959 | 3.01.1959 | Carlos Prío Socarrás zwyciężył w wyborach z 1 czerwca 1948 roku. Urząd objął 10 października. Został obalony 10 marca 1952 roku w wyniku zamachu stanu pod przywództwem Fulgencio Batisty, który został tymczasowym prezydentem. 14 sierpnia 1954 roku pełnienie obowiązków prezydenta przejął Andrés Domingo del Castillo, aby Batista mógł wziąć udział w wyborach. Batista zwyciężył w wyborach z 1 listopada, a oficjalnie zaprzysiężony został 24 lutego 1955 roku. Batista zmagał się z rebelią Ruchu 26 Lipca kierowanego przez Fidela Castro, a rząd miał coraz mniejszą kontrolę nad państwem. W wyborach prezydenckich z 3 listopada 1958 roku zwyciężył Andrés Rivero Agüero, jednak nie objął urzędu ze względu na trwającą rewolucję. Gdy stało się jasne, że rewolucjoniści przejmą władzę, 31 grudnia 1958 roku Batista ogłosił swojemu gabinetowi rezygnację z urzędu prezydenta, a 1 stycznia opuścił Kubę. Tymczasowym prezydentem został przewodniczący Senatu Anselmo Alliegro y Milá, a następnie najstarszy sędzia Sądu Najwyższego Carlos Manuel Piedra. 3 stycznia Castro mianował na prezydenta Manuela Urrutię. 18 lipca Urrutia pod przymusem złożył rezygnację, a jego następcą został Osvaldo Dorticós Torrado. Faktycznym przywódcą państwa od przejęcia władzy przez rewolucjonistów był Fidel Castro. | [ 111 ]         |
| Manuel Urrutia Lleó (1901–1981) | prezydent | 3.01.1959 | 18.07.1959 | Carlos Prío Socarrás zwyciężył w wyborach z 1 czerwca 1948 roku. Urząd objął 10 października. Został obalony 10 marca 1952 roku w wyniku zamachu stanu pod przywództwem Fulgencio Batisty, który został tymczasowym prezydentem. 14 sierpnia 1954 roku pełnienie obowiązków prezydenta przejął Andrés Domingo del Castillo, aby Batista mógł wziąć udział w wyborach. Batista zwyciężył w wyborach z 1 listopada, a oficjalnie zaprzysiężony został 24 lutego 1955 roku. Batista zmagał się z rebelią Ruchu 26 Lipca kierowanego przez Fidela Castro, a rząd miał coraz mniejszą kontrolę nad państwem. W wyborach prezydenckich z 3 listopada 1958 roku zwyciężył Andrés Rivero Agüero, jednak nie objął urzędu ze względu na trwającą rewolucję. Gdy stało się jasne, że rewolucjoniści przejmą władzę, 31 grudnia 1958 roku Batista ogłosił swojemu gabinetowi rezygnację z urzędu prezydenta, a 1 stycznia opuścił Kubę. Tymczasowym prezydentem został przewodniczący Senatu Anselmo Alliegro y Milá, a następnie najstarszy sędzia Sądu Najwyższego Carlos Manuel Piedra. 3 stycznia Castro mianował na prezydenta Manuela Urrutię. 18 lipca Urrutia pod przymusem złożył rezygnację, a jego następcą został Osvaldo Dorticós Torrado. Faktycznym przywódcą państwa od przejęcia władzy przez rewolucjonistów był Fidel Castro. | [ 111 ]         |
| Osvaldo Dorticós Torrado (1919–1983) | prezydent | 18.07.1959 | 2.12.1976 | Carlos Prío Socarrás zwyciężył w wyborach z 1 czerwca 1948 roku. Urząd objął 10 października. Został obalony 10 marca 1952 roku w wyniku zamachu stanu pod przywództwem Fulgencio Batisty, który został tymczasowym prezydentem. 14 sierpnia 1954 roku pełnienie obowiązków prezydenta przejął Andrés Domingo del Castillo, aby Batista mógł wziąć udział w wyborach. Batista zwyciężył w wyborach z 1 listopada, a oficjalnie zaprzysiężony został 24 lutego 1955 roku. Batista zmagał się z rebelią Ruchu 26 Lipca kierowanego przez Fidela Castro, a rząd miał coraz mniejszą kontrolę nad państwem. W wyborach prezydenckich z 3 listopada 1958 roku zwyciężył Andrés Rivero Agüero, jednak nie objął urzędu ze względu na trwającą rewolucję. Gdy stało się jasne, że rewolucjoniści przejmą władzę, 31 grudnia 1958 roku Batista ogłosił swojemu gabinetowi rezygnację z urzędu prezydenta, a 1 stycznia opuścił Kubę. Tymczasowym prezydentem został przewodniczący Senatu Anselmo Alliegro y Milá, a następnie najstarszy sędzia Sądu Najwyższego Carlos Manuel Piedra. 3 stycznia Castro mianował na prezydenta Manuela Urrutię. 18 lipca Urrutia pod przymusem złożył rezygnację, a jego następcą został Osvaldo Dorticós Torrado. Faktycznym przywódcą państwa od przejęcia władzy przez rewolucjonistów był Fidel Castro. | [ 111 ]         |
| Fidel Castro (1926–2016) | przywódca | 3.01.1959 | 24.02.2008 | Carlos Prío Socarrás zwyciężył w wyborach z 1 czerwca 1948 roku. Urząd objął 10 października. Został obalony 10 marca 1952 roku w wyniku zamachu stanu pod przywództwem Fulgencio Batisty, który został tymczasowym prezydentem. 14 sierpnia 1954 roku pełnienie obowiązków prezydenta przejął Andrés Domingo del Castillo, aby Batista mógł wziąć udział w wyborach. Batista zwyciężył w wyborach z 1 listopada, a oficjalnie zaprzysiężony został 24 lutego 1955 roku. Batista zmagał się z rebelią Ruchu 26 Lipca kierowanego przez Fidela Castro, a rząd miał coraz mniejszą kontrolę nad państwem. W wyborach prezydenckich z 3 listopada 1958 roku zwyciężył Andrés Rivero Agüero, jednak nie objął urzędu ze względu na trwającą rewolucję. Gdy stało się jasne, że rewolucjoniści przejmą władzę, 31 grudnia 1958 roku Batista ogłosił swojemu gabinetowi rezygnację z urzędu prezydenta, a 1 stycznia opuścił Kubę. Tymczasowym prezydentem został przewodniczący Senatu Anselmo Alliegro y Milá, a następnie najstarszy sędzia Sądu Najwyższego Carlos Manuel Piedra. 3 stycznia Castro mianował na prezydenta Manuela Urrutię. 18 lipca Urrutia pod przymusem złożył rezygnację, a jego następcą został Osvaldo Dorticós Torrado. Faktycznym przywódcą państwa od przejęcia władzy przez rewolucjonistów był Fidel Castro. | [ 111 ]         |
| L | | | | |                 |
| Laos – Królestwo Laosu | | | | |                 |
| Sisavang Vong (1885–1959) | król | 23.04.1946 | 29.10.1959 | | [ 112 ]         |
| Savang Vatthana (1907–1978(?)) | król | 29.10.1959 | 2.12.1975 | | [ 112 ]         |
| Liban – Republika Libańska | | | | |                 |
| Biszara al-Churi (1890–1964) | prezydent | 22.11.1943 | 18.09.1952 | | [ 113 ]         |
| Fuad Szihab (1902–1973) | p.o. prezydenta | 18.09.1952 | 22.09.1952 | | [ 113 ]         |
| Kamil Szamun (1900–1987) | prezydent | 23.09.1952 | 22.09.1958 | | [ 113 ]         |
| Fuad Szihab | prezydent | 23.09.1958 | 22.09.1964 | | [ 113 ]         |
| Liberia – Republika Liberii | | | | |                 |
| William Tubman (1895–1971) | prezydent | 3.01.1944 | 23.07.1971 | William Tubman pełnił urząd do śmierci 23 lipca 1971 roku. | [ 114 ]         |
| Libia – Zjednoczone Królestwo Libii | | | | |                 |
| Libia ogłosiła niepodległość 24 grudnia 1951 roku. | Libia ogłosiła niepodległość 24 grudnia 1951 roku. | Libia ogłosiła niepodległość 24 grudnia 1951 roku. | Libia ogłosiła niepodległość 24 grudnia 1951 roku. | Libia ogłosiła niepodległość 24 grudnia 1951 roku. | [ 115 ]         |
| Idris I (1890–1983) | król | 24.12.1951 | 1.09.1969 | Idris I był pierwszym i jedynym królem Zjednoczonego Królestwa Libii. | [ 115 ]         |
| Liechtenstein – Księstwo Liechtensteinu | | | | |                 |
| Franciszek Józef II (1906–1989) | książę | 25.07.1938 | 13.11.1989 | | [ 116 ]         |
| Luksemburg – Wielkie Księstwo Luksemburga | | | | |                 |
| Szarlotta (1896–1985) | wielka księżna | 14.01.1919 | 12.11.1964 | | [ 117 ]         |
| M | | | | |                 |
| Malaje – Federacja Malajów | | | | |                 |
| Do 31 sierpnia 1957 roku Malaje były protektoratem brytyjskim. | Do 31 sierpnia 1957 roku Malaje były protektoratem brytyjskim. | Do 31 sierpnia 1957 roku Malaje były protektoratem brytyjskim. | Do 31 sierpnia 1957 roku Malaje były protektoratem brytyjskim. | Do 31 sierpnia 1957 roku Malaje były protektoratem brytyjskim. | [ 118 ]         |
| Tuanku Abdul Rahman (1895–1960) | król | 31.08.1957 | 1.04.1960 | Do czasu uzyskania niepodległości na czele protektoratu stał wysoki komisarz reprezentujący brytyjski rząd. W latach 50. urząd ten sprawowali: Henry Gurney (od 1 października 1948 roku do 6 października 1951 roku), Gerald Templer (od 15 stycznia 1952 roku do 31 maja 1954 roku) oraz Donald MacGillivray (od 31 maja 1954 roku do 31 sierpnia 1957 roku). | [ 118 ]         |
| Maroko – Imperium Szarifów / Królestwo Marokańskie | | | | |                 |
| Przed uzyskaniem niepodległości Maroko podzielone było na dwa protektoraty: francuski i hiszpański. Maroko ogłosiło niepodległość 18 listopada 1955 roku. Została ona uznana przez Francję 2 marca 1956 roku, natomiast przez Hiszpanię 7 kwietnia 1956 roku.                  | Przed uzyskaniem niepodległości Maroko podzielone było na dwa protektoraty: francuski i hiszpański. Maroko ogłosiło niepodległość 18 listopada 1955 roku. Została ona uznana przez Francję 2 marca 1956 roku, natomiast przez Hiszpanię 7 kwietnia 1956 roku.                  | Przed uzyskaniem niepodległości Maroko podzielone było na dwa protektoraty: francuski i hiszpański. Maroko ogłosiło niepodległość 18 listopada 1955 roku. Została ona uznana przez Francję 2 marca 1956 roku, natomiast przez Hiszpanię 7 kwietnia 1956 roku.                  | Przed uzyskaniem niepodległości Maroko podzielone było na dwa protektoraty: francuski i hiszpański. Maroko ogłosiło niepodległość 18 listopada 1955 roku. Została ona uznana przez Francję 2 marca 1956 roku, natomiast przez Hiszpanię 7 kwietnia 1956 roku.                  | Przed uzyskaniem niepodległości Maroko podzielone było na dwa protektoraty: francuski i hiszpański. Maroko ogłosiło niepodległość 18 listopada 1955 roku. Została ona uznana przez Francję 2 marca 1956 roku, natomiast przez Hiszpanię 7 kwietnia 1956 roku. | [ 119 ]         |
| Muhammad V (1909–1961) | sułtan | 17.11.1927 | 20.08.1953 | 20 sierpnia 1953 roku francuskie władze kolonialne zmusiły Muhammada V do ustąpienia i udania się na wygnanie. Dzień później na tronie osadzony został kuzyn Muhammada V – Muhammad ibn Arafa. Ze względu na brak popularności nowego sułtana wśród mieszkańców Maroka i wzrastające napięcia 1 października 1955 roku Muhammad ibn Arafa abdykował. 16 listopada na tron powrócił Muhammad V. 14 sierpnia 1957 roku przyjął tytuł króla. | [ 119 ]         |
| Muhammad ibn Arafa (1889–1976) | sułtan | 21.08.1953 | 1.10.1955 | 20 sierpnia 1953 roku francuskie władze kolonialne zmusiły Muhammada V do ustąpienia i udania się na wygnanie. Dzień później na tronie osadzony został kuzyn Muhammada V – Muhammad ibn Arafa. Ze względu na brak popularności nowego sułtana wśród mieszkańców Maroka i wzrastające napięcia 1 października 1955 roku Muhammad ibn Arafa abdykował. 16 listopada na tron powrócił Muhammad V. 14 sierpnia 1957 roku przyjął tytuł króla. | [ 119 ]         |
| Muhammad V | sułtan | 16.11.1955 | 14.08.1957 | 20 sierpnia 1953 roku francuskie władze kolonialne zmusiły Muhammada V do ustąpienia i udania się na wygnanie. Dzień później na tronie osadzony został kuzyn Muhammada V – Muhammad ibn Arafa. Ze względu na brak popularności nowego sułtana wśród mieszkańców Maroka i wzrastające napięcia 1 października 1955 roku Muhammad ibn Arafa abdykował. 16 listopada na tron powrócił Muhammad V. 14 sierpnia 1957 roku przyjął tytuł króla. | [ 119 ]         |
| Muhammad V | król | 14.08.1957 | 26.02.1961 | 20 sierpnia 1953 roku francuskie władze kolonialne zmusiły Muhammada V do ustąpienia i udania się na wygnanie. Dzień później na tronie osadzony został kuzyn Muhammada V – Muhammad ibn Arafa. Ze względu na brak popularności nowego sułtana wśród mieszkańców Maroka i wzrastające napięcia 1 października 1955 roku Muhammad ibn Arafa abdykował. 16 listopada na tron powrócił Muhammad V. 14 sierpnia 1957 roku przyjął tytuł króla. | [ 119 ]         |
| Maskat i Oman – Sułtanat Maskatu i Omanu | | | | |                 |
| Sa’id ibn Tajmur (1910–1972) | sułtan | 10.02.1932 | 23.07.1970 | | [ 120 ]         |
| Meksyk – Meksykańskie Stany Zjednoczone | | | | |                 |
| Miguel Alemán Valdés (1900–1983) | prezydent | 1.12.1946 | 30.11.1952 | Miguel Alemán Valdés wybrany został na prezydenta 7 lipca 1946 roku, Adolfo Ruiz Cortines – 7 lipca 1952 roku, natomiast Adolfo López Mateos – 6 lipca 1958 roku. Wszyscy trzej byli członkami Partii Rewolucyjno-Instytucjonalnej. | [ 121 ]         |
| Adolfo Ruiz Cortines (1889–1973) | prezydent | 1.12.1952 | 30.11.1958 | Miguel Alemán Valdés wybrany został na prezydenta 7 lipca 1946 roku, Adolfo Ruiz Cortines – 7 lipca 1952 roku, natomiast Adolfo López Mateos – 6 lipca 1958 roku. Wszyscy trzej byli członkami Partii Rewolucyjno-Instytucjonalnej. | [ 121 ]         |
| Adolfo López Mateos (1909–1969) | prezydent | 1.12.1958 | 30.11.1964 | Miguel Alemán Valdés wybrany został na prezydenta 7 lipca 1946 roku, Adolfo Ruiz Cortines – 7 lipca 1952 roku, natomiast Adolfo López Mateos – 6 lipca 1958 roku. Wszyscy trzej byli członkami Partii Rewolucyjno-Instytucjonalnej. | [ 121 ]         |
| Monako – Księstwo Monako | | | | |                 |
| Rainier III (1923–2005) | książę | 9.05.1949 | 6.04.2005 | | [ 122 ]         |
| Mongolia – Mongolska Republika Ludowa | | | | |                 |
| Funkcję głowy państwa pełnił organ kolegialny – Prezydium Małego Churału Państwowego, a następnie Prezydium Wielkiego Churału Państwowego. Przewodniczący Prezydium był primus inter pares – sprawował głównie funkcje reprezentacyjne i organizacyjne.                        | Funkcję głowy państwa pełnił organ kolegialny – Prezydium Małego Churału Państwowego, a następnie Prezydium Wielkiego Churału Państwowego. Przewodniczący Prezydium był primus inter pares – sprawował głównie funkcje reprezentacyjne i organizacyjne.                        | Funkcję głowy państwa pełnił organ kolegialny – Prezydium Małego Churału Państwowego, a następnie Prezydium Wielkiego Churału Państwowego. Przewodniczący Prezydium był primus inter pares – sprawował głównie funkcje reprezentacyjne i organizacyjne.                        | Funkcję głowy państwa pełnił organ kolegialny – Prezydium Małego Churału Państwowego, a następnie Prezydium Wielkiego Churału Państwowego. Przewodniczący Prezydium był primus inter pares – sprawował głównie funkcje reprezentacyjne i organizacyjne.                        | Funkcję głowy państwa pełnił organ kolegialny – Prezydium Małego Churału Państwowego, a następnie Prezydium Wielkiego Churału Państwowego. Przewodniczący Prezydium był primus inter pares – sprawował głównie funkcje reprezentacyjne i organizacyjne. | [ 123 ]         |
| Gonczigijn Bumcend (1881–1953) | przewodniczący Prezydium Małego Churału Państwowego | 6.07.1940 | 6.07.1951 | Przed 6 lipca 1951 roku funkcje głowy państwa pełniło Prezydium Małego Churału Państwowego składające się z pięciu członków. Po zniesieniu Małego Churału Państwowego, obowiązki głowy państwa przejęło ośmioosobowe prezydium Wielkiego Churału Państwowego (Ludowego). Faktycznym przywódcą państwa był Jumdżaagijn Cedenbal, który pełnił m.in. funkcje premiera (1952-1974) i sekretarza generalnego, a następnie pierwszego sekretarza Komitetu Centralnego Mongolskiej Partii Ludowo-Rewolucyjnej. | [ 123 ]         |
| Gonczigijn Bumcend (1881–1953) | przewodniczący Prezydium Wielkiego Churału Państwowego | 6.07.1951 | 23.09.1953 | Przed 6 lipca 1951 roku funkcje głowy państwa pełniło Prezydium Małego Churału Państwowego składające się z pięciu członków. Po zniesieniu Małego Churału Państwowego, obowiązki głowy państwa przejęło ośmioosobowe prezydium Wielkiego Churału Państwowego (Ludowego). Faktycznym przywódcą państwa był Jumdżaagijn Cedenbal, który pełnił m.in. funkcje premiera (1952-1974) i sekretarza generalnego, a następnie pierwszego sekretarza Komitetu Centralnego Mongolskiej Partii Ludowo-Rewolucyjnej. | [ 123 ]         |
| Süchbaataryn Jandżmaa (1893–1963) | p.o. przewodniczącego Prezydium Wielkiego Churału Państwowego | 23.09.1953 | 7.07.1954 | Przed 6 lipca 1951 roku funkcje głowy państwa pełniło Prezydium Małego Churału Państwowego składające się z pięciu członków. Po zniesieniu Małego Churału Państwowego, obowiązki głowy państwa przejęło ośmioosobowe prezydium Wielkiego Churału Państwowego (Ludowego). Faktycznym przywódcą państwa był Jumdżaagijn Cedenbal, który pełnił m.in. funkcje premiera (1952-1974) i sekretarza generalnego, a następnie pierwszego sekretarza Komitetu Centralnego Mongolskiej Partii Ludowo-Rewolucyjnej. | [ 123 ]         |
| Dżamsrangijn Sambuu (1895–1972) | przewodniczący Prezydium Wielkiego Churału Państwowego | 7.07.1954 | 21.05.1972 | Przed 6 lipca 1951 roku funkcje głowy państwa pełniło Prezydium Małego Churału Państwowego składające się z pięciu członków. Po zniesieniu Małego Churału Państwowego, obowiązki głowy państwa przejęło ośmioosobowe prezydium Wielkiego Churału Państwowego (Ludowego). Faktycznym przywódcą państwa był Jumdżaagijn Cedenbal, który pełnił m.in. funkcje premiera (1952-1974) i sekretarza generalnego, a następnie pierwszego sekretarza Komitetu Centralnego Mongolskiej Partii Ludowo-Rewolucyjnej. | [ 123 ]         |
| Jumdżaagijn Cedenbal (1916–1991) | sekretarz generalny/I sekretarz Komitetu Centralnego Mongolskiej Partii Ludowo-Rewolucyjnej | 8.04.1940 | 4.04.1954 | Przed 6 lipca 1951 roku funkcje głowy państwa pełniło Prezydium Małego Churału Państwowego składające się z pięciu członków. Po zniesieniu Małego Churału Państwowego, obowiązki głowy państwa przejęło ośmioosobowe prezydium Wielkiego Churału Państwowego (Ludowego). Faktycznym przywódcą państwa był Jumdżaagijn Cedenbal, który pełnił m.in. funkcje premiera (1952-1974) i sekretarza generalnego, a następnie pierwszego sekretarza Komitetu Centralnego Mongolskiej Partii Ludowo-Rewolucyjnej. | [ 123 ]         |
| Jumdżaagijn Cedenbal (1916–1991) | sekretarz generalny/I sekretarz Komitetu Centralnego Mongolskiej Partii Ludowo-Rewolucyjnej | 22.11.1958 | 30.05.1981 | Przed 6 lipca 1951 roku funkcje głowy państwa pełniło Prezydium Małego Churału Państwowego składające się z pięciu członków. Po zniesieniu Małego Churału Państwowego, obowiązki głowy państwa przejęło ośmioosobowe prezydium Wielkiego Churału Państwowego (Ludowego). Faktycznym przywódcą państwa był Jumdżaagijn Cedenbal, który pełnił m.in. funkcje premiera (1952-1974) i sekretarza generalnego, a następnie pierwszego sekretarza Komitetu Centralnego Mongolskiej Partii Ludowo-Rewolucyjnej. | [ 123 ]         |
| N | | | | |                 |
| Nepal – Królestwo Nepalu | | | | |                 |
| Tribhuvan (1906–1955) | król | 11.12.1911 | 7.11.1950 | 6 listopada 1950 roku król Tribhuvan, nie zgadzając się z polityką premiera Mohana Shumshera Janga Bahadura Rany, schronił się w ambasadzie Indii. W odpowiedzi następnego dnia nowym królem ogłoszony został czteroletni wnuk Tribhuvana – Gyanendra. 10 listopada były król udał się na emigrację do Indii. Doprowadziło to do masowych demonstracji, które przerodziły się w rewolucję. Premier Rana został zmuszony do negocjacji. 8 stycznia 1951 roku rząd Nepalu ogłosił, że król Tribhuvan zostanie przywrócony na tron. Nie zakończyło to jednak rewolucji. 12 lutego podpisane zostało porozumienie z Delhi, które przewidywało m.in. przywrócenie Tribhuvana na tron. Król Tribhuvan powrócił do Nepalu 15 lutego. Rewolucja zakończyła ponad stuletnie rządy rodziny Ranów. Po śmierci Tribhuvana nowym królem został jego syn Mahendra. | [ 125 ]         |
| Gyanendra (1947–) | król | 7.11.1950 | 15.02.1951 | 6 listopada 1950 roku król Tribhuvan, nie zgadzając się z polityką premiera Mohana Shumshera Janga Bahadura Rany, schronił się w ambasadzie Indii. W odpowiedzi następnego dnia nowym królem ogłoszony został czteroletni wnuk Tribhuvana – Gyanendra. 10 listopada były król udał się na emigrację do Indii. Doprowadziło to do masowych demonstracji, które przerodziły się w rewolucję. Premier Rana został zmuszony do negocjacji. 8 stycznia 1951 roku rząd Nepalu ogłosił, że król Tribhuvan zostanie przywrócony na tron. Nie zakończyło to jednak rewolucji. 12 lutego podpisane zostało porozumienie z Delhi, które przewidywało m.in. przywrócenie Tribhuvana na tron. Król Tribhuvan powrócił do Nepalu 15 lutego. Rewolucja zakończyła ponad stuletnie rządy rodziny Ranów. Po śmierci Tribhuvana nowym królem został jego syn Mahendra. | [ 125 ]         |
| Tribhuvan | król | 15.02.1951 | 13.03.1955 | 6 listopada 1950 roku król Tribhuvan, nie zgadzając się z polityką premiera Mohana Shumshera Janga Bahadura Rany, schronił się w ambasadzie Indii. W odpowiedzi następnego dnia nowym królem ogłoszony został czteroletni wnuk Tribhuvana – Gyanendra. 10 listopada były król udał się na emigrację do Indii. Doprowadziło to do masowych demonstracji, które przerodziły się w rewolucję. Premier Rana został zmuszony do negocjacji. 8 stycznia 1951 roku rząd Nepalu ogłosił, że król Tribhuvan zostanie przywrócony na tron. Nie zakończyło to jednak rewolucji. 12 lutego podpisane zostało porozumienie z Delhi, które przewidywało m.in. przywrócenie Tribhuvana na tron. Król Tribhuvan powrócił do Nepalu 15 lutego. Rewolucja zakończyła ponad stuletnie rządy rodziny Ranów. Po śmierci Tribhuvana nowym królem został jego syn Mahendra. | [ 125 ]         |
| Mahendra (1920–1972) | król | 14.03.1955 | 31.01.1972 | 6 listopada 1950 roku król Tribhuvan, nie zgadzając się z polityką premiera Mohana Shumshera Janga Bahadura Rany, schronił się w ambasadzie Indii. W odpowiedzi następnego dnia nowym królem ogłoszony został czteroletni wnuk Tribhuvana – Gyanendra. 10 listopada były król udał się na emigrację do Indii. Doprowadziło to do masowych demonstracji, które przerodziły się w rewolucję. Premier Rana został zmuszony do negocjacji. 8 stycznia 1951 roku rząd Nepalu ogłosił, że król Tribhuvan zostanie przywrócony na tron. Nie zakończyło to jednak rewolucji. 12 lutego podpisane zostało porozumienie z Delhi, które przewidywało m.in. przywrócenie Tribhuvana na tron. Król Tribhuvan powrócił do Nepalu 15 lutego. Rewolucja zakończyła ponad stuletnie rządy rodziny Ranów. Po śmierci Tribhuvana nowym królem został jego syn Mahendra. | [ 125 ]         |
| Niemcy Wschodnie – Niemiecka Republika Demokratyczna | | | | |                 |
| Wilhelm Pieck (1906–1955) | prezydent | 11.10.1949 | 7.09.1960 | De iure funkcję głowy państwa pełnił prezydent. Faktycznym przywódcą państwa był sekretarz generalny, a następnie pierwszy sekretarz Socjalistycznej Partii Jedności Niemiec. | [ 127 ]         |
| Wilhelm Pieck Otto Grotewohl (1894-1964) | przewodniczący Socjalistycznej Partii Jedności | 22.04.1946 | 25.07.1950 | De iure funkcję głowy państwa pełnił prezydent. Faktycznym przywódcą państwa był sekretarz generalny, a następnie pierwszy sekretarz Socjalistycznej Partii Jedności Niemiec. | [ 127 ]         |
| Walter Ulbricht (1893–1973) | sekretarz generalny/I sekretarz Socjalistycznej Partii Jedności | 25.07.1950 | 3.05.1971 | De iure funkcję głowy państwa pełnił prezydent. Faktycznym przywódcą państwa był sekretarz generalny, a następnie pierwszy sekretarz Socjalistycznej Partii Jedności Niemiec. | [ 127 ]         |
| Niemcy Zachodnie – Republika Federalna Niemiec | | | | |                 |
| Theodor Heuss (1884–1963) | prezydent | 13.09.1949 | 12.09.1959 | Theodor Heuss wybrany został na prezydenta przez Zgromadzenie Federalne 12 września 1949 roku, a następnie uzyskał reelekcję 17 lipca 1954 roku. Jego następcą został Heinrich Lubke wybrany 1 lipca 1954 roku. Urząd objął 13 września. | [ 127 ]         |
| Heinrich Lübke (1894–1972) | prezydent | 13.09.1959 | 30.06.1969 | Theodor Heuss wybrany został na prezydenta przez Zgromadzenie Federalne 12 września 1949 roku, a następnie uzyskał reelekcję 17 lipca 1954 roku. Jego następcą został Heinrich Lubke wybrany 1 lipca 1954 roku. Urząd objął 13 września. | [ 127 ]         |
| Nikaragua – Republika Nikaragui | | | | |                 |
| Víctor Manuel Román y Reyes (1872–1950) | prezydent | 15.08.1947 | 6.05.1950 | Víctor Manuel Román y Reyes zmarł 6 maja 1950 roku w trakcie sprawowania urzędu. Po jego śmierci obowiązki prezydenta pełnił przewodniczący Kongresu Narodowego Manuel Fernando Zurita. Następnego dnia na nowego prezydenta wybrany został przez Kongres Narodowy Anastasio Somoza García. Wcześniej sprawował ten urząd od 1 stycznia 1937 roku do 1 maja 1947 roku. | [ 133 ] [ 134 ] |
| Manuel Fernando Zurita (?–?) | p.o. prezydenta | 6.05.1950 | 7.05.1950 | Víctor Manuel Román y Reyes zmarł 6 maja 1950 roku w trakcie sprawowania urzędu. Po jego śmierci obowiązki prezydenta pełnił przewodniczący Kongresu Narodowego Manuel Fernando Zurita. Następnego dnia na nowego prezydenta wybrany został przez Kongres Narodowy Anastasio Somoza García. Wcześniej sprawował ten urząd od 1 stycznia 1937 roku do 1 maja 1947 roku. | [ 133 ] [ 134 ] |
| Anastasio Somoza García (1896–1956) | prezydent | 7.05.1950 | 29.09.1956 | Víctor Manuel Román y Reyes zmarł 6 maja 1950 roku w trakcie sprawowania urzędu. Po jego śmierci obowiązki prezydenta pełnił przewodniczący Kongresu Narodowego Manuel Fernando Zurita. Następnego dnia na nowego prezydenta wybrany został przez Kongres Narodowy Anastasio Somoza García. Wcześniej sprawował ten urząd od 1 stycznia 1937 roku do 1 maja 1947 roku. | [ 133 ] [ 134 ] |
| Luis Somoza Debayle (1896–1956) | prezydent | 29.09.1956 | 1.05.1963 | Víctor Manuel Román y Reyes zmarł 6 maja 1950 roku w trakcie sprawowania urzędu. Po jego śmierci obowiązki prezydenta pełnił przewodniczący Kongresu Narodowego Manuel Fernando Zurita. Następnego dnia na nowego prezydenta wybrany został przez Kongres Narodowy Anastasio Somoza García. Wcześniej sprawował ten urząd od 1 stycznia 1937 roku do 1 maja 1947 roku. | [ 133 ] [ 134 ] |
| Norwegia – Królestwo Norwegii | | | | |                 |
| Haakon VII (1872–1957) | król | 27.11.1905 | 21.09.1957 | Po śmierci Haakona VII nowym królem Norwegii został jego syn Olaf V. | [ 135 ]         |
| Olaf V (1903–1991) | król | 21.09.1957 | 17.01.1991 | Po śmierci Haakona VII nowym królem Norwegii został jego syn Olaf V. | [ 135 ]         |
| Nowa Zelandia | | | | |                 |
| Commonwealth realm – głową państwa był brytyjski monarcha, którego na miejscu reprezentował gubernator generalny. | Commonwealth realm – głową państwa był brytyjski monarcha, którego na miejscu reprezentował gubernator generalny. | Commonwealth realm – głową państwa był brytyjski monarcha, którego na miejscu reprezentował gubernator generalny. | Commonwealth realm – głową państwa był brytyjski monarcha, którego na miejscu reprezentował gubernator generalny. | Commonwealth realm – głową państwa był brytyjski monarcha, którego na miejscu reprezentował gubernator generalny. | [ 136 ]         |
| Bernard Freyberg (1889–1963) | gubernator generalny | 17.06.1946 | 15.08.1952 | Po opuszczeniu Nowej Zelandii przez Bernarda Freyberga do czasu objęcia urzędu przez Charlesa Norrie obowiązki gubernatora generalnego pełnił jako administrator rządu prezes Sądu Najwyższego Humphrey O’Leary. W okresie od zakończenia pełnienia urzędu przez Charlesa Norrie do czasu objęcia funkcji gubernatora generalnego przez Charlesa Lytteltona administratorem rządu był prezes Sądu Najwyższego Harold Barrowclough. | [ 136 ]         |
| Humphrey O’Leary (1886–1953) | administrator rządu | 15.08.1952 | 2.12.1952 | Po opuszczeniu Nowej Zelandii przez Bernarda Freyberga do czasu objęcia urzędu przez Charlesa Norrie obowiązki gubernatora generalnego pełnił jako administrator rządu prezes Sądu Najwyższego Humphrey O’Leary. W okresie od zakończenia pełnienia urzędu przez Charlesa Norrie do czasu objęcia funkcji gubernatora generalnego przez Charlesa Lytteltona administratorem rządu był prezes Sądu Najwyższego Harold Barrowclough. | [ 136 ]         |
| Charles Norrie (1893–1977) | gubernator generalny | 2.12.1952 | 25.07.1957 | Po opuszczeniu Nowej Zelandii przez Bernarda Freyberga do czasu objęcia urzędu przez Charlesa Norrie obowiązki gubernatora generalnego pełnił jako administrator rządu prezes Sądu Najwyższego Humphrey O’Leary. W okresie od zakończenia pełnienia urzędu przez Charlesa Norrie do czasu objęcia funkcji gubernatora generalnego przez Charlesa Lytteltona administratorem rządu był prezes Sądu Najwyższego Harold Barrowclough. | [ 136 ]         |
| Harold Barrowclough (1894–1972) | administrator rządu | 25.07.1957 | 5.09.1957 | Po opuszczeniu Nowej Zelandii przez Bernarda Freyberga do czasu objęcia urzędu przez Charlesa Norrie obowiązki gubernatora generalnego pełnił jako administrator rządu prezes Sądu Najwyższego Humphrey O’Leary. W okresie od zakończenia pełnienia urzędu przez Charlesa Norrie do czasu objęcia funkcji gubernatora generalnego przez Charlesa Lytteltona administratorem rządu był prezes Sądu Najwyższego Harold Barrowclough. | [ 136 ]         |
| Charles Lyttelton (1909–1977) | gubernator generalny | 5.09.1957 | 13.09.1962 | Po opuszczeniu Nowej Zelandii przez Bernarda Freyberga do czasu objęcia urzędu przez Charlesa Norrie obowiązki gubernatora generalnego pełnił jako administrator rządu prezes Sądu Najwyższego Humphrey O’Leary. W okresie od zakończenia pełnienia urzędu przez Charlesa Norrie do czasu objęcia funkcji gubernatora generalnego przez Charlesa Lytteltona administratorem rządu był prezes Sądu Najwyższego Harold Barrowclough. | [ 136 ]         |
| P | | | | |                 |
| Pakistan – Dominium Pakistanu / Islamska Republika Pakistanu | | | | |                 |
| Commonwealth realm – do 23 marca 1956 roku głową państwa był brytyjski monarcha, którego na miejscu reprezentował gubernator generalny. | Commonwealth realm – do 23 marca 1956 roku głową państwa był brytyjski monarcha, którego na miejscu reprezentował gubernator generalny. | Commonwealth realm – do 23 marca 1956 roku głową państwa był brytyjski monarcha, którego na miejscu reprezentował gubernator generalny. | Commonwealth realm – do 23 marca 1956 roku głową państwa był brytyjski monarcha, którego na miejscu reprezentował gubernator generalny. | Commonwealth realm – do 23 marca 1956 roku głową państwa był brytyjski monarcha, którego na miejscu reprezentował gubernator generalny. | [ 139 ]         |
| Khawaja Nazimuddin (1894–1964) | gubernator generalny | 14.09.1948 | 17.10.1951 | Po zabójstwie premiera Liaquata Alego Khana funkcję tę objął 17 października 1951 roku dotychczasowy gubernator generalny Khawaja Nazimuddin. Na nowego gubernatora generalnego mianowany został Ghulam Muhammad. 7 sierpnia 1955 roku ze względu na pogarszający się stan zdrowia Muhammad udał się na leczenie do Wielkiej Brytanii i przekazał na czas swojej nieobecności pełnienie urzędu gubernatora generalnego ministrowi spraw wewnętrznych Iskanderowi Mirzie. 19 września Muhammad zrezygnował z funkcji, a 6 października Mirza formalnie objął stanowisko gubernatora generalnego. | [ 139 ]         |
| Ghulam Muhammad (1895–1956) | gubernator generalny | 17.10.1951 | 19.09.1955 | Po zabójstwie premiera Liaquata Alego Khana funkcję tę objął 17 października 1951 roku dotychczasowy gubernator generalny Khawaja Nazimuddin. Na nowego gubernatora generalnego mianowany został Ghulam Muhammad. 7 sierpnia 1955 roku ze względu na pogarszający się stan zdrowia Muhammad udał się na leczenie do Wielkiej Brytanii i przekazał na czas swojej nieobecności pełnienie urzędu gubernatora generalnego ministrowi spraw wewnętrznych Iskanderowi Mirzie. 19 września Muhammad zrezygnował z funkcji, a 6 października Mirza formalnie objął stanowisko gubernatora generalnego. | [ 139 ]         |
| Iskander Mirza (1899–1969) | p.o. gubenratora generalnego | 7.08.1955 | 6.10.1955 | Po zabójstwie premiera Liaquata Alego Khana funkcję tę objął 17 października 1951 roku dotychczasowy gubernator generalny Khawaja Nazimuddin. Na nowego gubernatora generalnego mianowany został Ghulam Muhammad. 7 sierpnia 1955 roku ze względu na pogarszający się stan zdrowia Muhammad udał się na leczenie do Wielkiej Brytanii i przekazał na czas swojej nieobecności pełnienie urzędu gubernatora generalnego ministrowi spraw wewnętrznych Iskanderowi Mirzie. 19 września Muhammad zrezygnował z funkcji, a 6 października Mirza formalnie objął stanowisko gubernatora generalnego. | [ 139 ]         |
| Iskander Mirza (1899–1969) | gubernator generalny | 6.10.1955 | 23.03.1956 | Po zabójstwie premiera Liaquata Alego Khana funkcję tę objął 17 października 1951 roku dotychczasowy gubernator generalny Khawaja Nazimuddin. Na nowego gubernatora generalnego mianowany został Ghulam Muhammad. 7 sierpnia 1955 roku ze względu na pogarszający się stan zdrowia Muhammad udał się na leczenie do Wielkiej Brytanii i przekazał na czas swojej nieobecności pełnienie urzędu gubernatora generalnego ministrowi spraw wewnętrznych Iskanderowi Mirzie. 19 września Muhammad zrezygnował z funkcji, a 6 października Mirza formalnie objął stanowisko gubernatora generalnego. | [ 139 ]         |
| Iskander Mirza | prezydent | 23.03.1956 | 27.10.1958 | Po zabójstwie premiera Liaquata Alego Khana funkcję tę objął 17 października 1951 roku dotychczasowy gubernator generalny Khawaja Nazimuddin. Na nowego gubernatora generalnego mianowany został Ghulam Muhammad. 7 sierpnia 1955 roku ze względu na pogarszający się stan zdrowia Muhammad udał się na leczenie do Wielkiej Brytanii i przekazał na czas swojej nieobecności pełnienie urzędu gubernatora generalnego ministrowi spraw wewnętrznych Iskanderowi Mirzie. 19 września Muhammad zrezygnował z funkcji, a 6 października Mirza formalnie objął stanowisko gubernatora generalnego. | [ 139 ]         |
| Muhammad Ayub Khan (1907–1974) | prezydent | 27.10.1958 | 25.03.1969 | Po zabójstwie premiera Liaquata Alego Khana funkcję tę objął 17 października 1951 roku dotychczasowy gubernator generalny Khawaja Nazimuddin. Na nowego gubernatora generalnego mianowany został Ghulam Muhammad. 7 sierpnia 1955 roku ze względu na pogarszający się stan zdrowia Muhammad udał się na leczenie do Wielkiej Brytanii i przekazał na czas swojej nieobecności pełnienie urzędu gubernatora generalnego ministrowi spraw wewnętrznych Iskanderowi Mirzie. 19 września Muhammad zrezygnował z funkcji, a 6 października Mirza formalnie objął stanowisko gubernatora generalnego. | [ 139 ]         |
| Panama – Republika Panamy | | | | |                 |
| Arnulfo Arias (1901–1988) | prezydent | 24.11.1949 | 9.05.1951 | Po zawieszeniu konstytucji z 1946 roku i ogłoszeniu rozwiązania Zgromadzenia Narodowego 9 maja 1951 roku Zgromadzenie Narodowe odwołało Arnulfo Ariasa ze stanowiska i mianowało pierwszego wiceprezydenta Alcibíades Arosemena na prezydenta. 10 maja Arias został zatrzymany przez Policję Narodową. 11 maja 1952 roku odbyły się wybory prezydenckie, w których według oficjalnych wyników zwyciężył szef Policji Narodowej José Antonio Remón Cantera, pokonując Roberto Chiariego. Urząd objął 1 października. 2 stycznia 1955 roku Remón został zastrzelony. Wykonywanie obowiązków prezydenta przejął pierwszy wiceprezydent José Ramón Guizado. 15 stycznia Zgromadzenie Narodowe postawiło Guizado w stan oskarżenia wobec podejrzeń o współudział w zabójstwie Remona, a do czasu wydania wyroku wykonywanie obowiązków prezydenta przejął wiceprezydent Ricardo Arias. 29 marca Zgromadzenie Narodowe uznało Guizado winnym, tym samym formalnie został pozbawiony urzędu. 13 maja 1956 roku odbyły się wybory prezydenckie, w których zwyciężył Ernesto de la Guardia. Urząd objął 1 października. | [ 146 ]         |
| Alcibíades Arosemena (1883–1958) | tymczasowy prezydent | 9.05.1951 | 1.10.1952 | Po zawieszeniu konstytucji z 1946 roku i ogłoszeniu rozwiązania Zgromadzenia Narodowego 9 maja 1951 roku Zgromadzenie Narodowe odwołało Arnulfo Ariasa ze stanowiska i mianowało pierwszego wiceprezydenta Alcibíades Arosemena na prezydenta. 10 maja Arias został zatrzymany przez Policję Narodową. 11 maja 1952 roku odbyły się wybory prezydenckie, w których według oficjalnych wyników zwyciężył szef Policji Narodowej José Antonio Remón Cantera, pokonując Roberto Chiariego. Urząd objął 1 października. 2 stycznia 1955 roku Remón został zastrzelony. Wykonywanie obowiązków prezydenta przejął pierwszy wiceprezydent José Ramón Guizado. 15 stycznia Zgromadzenie Narodowe postawiło Guizado w stan oskarżenia wobec podejrzeń o współudział w zabójstwie Remona, a do czasu wydania wyroku wykonywanie obowiązków prezydenta przejął wiceprezydent Ricardo Arias. 29 marca Zgromadzenie Narodowe uznało Guizado winnym, tym samym formalnie został pozbawiony urzędu. 13 maja 1956 roku odbyły się wybory prezydenckie, w których zwyciężył Ernesto de la Guardia. Urząd objął 1 października. | [ 146 ]         |
| José Antonio Remón Cantera (1908–1955) | prezydent | 1.10.1952 | 2.01.1955 | Po zawieszeniu konstytucji z 1946 roku i ogłoszeniu rozwiązania Zgromadzenia Narodowego 9 maja 1951 roku Zgromadzenie Narodowe odwołało Arnulfo Ariasa ze stanowiska i mianowało pierwszego wiceprezydenta Alcibíades Arosemena na prezydenta. 10 maja Arias został zatrzymany przez Policję Narodową. 11 maja 1952 roku odbyły się wybory prezydenckie, w których według oficjalnych wyników zwyciężył szef Policji Narodowej José Antonio Remón Cantera, pokonując Roberto Chiariego. Urząd objął 1 października. 2 stycznia 1955 roku Remón został zastrzelony. Wykonywanie obowiązków prezydenta przejął pierwszy wiceprezydent José Ramón Guizado. 15 stycznia Zgromadzenie Narodowe postawiło Guizado w stan oskarżenia wobec podejrzeń o współudział w zabójstwie Remona, a do czasu wydania wyroku wykonywanie obowiązków prezydenta przejął wiceprezydent Ricardo Arias. 29 marca Zgromadzenie Narodowe uznało Guizado winnym, tym samym formalnie został pozbawiony urzędu. 13 maja 1956 roku odbyły się wybory prezydenckie, w których zwyciężył Ernesto de la Guardia. Urząd objął 1 października. | [ 146 ]         |
| José Ramón Guizado (1899–1964) | tymczasowy prezydent | 2.01.1955 | 15.01.1955 | Po zawieszeniu konstytucji z 1946 roku i ogłoszeniu rozwiązania Zgromadzenia Narodowego 9 maja 1951 roku Zgromadzenie Narodowe odwołało Arnulfo Ariasa ze stanowiska i mianowało pierwszego wiceprezydenta Alcibíades Arosemena na prezydenta. 10 maja Arias został zatrzymany przez Policję Narodową. 11 maja 1952 roku odbyły się wybory prezydenckie, w których według oficjalnych wyników zwyciężył szef Policji Narodowej José Antonio Remón Cantera, pokonując Roberto Chiariego. Urząd objął 1 października. 2 stycznia 1955 roku Remón został zastrzelony. Wykonywanie obowiązków prezydenta przejął pierwszy wiceprezydent José Ramón Guizado. 15 stycznia Zgromadzenie Narodowe postawiło Guizado w stan oskarżenia wobec podejrzeń o współudział w zabójstwie Remona, a do czasu wydania wyroku wykonywanie obowiązków prezydenta przejął wiceprezydent Ricardo Arias. 29 marca Zgromadzenie Narodowe uznało Guizado winnym, tym samym formalnie został pozbawiony urzędu. 13 maja 1956 roku odbyły się wybory prezydenckie, w których zwyciężył Ernesto de la Guardia. Urząd objął 1 października. | [ 146 ]         |
| Ricardo Arias (1912–1993) | p.o. prezydenta | 15.01.1955 | 29.03.1955 | Po zawieszeniu konstytucji z 1946 roku i ogłoszeniu rozwiązania Zgromadzenia Narodowego 9 maja 1951 roku Zgromadzenie Narodowe odwołało Arnulfo Ariasa ze stanowiska i mianowało pierwszego wiceprezydenta Alcibíades Arosemena na prezydenta. 10 maja Arias został zatrzymany przez Policję Narodową. 11 maja 1952 roku odbyły się wybory prezydenckie, w których według oficjalnych wyników zwyciężył szef Policji Narodowej José Antonio Remón Cantera, pokonując Roberto Chiariego. Urząd objął 1 października. 2 stycznia 1955 roku Remón został zastrzelony. Wykonywanie obowiązków prezydenta przejął pierwszy wiceprezydent José Ramón Guizado. 15 stycznia Zgromadzenie Narodowe postawiło Guizado w stan oskarżenia wobec podejrzeń o współudział w zabójstwie Remona, a do czasu wydania wyroku wykonywanie obowiązków prezydenta przejął wiceprezydent Ricardo Arias. 29 marca Zgromadzenie Narodowe uznało Guizado winnym, tym samym formalnie został pozbawiony urzędu. 13 maja 1956 roku odbyły się wybory prezydenckie, w których zwyciężył Ernesto de la Guardia. Urząd objął 1 października. | [ 146 ]         |
| Ricardo Arias (1912–1993) | tymczasowy prezydent | 29.03.1955 | 1.10.1956 | Po zawieszeniu konstytucji z 1946 roku i ogłoszeniu rozwiązania Zgromadzenia Narodowego 9 maja 1951 roku Zgromadzenie Narodowe odwołało Arnulfo Ariasa ze stanowiska i mianowało pierwszego wiceprezydenta Alcibíades Arosemena na prezydenta. 10 maja Arias został zatrzymany przez Policję Narodową. 11 maja 1952 roku odbyły się wybory prezydenckie, w których według oficjalnych wyników zwyciężył szef Policji Narodowej José Antonio Remón Cantera, pokonując Roberto Chiariego. Urząd objął 1 października. 2 stycznia 1955 roku Remón został zastrzelony. Wykonywanie obowiązków prezydenta przejął pierwszy wiceprezydent José Ramón Guizado. 15 stycznia Zgromadzenie Narodowe postawiło Guizado w stan oskarżenia wobec podejrzeń o współudział w zabójstwie Remona, a do czasu wydania wyroku wykonywanie obowiązków prezydenta przejął wiceprezydent Ricardo Arias. 29 marca Zgromadzenie Narodowe uznało Guizado winnym, tym samym formalnie został pozbawiony urzędu. 13 maja 1956 roku odbyły się wybory prezydenckie, w których zwyciężył Ernesto de la Guardia. Urząd objął 1 października. | [ 146 ]         |
| Ernesto de la Guardia (1904–1983) | prezydent | 1.10.1956 | 1.10.1960 | Po zawieszeniu konstytucji z 1946 roku i ogłoszeniu rozwiązania Zgromadzenia Narodowego 9 maja 1951 roku Zgromadzenie Narodowe odwołało Arnulfo Ariasa ze stanowiska i mianowało pierwszego wiceprezydenta Alcibíades Arosemena na prezydenta. 10 maja Arias został zatrzymany przez Policję Narodową. 11 maja 1952 roku odbyły się wybory prezydenckie, w których według oficjalnych wyników zwyciężył szef Policji Narodowej José Antonio Remón Cantera, pokonując Roberto Chiariego. Urząd objął 1 października. 2 stycznia 1955 roku Remón został zastrzelony. Wykonywanie obowiązków prezydenta przejął pierwszy wiceprezydent José Ramón Guizado. 15 stycznia Zgromadzenie Narodowe postawiło Guizado w stan oskarżenia wobec podejrzeń o współudział w zabójstwie Remona, a do czasu wydania wyroku wykonywanie obowiązków prezydenta przejął wiceprezydent Ricardo Arias. 29 marca Zgromadzenie Narodowe uznało Guizado winnym, tym samym formalnie został pozbawiony urzędu. 13 maja 1956 roku odbyły się wybory prezydenckie, w których zwyciężył Ernesto de la Guardia. Urząd objął 1 października. | [ 146 ]         |
| Paragwaj – Republika Paragwaju | | | | |                 |
| Federico Chaves (1882–1978) | tymczasowy prezydent | 11.09.1949 | 15.08.1950 | Federico Chaves został mianowany przez Kongres tymczasowym prezydentem 11 września 1949 roku po wymuszonej rezygnacji Felipe Molasa Lópeza. Został wybrany na prezydenta 15 lipca 1950 roku, a formalnie urząd objął 15 sierpnia. Uzyskał reelekcję 15 lutego 1953 roku, będąc jedynym kandydatem. 4 maja Chaves został zmuszony do rezygnacji w wyniku zamachu stanu, na czele którego stał generał Alfredo Stroessner. 8 maja na tymczasowego prezydenta zaprzysiężony został Tomás Romero Pereira. 11 lipca odbyły się wybory, w których jedynym kandydatem był Alfredo Stroessner. Urząd objął 15 sierpnia. Został ponownie wybrany siedem razy – w 1958, 1963, 1968, 1973, 1978, 1983 i 1988 roku. | [ 149 ]         |
| Federico Chaves (1882–1978) | prezydent | 15.08.1950 | 4.05.1954 | Federico Chaves został mianowany przez Kongres tymczasowym prezydentem 11 września 1949 roku po wymuszonej rezygnacji Felipe Molasa Lópeza. Został wybrany na prezydenta 15 lipca 1950 roku, a formalnie urząd objął 15 sierpnia. Uzyskał reelekcję 15 lutego 1953 roku, będąc jedynym kandydatem. 4 maja Chaves został zmuszony do rezygnacji w wyniku zamachu stanu, na czele którego stał generał Alfredo Stroessner. 8 maja na tymczasowego prezydenta zaprzysiężony został Tomás Romero Pereira. 11 lipca odbyły się wybory, w których jedynym kandydatem był Alfredo Stroessner. Urząd objął 15 sierpnia. Został ponownie wybrany siedem razy – w 1958, 1963, 1968, 1973, 1978, 1983 i 1988 roku. | [ 149 ]         |
| Tomás Romero Pereira (1886–1982) | tymczasowy prezydent | 8.05.1954 | 15.08.1954 | Federico Chaves został mianowany przez Kongres tymczasowym prezydentem 11 września 1949 roku po wymuszonej rezygnacji Felipe Molasa Lópeza. Został wybrany na prezydenta 15 lipca 1950 roku, a formalnie urząd objął 15 sierpnia. Uzyskał reelekcję 15 lutego 1953 roku, będąc jedynym kandydatem. 4 maja Chaves został zmuszony do rezygnacji w wyniku zamachu stanu, na czele którego stał generał Alfredo Stroessner. 8 maja na tymczasowego prezydenta zaprzysiężony został Tomás Romero Pereira. 11 lipca odbyły się wybory, w których jedynym kandydatem był Alfredo Stroessner. Urząd objął 15 sierpnia. Został ponownie wybrany siedem razy – w 1958, 1963, 1968, 1973, 1978, 1983 i 1988 roku. | [ 149 ]         |
| Alfredo Stroessner (1912–2006) | prezydent | 15.08.1954 | 3.02.1989 | Federico Chaves został mianowany przez Kongres tymczasowym prezydentem 11 września 1949 roku po wymuszonej rezygnacji Felipe Molasa Lópeza. Został wybrany na prezydenta 15 lipca 1950 roku, a formalnie urząd objął 15 sierpnia. Uzyskał reelekcję 15 lutego 1953 roku, będąc jedynym kandydatem. 4 maja Chaves został zmuszony do rezygnacji w wyniku zamachu stanu, na czele którego stał generał Alfredo Stroessner. 8 maja na tymczasowego prezydenta zaprzysiężony został Tomás Romero Pereira. 11 lipca odbyły się wybory, w których jedynym kandydatem był Alfredo Stroessner. Urząd objął 15 sierpnia. Został ponownie wybrany siedem razy – w 1958, 1963, 1968, 1973, 1978, 1983 i 1988 roku. | [ 149 ]         |
| Peru – Republika Peru | | | | |                 |
| Manuel Odría (1896–1974) | przewodniczący junty | 1.11.1948 | 1.06.1950 | | [ 150 ]         |
| Zenón Noriega (1900–1957) | przewodniczący junty | 1.06.1950 | 28.07.1950 | | [ 150 ]         |
| Manuel Odría | prezydent | 28.07.1950 | 28.07.1956 | | [ 150 ]         |
| Manuel Prado Ugarteche (1889–1967) | prezydent | 28.07.1956 | 18.07.1962 | | [ 150 ]         |
| Polska – Rzeczpospolita Polska / Polska Rzeczpospolita Ludowa | | | | |                 |
| Do 20 listopada 1952 roku funkcję głowy państwa pełnił prezydent. Po wejściu w życie konstytucji z 22 lipca 1952 roku jego rolę przejęła Rada Państwa na czele z przewodniczącym.                                                                                              | Do 20 listopada 1952 roku funkcję głowy państwa pełnił prezydent. Po wejściu w życie konstytucji z 22 lipca 1952 roku jego rolę przejęła Rada Państwa na czele z przewodniczącym.                                                                                              | Do 20 listopada 1952 roku funkcję głowy państwa pełnił prezydent. Po wejściu w życie konstytucji z 22 lipca 1952 roku jego rolę przejęła Rada Państwa na czele z przewodniczącym.                                                                                              | Do 20 listopada 1952 roku funkcję głowy państwa pełnił prezydent. Po wejściu w życie konstytucji z 22 lipca 1952 roku jego rolę przejęła Rada Państwa na czele z przewodniczącym.                                                                                              | Do 20 listopada 1952 roku funkcję głowy państwa pełnił prezydent. Po wejściu w życie konstytucji z 22 lipca 1952 roku jego rolę przejęła Rada Państwa na czele z przewodniczącym. | [ 151 ]         |
| Bolesław Bierut (1892–1956) | prezydent | 5.02.1947 | 20.11.1952 | | [ 151 ]         |
| Aleksander Zawadzki (1899–1964) | przewodniczący Rady Państwa | 20.11.1952 | 7.08.1964 | | [ 151 ]         |
| Bolesław Bierut | przewodniczący/I sekretarz Komitetu Centralnego Polskiej Zjednoczonej Partii Robotniczej | 22.12.1948 | 12.03.1956 | | [ 151 ]         |
| Edward Ochab (1906–1989) | przewodniczący/I sekretarz Komitetu Centralnego Polskiej Zjednoczonej Partii Robotniczej | 20.03.1956 | 21.10.1956 | | [ 151 ]         |
| Władysław Gomułka (1905–1982) | przewodniczący/I sekretarz Komitetu Centralnego Polskiej Zjednoczonej Partii Robotniczej | 21.10.1956 | 20.12.1970 | | [ 151 ]         |
| Południowa Afryka – Związek Południowej Afryki | | | | |                 |
| Commonwealth realm – głową państwa był brytyjski monarcha, którego na miejscu reprezentował gubernator generalny. | Commonwealth realm – głową państwa był brytyjski monarcha, którego na miejscu reprezentował gubernator generalny. | Commonwealth realm – głową państwa był brytyjski monarcha, którego na miejscu reprezentował gubernator generalny. | Commonwealth realm – głową państwa był brytyjski monarcha, którego na miejscu reprezentował gubernator generalny. | Commonwealth realm – głową państwa był brytyjski monarcha, którego na miejscu reprezentował gubernator generalny. | [ 152 ]         |
| Gideon Brand van Zyl (1873–1956) | gubernator generalny | 1.01.1946 | 1.01.1951 | | [ 152 ]         |
| Ernest George Jansen (1881–1959) | gubernator generalny | 1.01.1951 | 25.11.1959 | | [ 152 ]         |
| Lucas Cornelius Steyn (1903–1976) | administrator rządu | 26.11.1959 | 11.12.1959 | | [ 152 ]         |
| Charles Robberts Swart (1894–1982) | gubernator generalny | 11.12.1959 | 30.04.1961 | | [ 152 ]         |
| Portugalia – Republika Portugalska | | | | |                 |
| Óscar Carmona (1869–1951) | prezydent | 16.11.1926 | 18.04.1951 | | [ 153 ]         |
| António de Oliveira Salazar (1889–1970) | p.o. prezydenta | 18.04.1951 | 21.07.1951 | | [ 153 ]         |
| Francisco Craveiro Lopes (1894–1964) | prezydent | 21.07.1951 | 9.08.1958 | | [ 153 ]         |
| Américo Tomás (1894–1987) | prezydent | 9.08.1958 | 25.04.1974 | | [ 153 ]         |
| R | | | | |                 |
| Rumunia – Rumuńska Republika Ludowa | | | | |                 |
| Funkcję głowy państwa pełnił organ kolegialny – Prezydium Wielkiego Zgromadzenia Narodowego. Przewodniczący Prezydium był primus inter pares – sprawował głównie funkcje reprezentacyjne i organizacyjne.                                                                      | Funkcję głowy państwa pełnił organ kolegialny – Prezydium Wielkiego Zgromadzenia Narodowego. Przewodniczący Prezydium był primus inter pares – sprawował głównie funkcje reprezentacyjne i organizacyjne.                                                                      | Funkcję głowy państwa pełnił organ kolegialny – Prezydium Wielkiego Zgromadzenia Narodowego. Przewodniczący Prezydium był primus inter pares – sprawował głównie funkcje reprezentacyjne i organizacyjne.                                                                      | Funkcję głowy państwa pełnił organ kolegialny – Prezydium Wielkiego Zgromadzenia Narodowego. Przewodniczący Prezydium był primus inter pares – sprawował głównie funkcje reprezentacyjne i organizacyjne.                                                                      | Funkcję głowy państwa pełnił organ kolegialny – Prezydium Wielkiego Zgromadzenia Narodowego. Przewodniczący Prezydium był primus inter pares – sprawował głównie funkcje reprezentacyjne i organizacyjne. | [ 154 ]         |
| Constantin Parhon (1874–1969) | przewodniczący Prezydium Wielkiego Zgromadzenia Narodowego | 13.04.1948 | 12.06.1952 | | [ 154 ]         |
| Petru Groza (1884–1958) | przewodniczący Prezydium Wielkiego Zgromadzenia Narodowego | 12.06.1952 | 7.01.1958 | | [ 154 ]         |
| Mihail Sadoveanu (1880–1961) Anton Moisescu (1913–2002) | p.o. przewodniczącego Prezydium Wielkiego Zgromadzenia Narodowego | 7.01.1958 | 11.01.1958 | | [ 154 ]         |
| Ion Gheorghe Maurer (1902–2000) | przewodniczący Prezydium Wielkiego Zgromadzenia Narodowego | 11.01.1958 | 21.03.1961 | | [ 154 ]         |
| Gheorghe Gheorghiu-Dej (1901–1965) | sekretarz generalny/I sekretarz Rumuńskiej Partii Komunistycznej | 21.02.1948 | 19.04.1954 | | [ 154 ]         |
| Gheorghe Apostol (1913–2010) | sekretarz generalny/I sekretarz Rumuńskiej Partii Komunistycznej | 19.04.1954 | 30.09.1955 | | [ 154 ]         |
| Gheorghe Gheorghiu-Dej | sekretarz generalny/I sekretarz Rumuńskiej Partii Komunistycznej | 30.09.1955 | 19.03.1965 | | [ 154 ]         |
| S | | | | |                 |
| Salwador – Republika Salwadoru | | | | |                 |
| Rewolucyjna Rada Rządowa | — | 14.12.1948 | 14.09.1950 | | [ 155 ]         |
| Óscar Osorio (1910–1969) | prezydent | 14.09.1950 | 14.09.1956 | | [ 155 ]         |
| José María Lemus (1911–1993) | prezydent | 14.09.1956 | 26.10.1960 | | [ 155 ]         |
| San Marino – Republika San Marino | | | | |                 |
| Vincenzo Pedini Agostino Biordi | kapitanowie regenci | 1.10.1949 | 1.04.1950 | | [ 156 ] [ 157 ] |
| Giuseppe Forcellini Primo Taddei | kapitanowie regenci | 1.04.1950 | 1.10.1950 | | [ 156 ] [ 157 ] |
| Marino Della Balda Luigi Montironi | kapitanowie regenci | 1.10.1950 | 1.04.1951 | | [ 156 ] [ 157 ] |
| Alvaro Casali Romolo Giacomini | kapitanowie regenci | 1.04.1951 | 1.10.1951 | | [ 156 ] [ 157 ] |
| Domenico Forcellini Giovanni Terenzi | kapitanowie regenci | 1.10.1951 | 1.04.1952 | | [ 156 ] [ 157 ] |
| Domenico Morganti Mariano Ceccoli | kapitanowie regenci | 1.04.1952 | 1.10.1952 | | [ 156 ] [ 157 ] |
| Arnaldo Para Eugenio Bernardini | kapitanowie regenci | 1.10.1952 | 1.04.1953 | | [ 156 ] [ 157 ] |
| Vincenzo Pedini Alberto Reffi | kapitanowie regenci | 1.04.1953 | 1.10.1953 | | [ 156 ] [ 157 ] |
| Giordano Giacomini Giuseppe Renzi | kapitanowie regenci | 1.10.1953 | 1.04.1954 | | [ 156 ] [ 157 ] |
| Giuseppe Forcellini Secondo Fiorini | kapitanowie regenci | 1.04.1954 | 1.10.1954 | | [ 156 ] [ 157 ] |
| Agostino Giacomini Luigi Montironi | kapitanowie regenci | 1.10.1954 | 1.04.1955 | | [ 156 ] [ 157 ] |
| Domenico Forcellini Vittorio Meloni | kapitanowie regenci | 1.04.1955 | 1.10.1955 | | [ 156 ] [ 157 ] |
| Primo Bugli Giuseppe Maiani | kapitanowie regenci | 1.10.1955 | 1.04.1956 | | [ 156 ] [ 157 ] |
| Mario Nanni Enrico Andreoli | kapitanowie regenci | 1.04.1956 | 1.10.1956 | | [ 156 ] [ 157 ] |
| Mariano Ceccoli Eugenio Bernardini | kapitanowie regenci | 1.10.1956 | 1.04.1957 | | [ 156 ] [ 157 ] |
| Giordano Giacomini Primo Marani | kapitanowie regenci | 1.04.1957 | 11.10.1957 | | [ 156 ] [ 157 ] |
| Rząd tymczasowy | — | 1.10.1957 | 23.10.1957 | | [ 156 ] [ 157 ] |
| Marino Valdes Franciosi Federico Micheloni | kapitanowie regenci | 23.10.1957 | 1.04.1958 | | [ 156 ] [ 157 ] |
| Zaccaria Giovanni Savoretti Stelio Montironi | kapitanowie regenci | 1.04.1958 | 23.10.1958 | | [ 156 ] [ 157 ] |
| Domenico Forcellini Pietro Reffi | kapitanowie regenci | 23.10.1958 | 1.04.1959 | | [ 156 ] [ 157 ] |
| Marino Benedetto Belluzzi Agostino Biordi | kapitanowie regenci | 1.04.1959 | 23.10.1959 | | [ 156 ] [ 157 ] |
| Giuseppe Forcellini Ferruccio Piva | kapitanowie regenci | 23.10.1959 | 1.04.1960 | | [ 156 ] [ 157 ] |
| Stany Zjednoczone – Stany Zjednoczone Ameryki | | | | |                 |
| Harry Truman (1884–1972) | prezydent | 12.04.1945 | 20.01.1953 | | [ 158 ]         |
| Dwight Eisenhower (1890–1969) | prezydent | 20.01.1953 | 20.01.1961 | | [ 158 ]         |
| Sudan – Republika Sudanu | | | | |                 |
| Do 1 stycznia 1956 roku Sudan był brytyjsko-egipskim kondominium pod nazwą Sudan Anglo-Egipski. | Do 1 stycznia 1956 roku Sudan był brytyjsko-egipskim kondominium pod nazwą Sudan Anglo-Egipski. | Do 1 stycznia 1956 roku Sudan był brytyjsko-egipskim kondominium pod nazwą Sudan Anglo-Egipski. | Do 1 stycznia 1956 roku Sudan był brytyjsko-egipskim kondominium pod nazwą Sudan Anglo-Egipski. | Do 1 stycznia 1956 roku Sudan był brytyjsko-egipskim kondominium pod nazwą Sudan Anglo-Egipski. | [ 159 ]         |
| Rada Suwerenności | — | 1.01.1956 | 17.11.1958 | | [ 159 ]         |
| Ibrahim Abbud (1900–1983) | przewodniczący Najwyższej Rady Sił Zbrojnych | 17.11.1958 | 16.11.1964 | | [ 159 ]         |
| Syria – Republika Syryjska | | | | |                 |
| Haszim al-Atasi (1875–1960) | prezydent | 15.08.1949 | 2.12.1951 | | [ 160 ]         |
| Adib asz-Sziszakli (1909–1964) | przewodniczący Najwyższej Rady Wojskowej | 2.12.1951 | 3.12.1951 | | [ 160 ]         |
| Fauzi Silu (1905–1972) | prezydent | 3.12.1951 | 11.07.1953 | | [ 160 ]         |
| Adib asz-Sziszakli | prezydent | 11.07.1953 | 25.02.1954 | | [ 160 ]         |
| Maamun al-Kuzbari (1914–1998) | p.o. prezydenta | 25.02.1954 | 28.02.1954 | | [ 160 ]         |
| Haszim al-Atasi | prezydent | 28.02.1954 | 6.09.1955 | | [ 160 ]         |
| Szukri al-Kuwatli (1891–1967) | prezydent | 6.09.1955 | 22.02.1958 | | [ 160 ]         |
| Szwajcaria – Konfederacja Szwajcarska | | | | |                 |
| Funkcję głowy państwa pełnił organ kolegialny – Rada Związkowa. Przewodniczący Rady Związkowej był primus inter pares – sprawował głównie funkcje reprezentacyjne i organizacyjne.                                                                                             | Funkcję głowy państwa pełnił organ kolegialny – Rada Związkowa. Przewodniczący Rady Związkowej był primus inter pares – sprawował głównie funkcje reprezentacyjne i organizacyjne.                                                                                             | Funkcję głowy państwa pełnił organ kolegialny – Rada Związkowa. Przewodniczący Rady Związkowej był primus inter pares – sprawował głównie funkcje reprezentacyjne i organizacyjne.                                                                                             | Funkcję głowy państwa pełnił organ kolegialny – Rada Związkowa. Przewodniczący Rady Związkowej był primus inter pares – sprawował głównie funkcje reprezentacyjne i organizacyjne.                                                                                             | Funkcję głowy państwa pełnił organ kolegialny – Rada Związkowa. Przewodniczący Rady Związkowej był primus inter pares – sprawował głównie funkcje reprezentacyjne i organizacyjne. | [ 161 ]         |
| Max Petitpierre (1899–1994) | prezydent | 1.01.1950 | 31.12.1950 | | [ 161 ]         |
| Eduard von Steiger (1881–1962) | prezydent | 1.01.1951 | 31.12.1951 | | [ 161 ]         |
| Karl Kobelt (1891–1968) | prezydent | 1.01.1952 | 31.12.1952 | | [ 161 ]         |
| Philipp Etter (1891–1977) | prezydent | 1.01.1953 | 31.12.1953 | | [ 161 ]         |
| Rodolphe Rubattel (1896–1961) | prezydent | 1.01.1954 | 31.12.1954 | | [ 161 ]         |
| Max Petitpierre | prezydent | 1.01.1955 | 31.12.1955 | | [ 161 ]         |
| Markus Feldmann (1897–1958) | prezydent | 1.01.1956 | 31.12.1956 | | [ 161 ]         |
| Hans Streuli (1892–1970) | prezydent | 1.01.1957 | 31.12.1957 | | [ 161 ]         |
| Thomas Holenstein (1896–1962) | prezydent | 1.01.1958 | 31.12.1958 | | [ 161 ]         |
| Paul Chaudet (1904–1977) | prezydent | 1.01.1959 | 31.12.1959 | | [ 161 ]         |
| Szwecja – Królestwo Szwecji | | | | |                 |
| Gustaw V (1858–1950) | król | 8.12.1907 | 29.10.1950 | | [ 162 ]         |
| Gustaw VI Adolf (1882–1973) | król | 29.10.1950 | 15.09.1973 | | [ 162 ]         |
| T | | | | |                 |
| Tajlandia – Królestwo Tajlandii | | | | |                 |
| Bhumibol Adulyadej (Rama IX) (1927–2016) | król | 9.06.1946 | 13.10.2016 | | [ 163 ]         |
| Tunezja – Królestwo Tunezji / Republika Tunezyjska | | | | |                 |
| Do 20 marca 1956 roku Tunezja była francuskim protektoratem. | Do 20 marca 1956 roku Tunezja była francuskim protektoratem. | Do 20 marca 1956 roku Tunezja była francuskim protektoratem. | Do 20 marca 1956 roku Tunezja była francuskim protektoratem. | Do 20 marca 1956 roku Tunezja była francuskim protektoratem. | [ 164 ]         |
| Muhammad VIII (1881–1962) | król | 20.03.1956 | 25.07.1957 | | [ 164 ]         |
| Habib Burgiba (1903–2000) | prezydent | 25.07.1957 | 7.11.1987 | | [ 164 ]         |
| Turcja – Republika Turcji | | | | |                 |
| İsmet İnönü (1884–1973) | prezydent | 11.11.1938 | 27.05.1950 | | [ 165 ]         |
| Celâl Bayar (1883–1986) | prezydent | 27.05.1950 | 27.05.1960 | | [ 165 ]         |
| U | | | | |                 |
| Urugwaj – Wschodnia Republika Urugwaju | | | | |                 |
| Od 1 marca 1952 roku funkcję głowy państwa pełnił organ kolegialny – Narodowa Rada Rządowa. Przewodniczący Rady był primus inter pares – sprawował głównie funkcje reprezentacyjne i organizacyjne.                                                                            | Od 1 marca 1952 roku funkcję głowy państwa pełnił organ kolegialny – Narodowa Rada Rządowa. Przewodniczący Rady był primus inter pares – sprawował głównie funkcje reprezentacyjne i organizacyjne.                                                                            | Od 1 marca 1952 roku funkcję głowy państwa pełnił organ kolegialny – Narodowa Rada Rządowa. Przewodniczący Rady był primus inter pares – sprawował głównie funkcje reprezentacyjne i organizacyjne.                                                                            | Od 1 marca 1952 roku funkcję głowy państwa pełnił organ kolegialny – Narodowa Rada Rządowa. Przewodniczący Rady był primus inter pares – sprawował głównie funkcje reprezentacyjne i organizacyjne.                                                                            | Od 1 marca 1952 roku funkcję głowy państwa pełnił organ kolegialny – Narodowa Rada Rządowa. Przewodniczący Rady był primus inter pares – sprawował głównie funkcje reprezentacyjne i organizacyjne. | [ 166 ]         |
| Luis Batlle Berres (1897–1964) | prezydent | 2.08.1947 | 1.03.1951 | | [ 166 ]         |
| Andrés Martínez Trueba (1884–1959) | prezydent | 1.03.1951 | 1.03.1952 | | [ 166 ]         |
| Andrés Martínez Trueba (1884–1959) | przewodniczący Narodowej Rady Rządowej | 1.03.1952 | 1.03.1955 | | [ 166 ]         |
| Luis Batlle Berres | przewodniczący Narodowej Rady Rządowej | 1.03.1955 | 1.03.1956 | | [ 166 ]         |
| Alberto Fermín Zubiría (1901–1971) | przewodniczący Narodowej Rady Rządowej | 1.03.1956 | 1.03.1957 | | [ 166 ]         |
| Arturo Lezama (1899–1964) | przewodniczący Narodowej Rady Rządowej | 1.03.1957 | 1.03.1958 | | [ 166 ]         |
| Carlos Fischer (1903–1969) | przewodniczący Narodowej Rady Rządowej | 1.03.1958 | 1.03.1959 | | [ 166 ]         |
| Martín Echegoyen (1891–1974) | przewodniczący Narodowej Rady Rządowej | 1.03.1959 | 1.03.1960 | | [ 166 ]         |
| W | | | | |                 |
| Watykan – Państwo Watykańskie | | | | |                 |
| Pius XII (1876–1958) | papież | 2.03.1939 | 9.10.1958 | | [ 167 ]         |
| Jan XXIII (1881–1963) | papież | 28.10.1958 | 3.06.1963 | | [ 167 ]         |
| Wenezuela – Stany Zjednoczone Wenezueli / Republika Wenezueli | | | | |                 |
| Carlos Delgado Chalbaud (1909–1950) | przewodniczący junty wojskowej | 24.11.1948 | 13.11.1950 | | [ 168 ]         |
| Germán Suárez Flamerich (1907–1990) | przewodniczący junty wojskowej | 27.11.1950 | 2.12.1952 | | [ 168 ]         |
| Marcos Pérez Jiménez (1914–2001) | tymczasowy prezydent | 2.12.1952 | 19.04.1953 | | [ 168 ]         |
| Marcos Pérez Jiménez (1914–2001) | prezydent | 19.04.1953 | 23.01.1958 | | [ 168 ]         |
| Wolfgang Larrazábal (1911–2003) | przewodniczący junty wojskowej | 23.01.1958 | 14.11.1958 | | [ 168 ]         |
| Edgar Sanabria (1911–1989) | przewodniczący junty wojskowej | 14.11.1958 | 13.02.1959 | | [ 168 ]         |
| Rómulo Betancourt (1908–1981) | prezydent | 13.02.1959 | 11.03.1964 | | [ 168 ]         |
| Węgry – Węgierska Republika Ludowa | | | | |                 |
| Funkcję głowy państwa pełnił organ kolegialny – Rada Prezydialna. Przewodniczący Rady Prezydialnej był primus inter pares – sprawował głównie funkcje reprezentacyjne i organizacyjne.                                                                                         | Funkcję głowy państwa pełnił organ kolegialny – Rada Prezydialna. Przewodniczący Rady Prezydialnej był primus inter pares – sprawował głównie funkcje reprezentacyjne i organizacyjne.                                                                                         | Funkcję głowy państwa pełnił organ kolegialny – Rada Prezydialna. Przewodniczący Rady Prezydialnej był primus inter pares – sprawował głównie funkcje reprezentacyjne i organizacyjne.                                                                                         | Funkcję głowy państwa pełnił organ kolegialny – Rada Prezydialna. Przewodniczący Rady Prezydialnej był primus inter pares – sprawował głównie funkcje reprezentacyjne i organizacyjne.                                                                                         | Funkcję głowy państwa pełnił organ kolegialny – Rada Prezydialna. Przewodniczący Rady Prezydialnej był primus inter pares – sprawował głównie funkcje reprezentacyjne i organizacyjne. | [ 169 ]         |
| Árpád Szakasits (1888–1965) | przewodniczący Rady Prezydialnej | 23.08.1949 | 26.04.1950 | | [ 169 ]         |
| Sándor Rónai (1892–1965) | przewodniczący Rady Prezydialnej | 26.04.1950 | 14.08.1952 | | [ 169 ]         |
| István Dobi (1898–1968) | przewodniczący Rady Prezydialnej | 14.08.1952 | 14.04.1967 | | [ 169 ]         |
| Mátyás Rákosi (1892–1971) | sekretarz generalny/I sekretarz Węgierskiej Partii Pracujących | 12.06.1948 | 18.07.1956 | | [ 169 ]         |
| Ernő Gerő (1898–1980) | sekretarz generalny/I sekretarz Węgierskiej Partii Pracujących | 18.07.1956 | 25.10.1956 | | [ 169 ]         |
| János Kádár (1912–1989) | sekretarz generalny/I sekretarz Węgierskiej Partii Pracujących | 25.10.1956 | 31.10.1956 | | [ 169 ]         |
| János Kádár (1912–1989) | I sekretarz Węgierskiej Socjalistycznej Partii Robotniczej | 31.10.1956 | 22.05.1988 | | [ 169 ]         |
| Wielka Brytania – Zjednoczone Królestwo Wielkiej Brytanii i Irlandii Północnej | | | | |                 |
| Jerzy VI (1895–1952) | król | 11.12.1936 | 6.02.1952 | | [ 170 ]         |
| Elżbieta II (1926–2022) | królowa | 6.02.1952 | 8.09.2022 | | [ 170 ]         |
| Wietnam Południowy – Państwo Wietnam / Republika Wietnamu | | | | |                 |
| Bảo Đại (1913–1997) | szef państwa | 13.06.1949 | 26.10.1955 | | [ 171 ]         |
| Ngô Đình Diệm (1901–1963) | prezydent | 26.10.1955 | 2.11.1963 | | [ 171 ]         |
| Wietnam Północny – Demokratyczna Republika Wietnamu | | | | |                 |
| Hồ Chí Minh (1890–1969) | prezydent | 2.09.1945 | 2.09.1969 | | [ 171 ]         |
| Włochy – Republika Włoska | | | | |                 |
| Luigi Einaudi (1874–1961) | prezydent | 12.05.1948 | 11.05.1955 | | [ 172 ]         |
| Giovanni Gronchi (1887–1978) | prezydent | 11.05.1955 | 11.05.1962 | | [ 172 ]         |
| Z | | | | |                 |
| Zjednoczona Republika Arabska | | | | |                 |
| Zjednoczona Republika Arabska powstała 22 lutego 1958 roku w wyniku połączenia Egiptu i Syrii. | Zjednoczona Republika Arabska powstała 22 lutego 1958 roku w wyniku połączenia Egiptu i Syrii. | Zjednoczona Republika Arabska powstała 22 lutego 1958 roku w wyniku połączenia Egiptu i Syrii. | Zjednoczona Republika Arabska powstała 22 lutego 1958 roku w wyniku połączenia Egiptu i Syrii. | Zjednoczona Republika Arabska powstała 22 lutego 1958 roku w wyniku połączenia Egiptu i Syrii. | [ 48 ]          |
| Gamal Abdel Naser | prezydent | 22.02.1958 | 28.09.1970 | | [ 48 ]          |
| Związek Radziecki – Związek Socjalistycznych Republik Radzieckich | | | | |                 |
| Funkcję głowy państwa pełnił organ kolegialny – Prezydium Rady Najwyższej. Przewodniczący Prezydium był primus inter pares – sprawował głównie funkcje reprezentacyjne i organizacyjne.                                                                                        | Funkcję głowy państwa pełnił organ kolegialny – Prezydium Rady Najwyższej. Przewodniczący Prezydium był primus inter pares – sprawował głównie funkcje reprezentacyjne i organizacyjne.                                                                                        | Funkcję głowy państwa pełnił organ kolegialny – Prezydium Rady Najwyższej. Przewodniczący Prezydium był primus inter pares – sprawował głównie funkcje reprezentacyjne i organizacyjne.                                                                                        | Funkcję głowy państwa pełnił organ kolegialny – Prezydium Rady Najwyższej. Przewodniczący Prezydium był primus inter pares – sprawował głównie funkcje reprezentacyjne i organizacyjne.                                                                                        | Funkcję głowy państwa pełnił organ kolegialny – Prezydium Rady Najwyższej. Przewodniczący Prezydium był primus inter pares – sprawował głównie funkcje reprezentacyjne i organizacyjne. | [ 173 ]         |
| Nikołaj Szwernik (1888–1970) | przewodniczący Rady Najwyższej | 19.03.1946 | 15.03.1954 | | [ 173 ]         |
| Klimient Woroszyłow (1881–1969) | przewodniczący Rady Najwyższej | 15.03.1954 | 7.05.1960 | | [ 173 ]         |
| Józef Stalin (1878–1953) | sekretarz generalny/sekretarz/I sekretarz Komitetu Centralnego Komunistycznej Partii Związku Radzieckiego | 3.04.1922 | 5.03.1953 | | [ 173 ]         |
| Gieorgij Malenkow (1902–1988) | sekretarz generalny/sekretarz/I sekretarz Komitetu Centralnego Komunistycznej Partii Związku Radzieckiego | 5.03.1953 | 7.09.1953 | | [ 173 ]         |
| Nikita Chruszczow (1894–1971) | sekretarz generalny/sekretarz/I sekretarz Komitetu Centralnego Komunistycznej Partii Związku Radzieckiego | 7.09.1953 | 14.10.1964 | | [ 173 ]         |